# Rolex
La Rolex SA è una società svizzera, con sede a Ginevra, specializzata nella produzione di pregiati orologi da polso, nonché una delle più grandi e famose aziende operanti nel settore orologeria. Il marchio Rolex fu ideato e registrato a Londra nel 1908, da Hans Wilsdorf, cofondatore della Wilsdorf & Davis del 1905, ma prende vita ufficialmente solo il 15 novembre del 1915 con il nome di The Rolex Watch Company, Limited (tuttora all'attivo), quando Wilsdorf si trasferisce in Svizzera, a Bienna e poi definitivamente a Ginevra nel 1919, registrando la società come Montres Rolex S.A. nel 1920.
Nel corso degli anni la Rolex è diventata sinonimo di lusso, costruendosi la nomea di produrre orologi resistenti e di qualità: per queste ragioni, e per la percezione che la casa ha nell'immaginario collettivo, i segnatempo Rolex sono molto desiderati e ricercati, ma non sempre facilmente reperibili. Rolex è l'azienda orologiera più nota presso il pubblico, e che occupa la più ampia fetta di mercato nelle vendite di orologi da polso. Nel 2004, la “Rolex Genève” acquista la “Rolex Bienne” dalla famiglia Borer (prec. di Aegler), facendo un passo importante per la strategia di Rolex SA, di diventare un produttore completo di orologi. Nel 2005 è il maggior produttore di cronometri certificati Swiss Made.
Dal 1960, la Rolex è controllata per il 100% dalla Hans Wilsdorf Foundation, ente di beneficenza e non-profit creato nel 1945 dallo stesso Wilsdorf (dopo la morte della moglie) e riconosciuto dalla legge svizzera (con i relativi benefici fiscali). Conta 28 società controllate nel mondo ed una organizzazione di 4.000 orologiai in 100 Paesi, con incassi stimati (nel 2010) intorno ai 2 miliardi di euro, ed una produzione annuale di orologi superiore a 1 milione di pezzi. Il 3 maggio 2011 è stato annunciato il nuovo CEO del gruppo Rolex, il quinto da quando è stata fondata, l'italiano Gian Riccardo Marini (precedentemente CEO di Rolex Italia), che prende il posto di Bruno Meier. Dal 17 giugno 2015, per raggiunti limiti di età, a Marini succede Jean-Frédéric Dufour.

## Storia

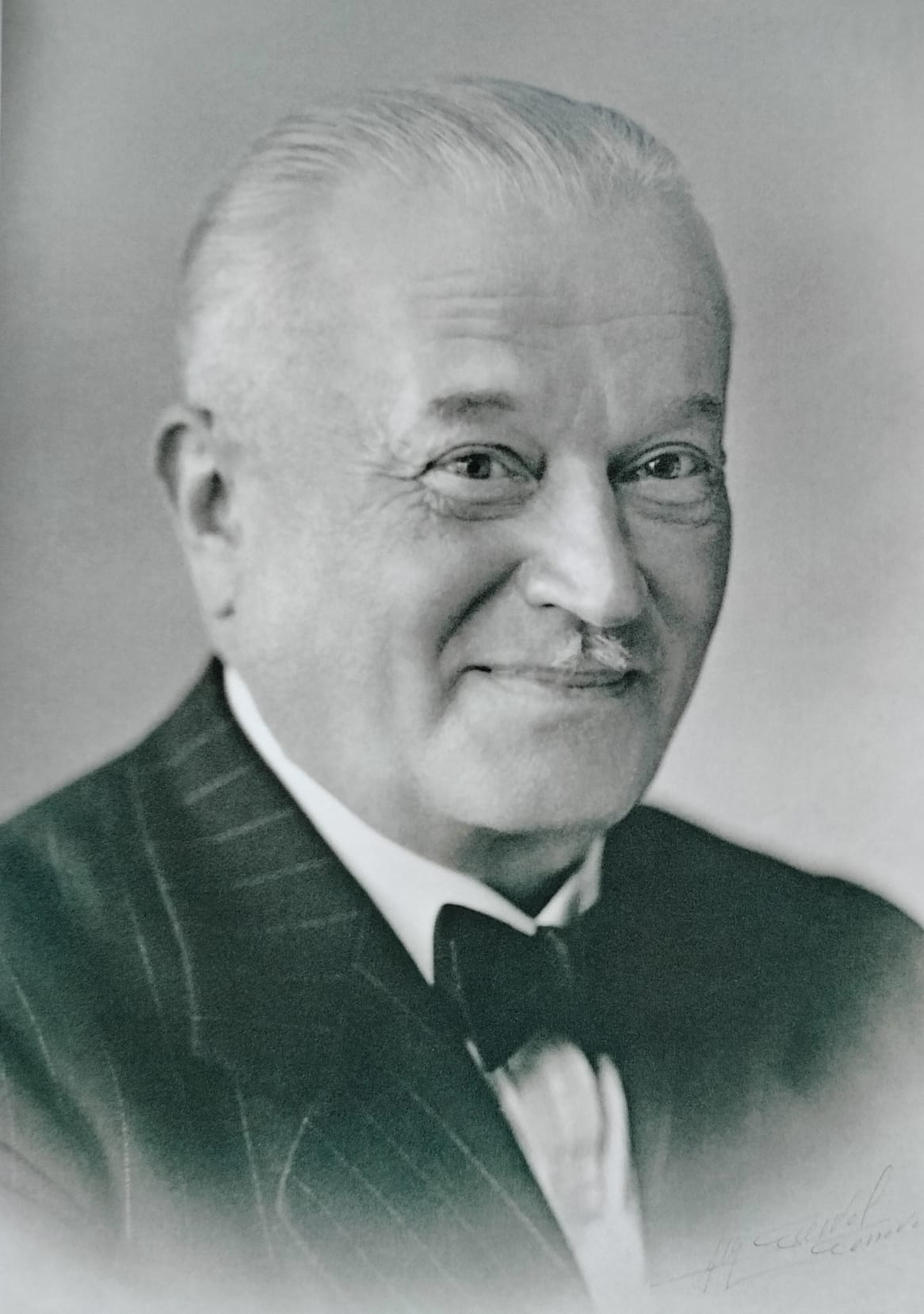
Hans Wilsdorf, fondatore di Rolex e Tudor

La preistoria della Rolex inizia nel 1905, quando all'età di 24 anni, “l'orologiaio” bavarese Hans Wilsdorf (1881-1960), che aveva esperienze di vendita di perle in Svizzera e che lavorò nella maison di orologeria Cuno Korten a La Chaux-de-Fonds, fonda a Londra una azienda specializzata nella distribuzione di orologi, la società Wilsdorf & Davis, insieme al cognato e finanziatore Alfred Davis. Inizialmente si limitavano ad importare in Inghilterra i meccanismi svizzeri prodotti a Bienna da Hermann Aegler (che successivamente divenne socio e poi membro del consiglio di amministrazione della Rolex), assemblandoli in lussuose casse prodotte dalla firma Dennison e da altri gioiellieri dell'epoca, che poi vendevano con il proprio marchio. I primi orologi da polso prodotti dalla Wilsdorf & Davis erano marcati con la sigla W&D visibile all'interno della cassa. Il primo orologio da polso ad avere il certificato svizzero di precisione cronometrica, rilasciato dal Bureau Officiel de Contrôle de la Marche des Montres (cattedra ufficiale di controllo del movimento degli orologi) di Bienne, fu proprio un W&D “Rolex” nel 1910, benché il nome sul certificato fosse in realtà intestato a Les Fils de Jean Aegler (I Figli di Jean Aegler - Hermann e Hans Aegler erano i figli di Jean e i fornitori/costruttori dei movimenti per i W&D e i Rolex, avendo preso il posto della madre che subentrò dopo la morte del marito nel 1891). La produzione dei movimenti fu rinominata e registrata come Aegler S.A. nel 1913 e qualche anno dopo fu stipulato un contratto per la fornitura esclusiva con Rolex. Il marchio Rolex inizia a comparire impresso sull'interno dei fondelli e sui movimenti, negli anni 1910, per poi finire anche sui quadranti negli anni 1920. Secondo i documenti dell'epoca, la Rolex costituita da Hans Wilsdorf e dalla famiglia Aegler, non può essere venduta né scambiata sul mercato azionario, ed ancora oggi mantiene saldi i principi e le tradizioni del suo fondatore, essendo una associazione no profit.

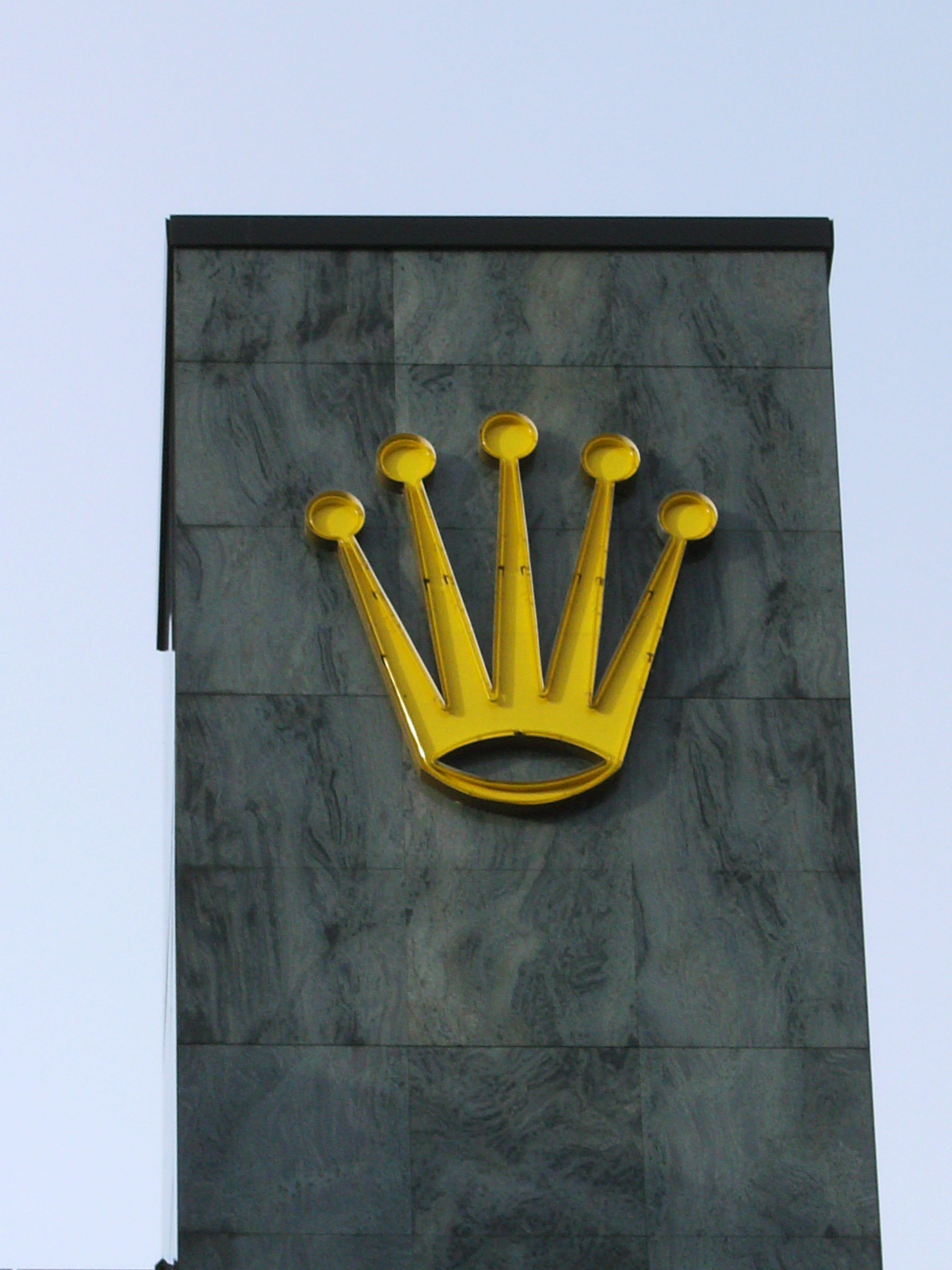
Corona Rolex

La Rolex venne effettivamente lanciata come marchio di orologi da polso, nel 1914 e registrata nel 1915 con il nome di The Rolex Watch Company, Limited, con l'obiettivo di essere il primo al mondo: “Vogliamo essere il primo, e Rolex non può che essere considerato il meglio. Il meglio, il primo ”. Questa ambizione resterà impressa per sempre nel DNA del marchio, infatti, il simbolo scelto (nel 1925) è stato proprio una corona.
Nel 1914 un altro movimento viene certificato in “Classe A” dal Osservatorio di Kew a Londra, e da quel momento gli orologi Rolex verranno definiti sinonimo di precisione. Wilsdorf avrebbe voluto rendere economici i suoi prodotti, ma una volta scoppiata la guerra, le tasse e i dazi di importazione sulle casse degli orologi (oro e argento) alzavano i prezzi. Da quel momento il quartier generale venne spostato in Svizzera, prima a Bienna e poi a Ginevra (1919), mantenendo filiali in altre città (es, a Bienna la sede di Aegler SA, spesso detta “Rolex Bienne” per differenziarla dalla “Rolex Genève”, ma indissolubili) e poi in altri continenti, tipo Nord America, Asia, Australia. Un altro motivo che spinse Wilsdorf a trasferirsi in Svizzera, fu perché un tedesco, in quel momento, non era visto di buon occhio in Inghilterra, e ciò avrebbe potuto causare ulteriori ostacoli alla sua azienda.

### Il nome: 1908-1915
Il significato del termine ROLEX è sconosciuto, secondo alcuni (versione mai confermata da Wilsdorf) deriva dalla locuzione francese horlogerie exquise (orologeria squisita, nel senso di eccellenza, finezza, alta qualità); altri riportano che il nome derivi dall'unione della parola Rolls-Royce, automobili di lusso molto apprezzate da Alfred Davis, e della parola Timex, grande produttore statunitense di orologi dell'epoca, per indicare appunto che la produzione sarebbe stata orientata ad orologi "EX" di lusso "ROL" da cui ROLEX. Tuttavia, Wilsdorf cercava un nome facilmente pronunciabile in ogni lingua, immediato, facile da ricordare, ma anche che avesse stile, cioè da non essere troppo ingombrante sul quadrante e dare la possibilità ai rivenditori inglesi (per i quali erano destinati inizialmente i primi modelli) di incidere il proprio nome sotto il marchio, ma anche composto da lettere della stessa dimensione, in modo da poter essere scritto simmetricamente; Hans Wildorf ne provò tanti, unendo le lettere senza successo, poi, in occasione del cinquantenario della creazione del marchio (il 2 luglio 1958), lo stesso dichiarò che il nome ROLEX gli fu suggerito all'orecchio da un “buon genio” che gli era seduto accanto, su un double-decker trainato da cavalli, che percorreva Cheapside street nel centro di Londra. Si suppone che questo cambiamento di nome, mostrasse la volontà di rendere popolari gli orologi da polso, che all'epoca erano considerati articoli per signore, perché tra gli uomini andava di moda l'orologio da tasca (moda che continuò per tutti gli anni 1920). La tipica corona a 5 punte, simbolo storico della casa, fu introdotta nel 1925. 

### Anni 1920-1950: la costruzione della fama di Rolex
Tra le innovazioni proposte dalla Rolex sul mercato dell'orologeria, ci sono i primi orologi impermeabili e con il datario, con il fuso orario e, cosa più importante, i primi orologi da polso a ottenere la richiestissima certificazione di cronometro. L'azienda detiene tuttora il record per maggior numero di meccanismi certificati.

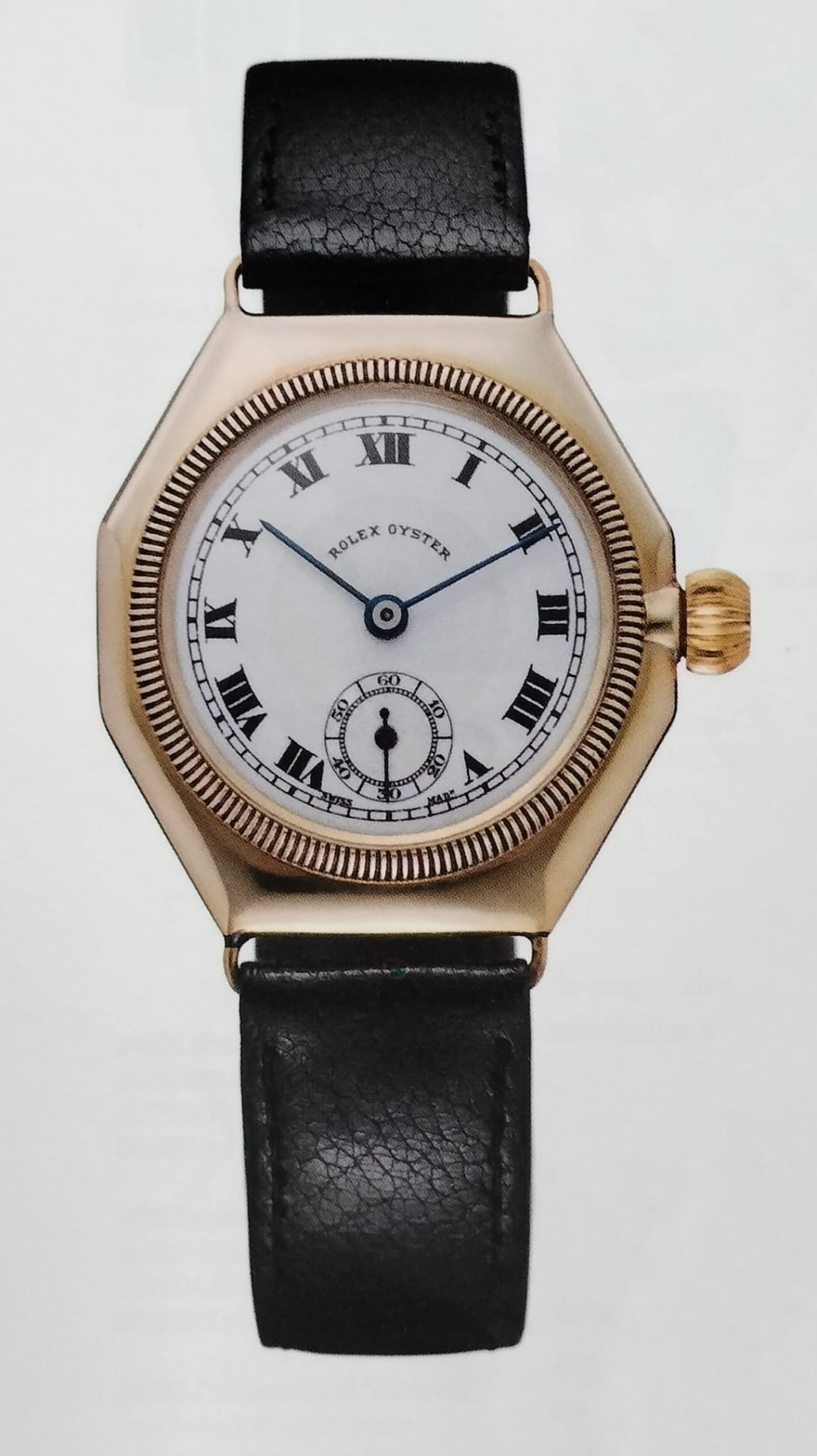
Rolex Oyster del 1926, il primo orologio impermeabile della storia

Rolex fu la prima azienda a creare un vero orologio da polso impermeabile, grazie alla nuova cassa Oyster (ostrica) e alla corona a vite, nate nel 1926 e montata su un modello in oro con cassa ottagonale. A dimostrare l'impermeabilità dei suoi orologi, un Rolex con cassa Oyster venne messo al polso di una giovane nuotatrice britannica Mercedes Gleitze, che il 7 ottobre 1927 attraversò il Canale della Manica in 10 ore. L'impresa fu pubblicata sul quotidiano britannico Daily Mail, in un’inserzione a tutta pagina che annunciava il successo del orologio: nacque così il concetto di Testimonial. È risalente allo stesso periodo anche il bracciale in acciaio cosiddetto Oyster, con disegno a tre maglie, inizialmente prodotto dalla famosa azienda Gay Frères, specializzata nella realizzazione di bracciali, e che poi verrà acquistata dalla Rolex stessa nel 1998. L'applicazione della cassa Oyster resistente all'acqua, arrivò ben presto ad essere utilizzata anche su segnatempo militari: nei primi anni Quaranta è infatti possibile trovare la ref. 3139 con cassa tonnaeu che riporta sul quadrante la scritta "Army".

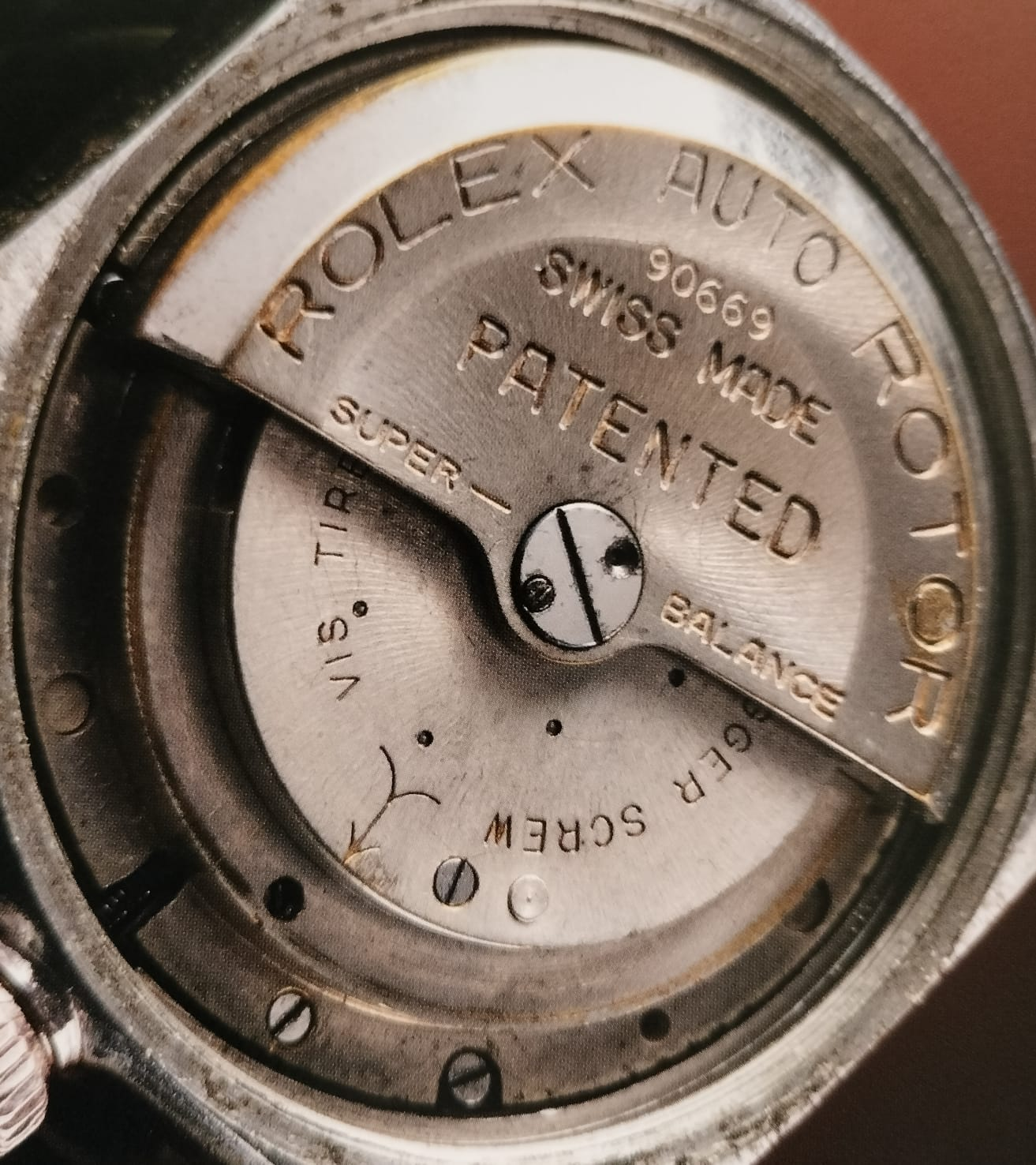
Calibro Rolex 9 3/4, anni Trenta

Il primo orologio a carica automatica con rotore "Perpetual" (in grado di fare una rotazione completa di 360 gradi, contrariamente al rotore a martelletto montato sugli orologi "Harwood" che sono stati i primi automatici prodotti in serie) venne presentato nel 1931, potenziato da un meccanismo interno che sfruttava il movimento del braccio e che, oltre a rendere inutile il caricamento a mano, eliminò i problemi tecnici che ne compromettevano il funzionamento. Il primo movimento Rolex automatico fu il calibro 620. L'abbinata dell'impermeabilità, ottenuta con la cassa Oyster (letteralmente ostrica) e della massa oscillante Perpetual che ruota a 360 gradi e non solo in una direzione, fanno nascere l'Oyster Perpetual. Per via della sua forma, atta a garantire l'impermeabilità, questo modello si è guadagnato tra i collezionisti il soprannome di "bubbleback" e in italiano di "ovetto". Parallelamente al "bubbleback", ma con cassa differente (in quanto di forma tonneau con lunetta circolare) si diffonde il modello Viceroy, contraddistinto da movimento a carica manuale, che tuttavia non avrà le stesse sorti del "bubbleback", la cui fortunata forma contribuirà a influenzare i canoni estetici di Oyster Perpetual, Datejust e Day-Date, sopravvissuti sino ai giorni nostri.

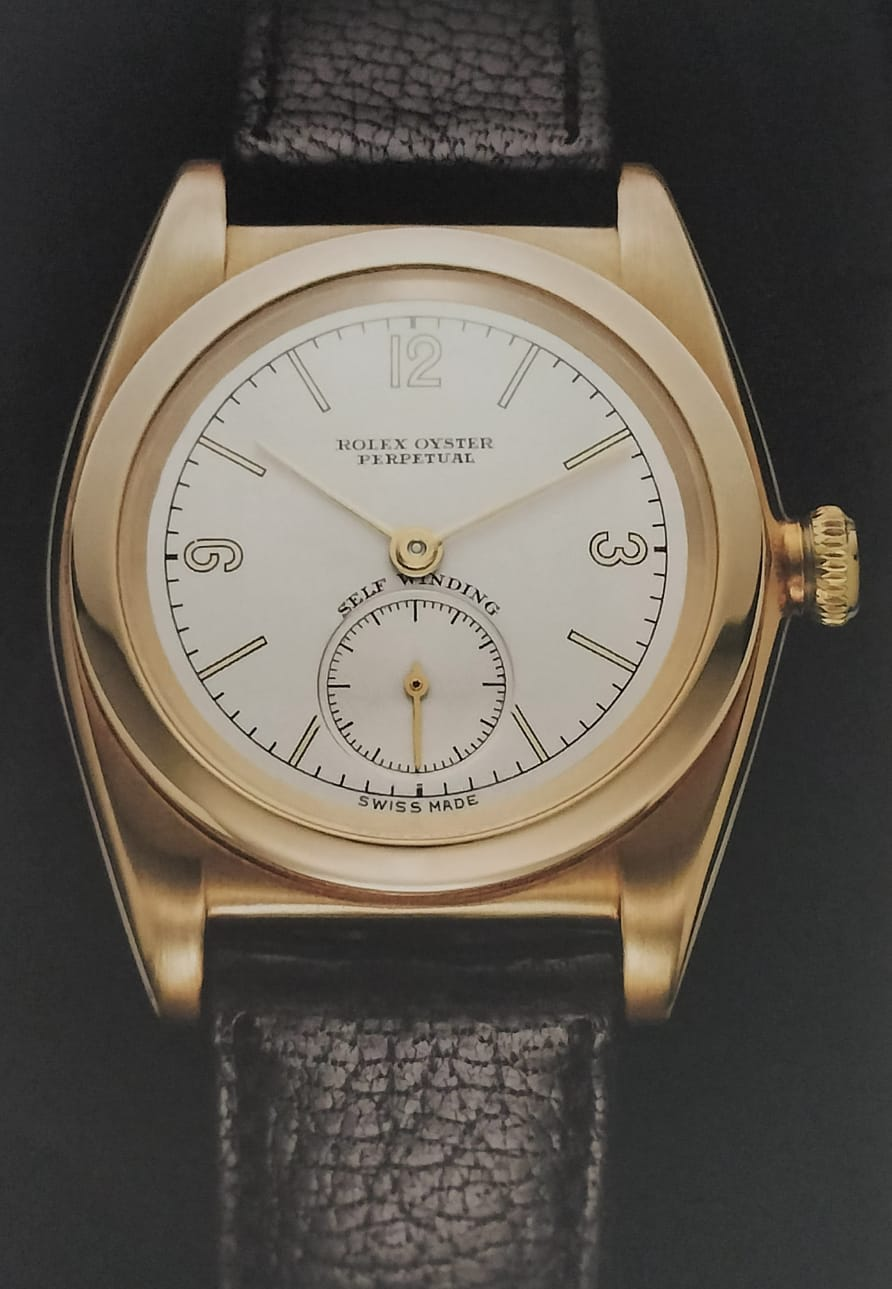
Il primo Rolex Perpetual della storia, risalente al 1931

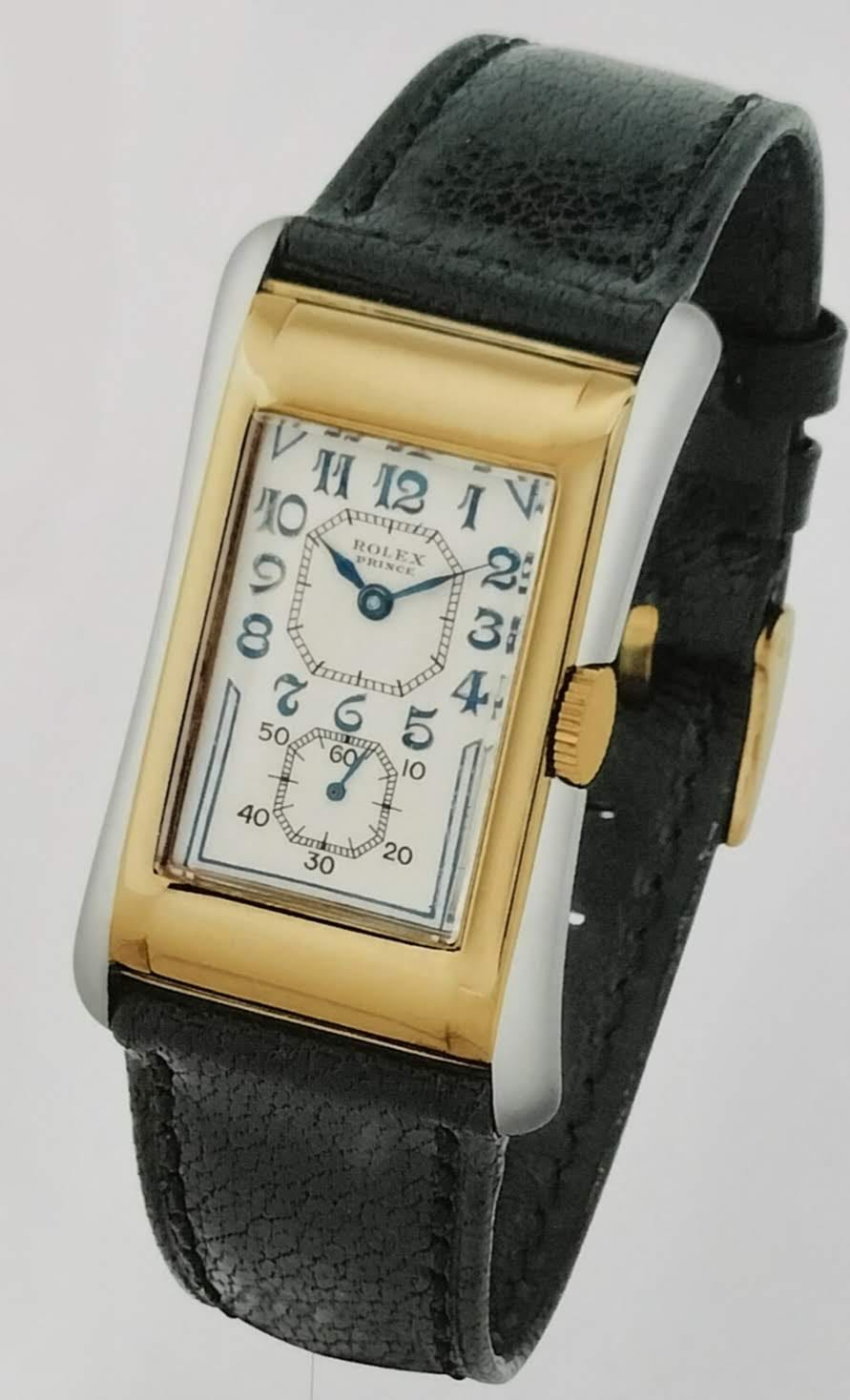
Rolex Doctor's Watch risalente agli anni '30 circa

Negli anni Trenta nasce il primo "Doctor's Watch" di casa Rolex: è il Prince (ref. 971), con cassa rettangolare e movimento curvex, realizzato in collaborazione con Alpina-Gruen e rimasto in produzione fino agli anni Quaranta. Il Prince è il primo Cellini della storia. Il nome Cellini, inoltre, è un omaggio alla raffinatezza artistica italiana e una chiara citazione a Benvenuto Cellini. A partire dagli anni Trenta alcuni modelli Rolex saranno parte della dotazione di numerosi esploratori, dalla Groenlandia all'Everest, dall'Antartide al Kanchenjunga. Sempre negli anni Trenta viene realizzato il Prince Imperial da tasca (ref. 1586), dall'inconsueta cassa esagonale.
In questo decennio appaiono anche i primi cronografi. Un esempio è la ref. 3525 (un Rolex POW, si veda infra), un cronografo alimentato dal calibro Valjoux 23 e uno dei primi cronografi impermeabili di casa Rolex, soprannominato "Monoblocco" in quanto la lunetta era unita alla parte centrale della cassa, e separata dal fondello, diversamente invece dalla maggior parte degli orologi coevi in cui la lunetta era un elemento a sé stante della cassa. Questi orologi venivano inoltre contrabbandati da Wilsdorf all'interno di casse di viveri della Croce Rossa in periodo di guerra e forniti agli ufficiali delle forze catturate dall'esercito nazista durante la Seconda guerra mondiale, e per questa ragione vengono anche chiamati "POW" ("Prisoners of War"). La strategia di marketing adottata da Hans Wilsdorf era quella di fornire questi orologi ai prigionieri di guerra e di dilazionarne il pagamento a guerra finita. Un esempio di orologio POW era la ref. 6420 con movimento a carica manuale, conosciuta anche con il nome di Speedking in quanto si trovava al polso di Sir Malcolm Campbell nel 1935 durante la realizzazione di un nuovo record di velocità sulla terraferma con un veicolo su ruote. Lo Speedking aveva un diametro contenuto (di soli 30 millimetri) e su alcuni modelli è possibile trovare il nome Speedking sul quadrante oltre che la rara corona Super Oyster: una corona di carica non a vite brevettata, con guarnizioni che avrebbero dovuto garantire la medesima impermeabilità della corona a vite, ma che non fu in grado di garantire le performances vantate e venne sostituita dopo pochissimi anni dalla sua introduzione.
Negli anni Trenta, la manifattura Aegler che era socia di Rolex venne ribattezzata "Manufacture des Montres Rolex SA", mantenendo la sede a Bienne. Nonostante il cambio del nome, l'azienda, divenuta esclusiva fornitrice dei calibri per Rolex, rimaneva ancora di proprietà dei discendenti di Aegler. Gli unici calibri non forniti da Aegler erano quelli destinati ai cronografi, che erano realizzati da Valjoux prima e da Zenith poi (a partire dal 1988 fino al 2000, quando fu introdotto il movimento cronografico automatico di manifattura Rolex).
A fianco degli orologi automatici, Rolex nel corso della sua storia ha realizzato anche movimenti a carica manuale con meccanismo di manifattura, come nel caso del movimento Rolex 1225 che animava i Rolex Precision, alcuni dei quali dotati anche di datario con lente ciclope (chiamati Precision Oysterdate). Un modello a carica manuale è la ref. 2508, il primo cronografo di casa Rolex, databile attorno alla metà degli anni Trenta. Tra il 1942 e il 1943 vengono presentati i primi quadranti "California", contraddistinti dall'avere numeri romani che occupano la parte superiore del quadrante, e numeri arabi che occupano la parte inferiore. Nel 1942 viene anche realizzato l'unico cronografo di casa Rolex a vantare la funzione rattrapante: si tratta della ref. 4113, realizzato in soli 12 esemplari.
Durante la seconda guerra mondiale, non erano solo i POW gli unici Rolex in dotazione agli eserciti: Wilsdorf, infatti, aveva fornito all'esercito britannico anche diversi modelli da tasca, riconoscibili per avere sulla cassa l'incisione "G.S. (General Service) MK II". Questi segnatempo erano di diversi tipi: alcuni con quadrante bianco, altri con quadrante nero e numeri al radio ad alta leggibilità. Gli appassionati tendono a soprannominare genericamente "Broad Arrow" i Rolex assegnati all'esercito britannico.
Nel 1945, anno di celebrazione del quarantesimo anniversario dell'azienda, venne presentato il primo orologio dotato di datario, con posizione standard a ore 3: è così che nasce il primo Datejust (la lente magnificatrice sul datario arriverà in seguito, non prima del 1953). Alcuni dei primi Datejust venivano chiamati anch'essi "bubbleback" e non presentavano la scritta "Datejust" sul quadrante (come la ref. 4467, di metà anni Quaranta). La posizione del datario è a ore 3 dal 1945 e lì resterà sempre, in ossequio del rispetto delle tradizioni da parte della Maison, tanto che, quando nel 1988 viene presentato il primo Daytona con movimento automatico (di derivazione Zenith), Rolex decide di non collocare il datario a ore 4, come previsto dal movimento Zenith El Primero adottato, e di mantenere la tradizione del Daytona privo di datario. Per festeggiare il quarantesimo anno di attività, sempre lo stesso anno nasce il famoso bracciale Jubilée (il cui nome deriva proprio dalla celebrazione di questo anniversario).
Nel 1945 viene realizzato il primo Air King (reff. 4925 e 4365, la prima con secondi centrali e quest'ultima con la secondina a ore sei), originariamente per dotare la Royal Air Force di un valido segnatempo. Col passare del tempo, tuttavia l'Air King è diventato un modello d'uso civile e prodotto ancora oggi, sebbene il design si sia discostato dai modelli del secolo scorso. Già nel corso della Seconda guerra mondiale, Rolex aveva creato diversi modelli "Air": in quegli anni, infatti, erano stati realizzati anche l'Air Lion, l'Air Tiger e l'Air Giant (alcuni dei quali rinvenibili, seppur con certa rarità, anche in oro), che tuttavia scomparvero ben presto.
Risale al 1948 il primo Datejust con lunetta liscia: la ref. 5030, prodotta per pochissimo tempo. Nei primi anni Cinquanta appaiono anche alcuni rari Datejust per mancini, con corona di carica posizionata a ore 9 (alcuni orologi della ref. 6105).

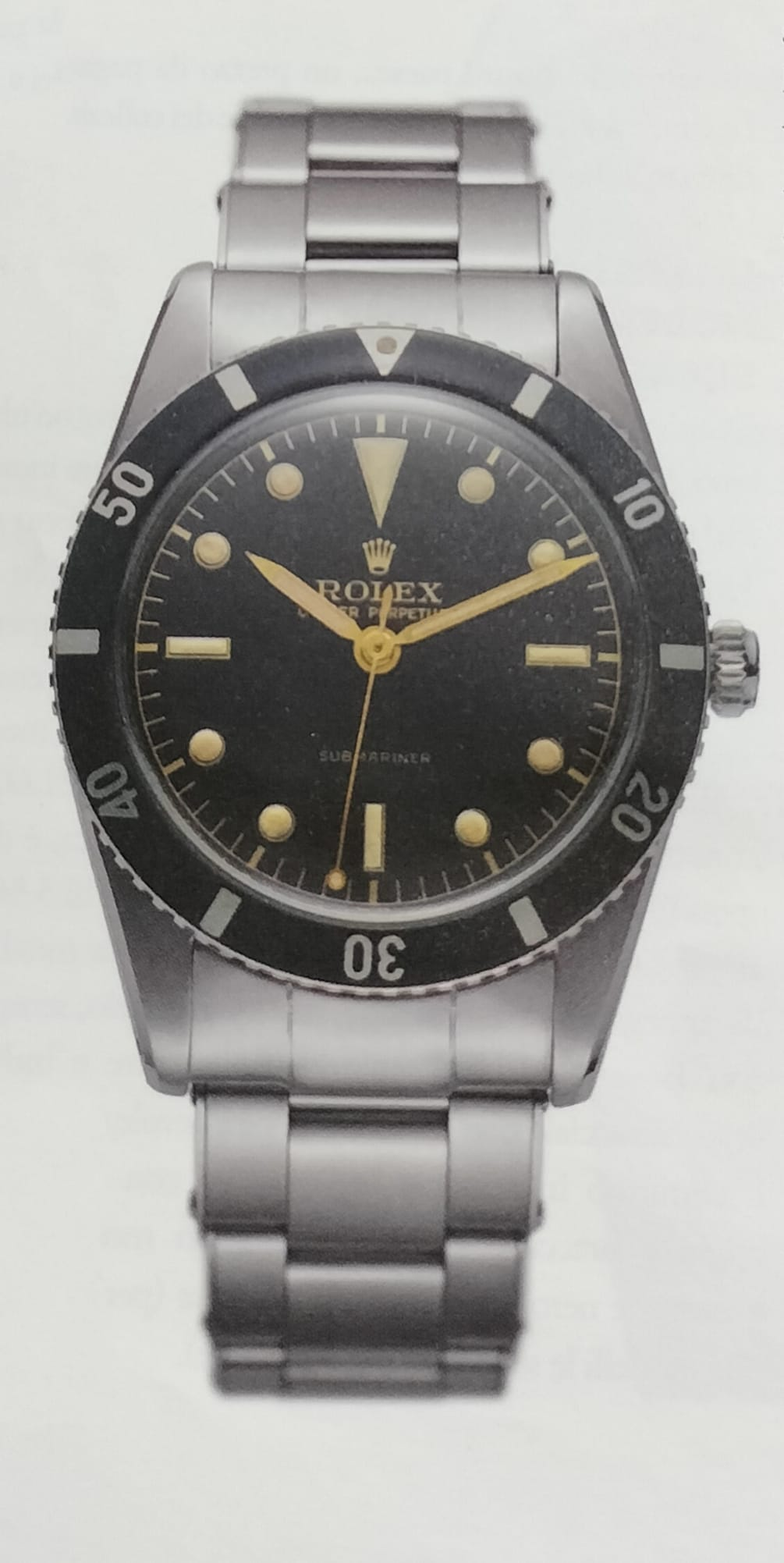
Il primo Rolex Submariner ref. 6204 del 1953

Nel 1949 viene presentata la ref. 8171, soprannominata "padellone", con la complicazione del calendario completo, affiancata e poi sostituita l'anno seguente dalla ref. 6062, la quale aggiungeva la cassa Oyster, mentre il movimento, automatico, era il medesimo. Un'altra caratteristica che ha sempre caratterizzato Rolex è stata quella dell'affidabilità cronometrica. Già da tempo gli orologi dell'azienda erano certificati cronometri, tuttavia nel 1949 Rolex decide di costruire appositamente un movimento per vincere le competizioni di cronometria: nasce così un movimento (il Rolex calibro 700 a carica manuale, conosciuto anche con il nome di Hunter 10 1/2 realizzato da Aegler) con apposito bilanciere in lega di acciaio e nichel (chiamato Guillaume) che a Londra consegue il superamento degli standard cronometrici "A" dell'Osservatorio di Kew. Ciò consente agli orologi che hanno superato la prova di poter riportare, sopra la secondina a ore 6, la scritta "Kew A certificate". A partire da questi anni è apparsa sui quadranti anche la dicitura "Super Precision", per significare orologi a carica manuale certificati Cronometro. Sono state due le referenze di Rolex "Kew-A": la 5056 e la 6210, entrambe rare e complessivamente realizzate in circa centocinquanta pezzi.
Tra la fine degli anni Quaranta e i primi Cinquanta appaiono alcuni Rolex "bubbleback" con quadrante in smalto cloissoné tinta unita o con disegni, oggi particolarmente ricercati per via della loro rarità. Le referenze interessate erano le 6085, 6100 e 6101 per i quadranti in smalto con disegni, mentre le reff. 6018, 6085, 6090, 6100, 6101, 6102 e 6290 presentavano alcuni quadranti in smalto monocromatico di vari colori. Contestualmente arrivano sul mercato anche i Rolex Orchid, orologi da donna in materiale pregiato (talora abbinati a pietre preziose) e dalle dimensioni assai contenute. Altri modelli da donna, meno pregiati degli Orchid (ma molto spesso anch'essi in oro), vengono acclusi nella collezione Precision e vengono ribattezzati informalmente "Lady Precision" per via delle loro piccole dimensioni. I calibri adottati, in questi casi, erano perlopiù i Rolex 1400 e 1401 a carica manuale.
Nel 1952 vengono creati appositi modelli (poi ribattezzati Explorer) per l'esploratore Sir Edmund Hillary e lo sherpa Tenzing Norgay che per primi arrivarono in cima all'Everest. Nonostante le condizioni climatiche avverse, i Rolex Explorer si sono dimostrati all'altezza della sfida. La referenza al polso di questi esploratori fu la 6098, l'unica a non avere il classico quadrante Explorer nero con numeri arabi 3, 6 e 9, bensì con un quadrante chiaramente derivato dall'"Ovettone". È solo con la successiva referenza, la 6298, che l'Explorer adotterà i numeri arabi sopracitati e adotterà anche un quadrante nero (sulla ref. 6298 è trovabile anche il quadrante bianco), con trama a nido d'ape ("honeycomb") o liscia. Con la ref. 6298, datata 1953, appare sul quadrante anche il nome "Explorer".

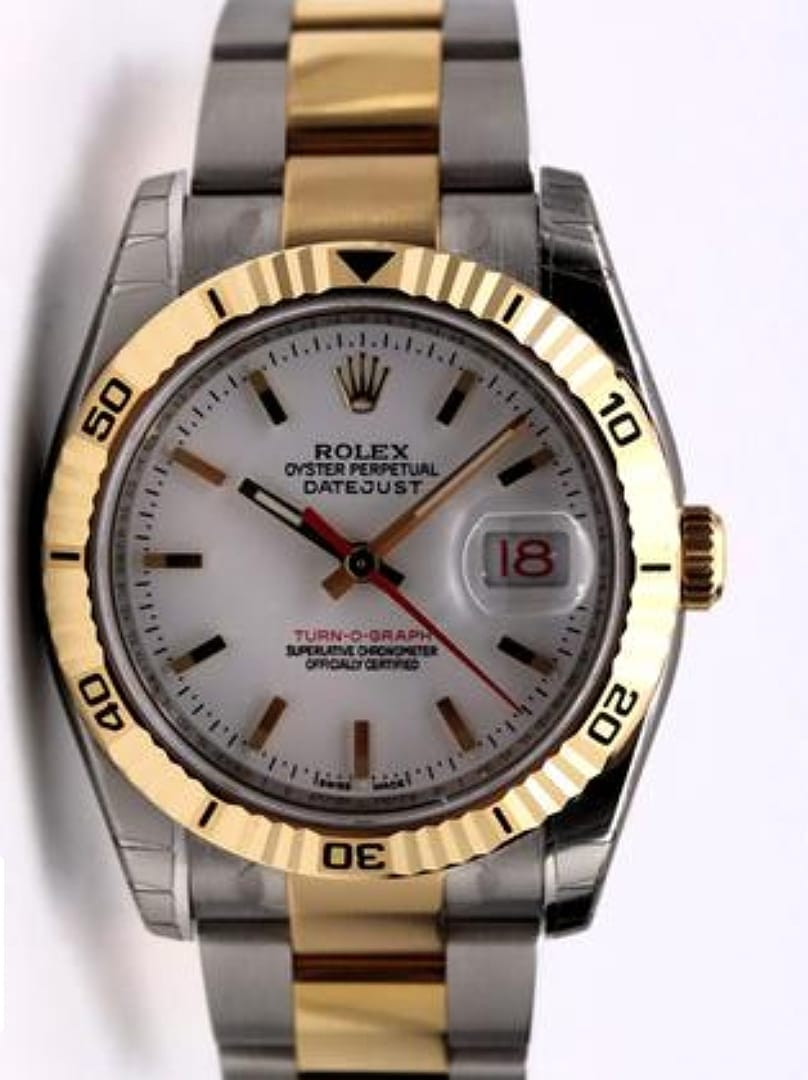
Il Rolex Turn-O-Graph è stato il primo Rolex ad essere dotato di una ghiera girevole. Il modello in foto risale a metà anni 2000.

Nel 1953 (lo stesso anno in cui appare la lente Cyclope sui segnatempo della casa, che consente uno zoom di 2,5x dei numeri) viene presentato prima il Rolex Turn-O-Graph (il primo Rolex ad essere dotato di una ghiera girevole in ref. 6202) e poi, sull'esperienza di questo modello, il più noto Rolex Submariner, che si afferma presto come uno dei primi e più affidabili segnatempo subacquei. Originariamente il Submariner era impermeabile a 100 metri (le prime referenze, come la 6500, 6204, 6205 eccetera), riuscendo a garantire questa resistenza grazie al sistema brevettato Twinlock, dotato di due guarnizioni sintetiche nella corona di carica anziché di una sola metallica. In seguito, grazie ad altri accorgimenti e a migliori guarnizioni (ed al sistema Triplock nato nel 1970 sul Sea-Dweller), l'impermeabilità garantita salì a 200 metri (reff. 5512, 5513, 1680) ed infine agli attuali 300 metri (dalle reff. 14060 e 16610). Nel corso degli anni il Turn-O-Graph (che dal 1954 assumerà il nome di Datejust Turn-O-Graph con la ref. 6309) diventerà molto diverso dal Submariner, assomigliando invece a un Datejust, ma mantenendo la ghiera numerata. Il Turn-O-Graph otterrà anche il soprannome "Thunderbird" in quanto prescelto dallo squadrone omonimo dell'aviazione militare statunitense che ne apprezzavano la ghiera girevole. Alcuni di questi modelli, commissionati appositamente per gli aviatori statunitensi, sono riconoscibili dal logo del battaglione sul quadrante. Nel corso della sua carriera, il Turn-O-Graph non verrà mai prodotto esclusivamente in acciaio, ma solamente in oro o tutt'al più nella combinazione acciaio/oro.
Oltre alle immersioni e all'esplorazione, Rolex lega la sua storia anche all'aviazione, inizialmente grazie a Chuck Yeager, il primo pilota a portare un aereo oltre la barriera del suono, con al polso un Rolex acquistato da lui personalmente. Oltre a ciò, nel 1954-1955 viene creato il Rolex GMT-Master, sviluppato su richiesta delle aerolinee Pan Am, in grado di assistere i piloti nei voli transcontinentali, per la presenza di una lancetta 24 ore bicolore (per individuare con un solo colpo d'occhio le ore notturne e diurne) e di una ghiera graduata e rotante. Il primo modello fu la ref. 6542, dotato di ghiera in bachelite (poi sostituita da una ghiera metallica, ed infine da una in ceramica) rossa e blu. Di questa referenza esistono rare versioni in oro giallo con ghiera bordeaux e quadrante marrone ed un modello con quadrante bianco e ghiera rossa e blu.
In base al colore della ghiera, la comunità di appassionati ha coniato dei soprannomi come "Batman" (lunetta blu/nera), "Coke" (rossa/nera), "Pepsi" (rossa/blu), "Root Beer"(prima marrone/gialla, poi marrone/nera), oppure solamente "lunetta nera" per la variante monocolore. Il primo modello (oggi noto anche come GMT Master I) consentiva di visualizzare due fusi orari diversi, grazie alla lancetta supplementare a punta di freccia, che si spostava solidalmente con le altre due lancette dell'orario. Il modello originario presentava la ghiera bicolore rossa e blu. Semi sconosciuto, ma assai curioso, è il Rolex Oyster Perpetal Tru-Beat, nato nel 1954 e prodotto in pochi esemplari fino a fine decennio nella sola referenza 6556 caratterizzato dall'andamento dei secondi a scatto, come negli orologi al quarzo, sebbene montasse un movimento meccanico. Montava il calibro Rolex 1040. 

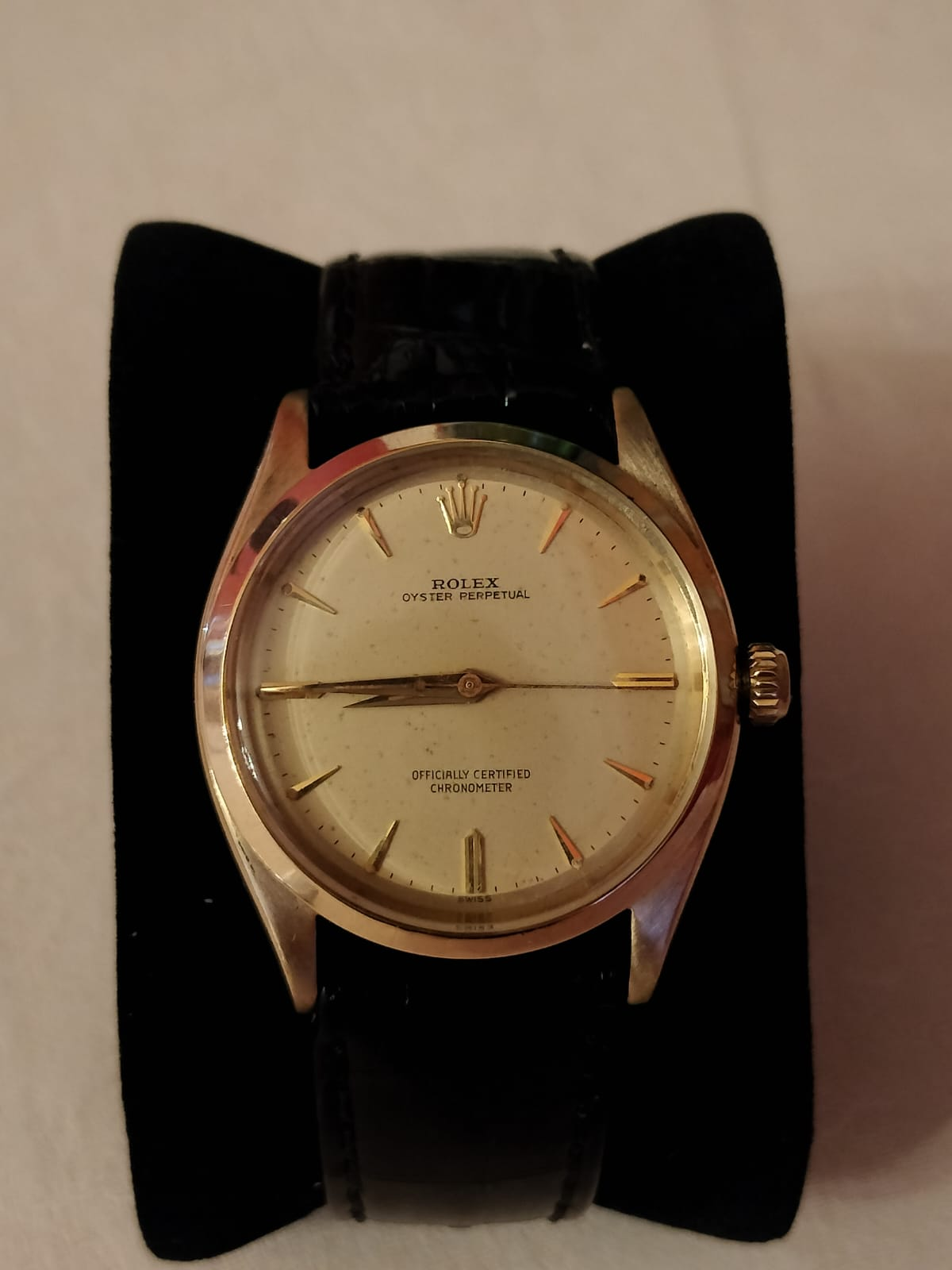
Rolex Oyster Perpetual in oro ref. 6564, fine anni '50. Il quadrante è stato ristampato.

Attorno alla metà degli anni Cinquanta si afferma l'Oyster Perpetual reff. 6590, 6593 (chiamate anche Rolex Bombay, differenti tra loro per la ghiera liscia o zigrinata), 6564 e 6284, i modelli a cui più l'attuale versione si ispira a livello estetico. Alcune ref. 6590 recano sul quadrante la scritta tedesca "Amtlich Geprüfter Chronometer", traducibile in italiano con "Cronometro ufficialmente certificato". Le reff. di Rolex Bombay incassavano il movimento automatico Rolex 1030 (la cui forma del rotore ricordava una farfalla stilizzata, ragion per cui il rotore viene soprannominato "butterfly"), altre il 645. In questo periodo si sviluppa anche il modello Oyster Perpetual Zephyr, contraddistinto da un'estetica minimale, da un quadrante assai pulito diviso in quattro settori da una croce e da una lunetta fissa. Questo modello, in seguito dotato anche di datario, verrà discontinuato a metà anni Settanta per non riapparire più nel catalogo della Maison.
Nel 1955 viene proposta anche una versione più tecnica del classico Oyster Perpetual: si tratta del Milgauss, realizzato per resistere a campi magnetici fino a 1000 Gauss, e quindi particolarmente adatto per la vita frenetica di quegli anni, dove l'incremento tecnologico era fervente. Il risultato ottenuto è stato possibile montando una cassa in acciaio dolce al di sotto del fondello dell'orologio, venendo così a creare una gabbia di Faraday. La prima ref. 6543 presentava solo un anello in ferro dolce, e non un'intera sotto cassa (o campana), che invece verrà introdotta con la successiva ref. 6541, anch'essa risalente al 1955. Originariamente il Milgauss nelle due sopracitate referenze aveva un'estetica assai simile a quella del Submariner. Il primo Milgauss venne testato direttamente dagli ingegneri e dagli scienziati del CERN, i quali erano alla ricerca di un orologio con queste caratteristiche antimagnetiche proprio per via del loro lavoro: da allora la partnership tra Rolex e il CERN di Ginevra non è mai venuta meno. 
Sempre nel 1955 viene introdotto il Submariner ref. 6536 (ed anche la ref. 6536/1), che affianca e poi sostituisce la ref. 6538. Rispetto alla 6538 si utilizza una corona di carica da 6 mm di diametro anziché la corona "Brevet" da 8 mm. 

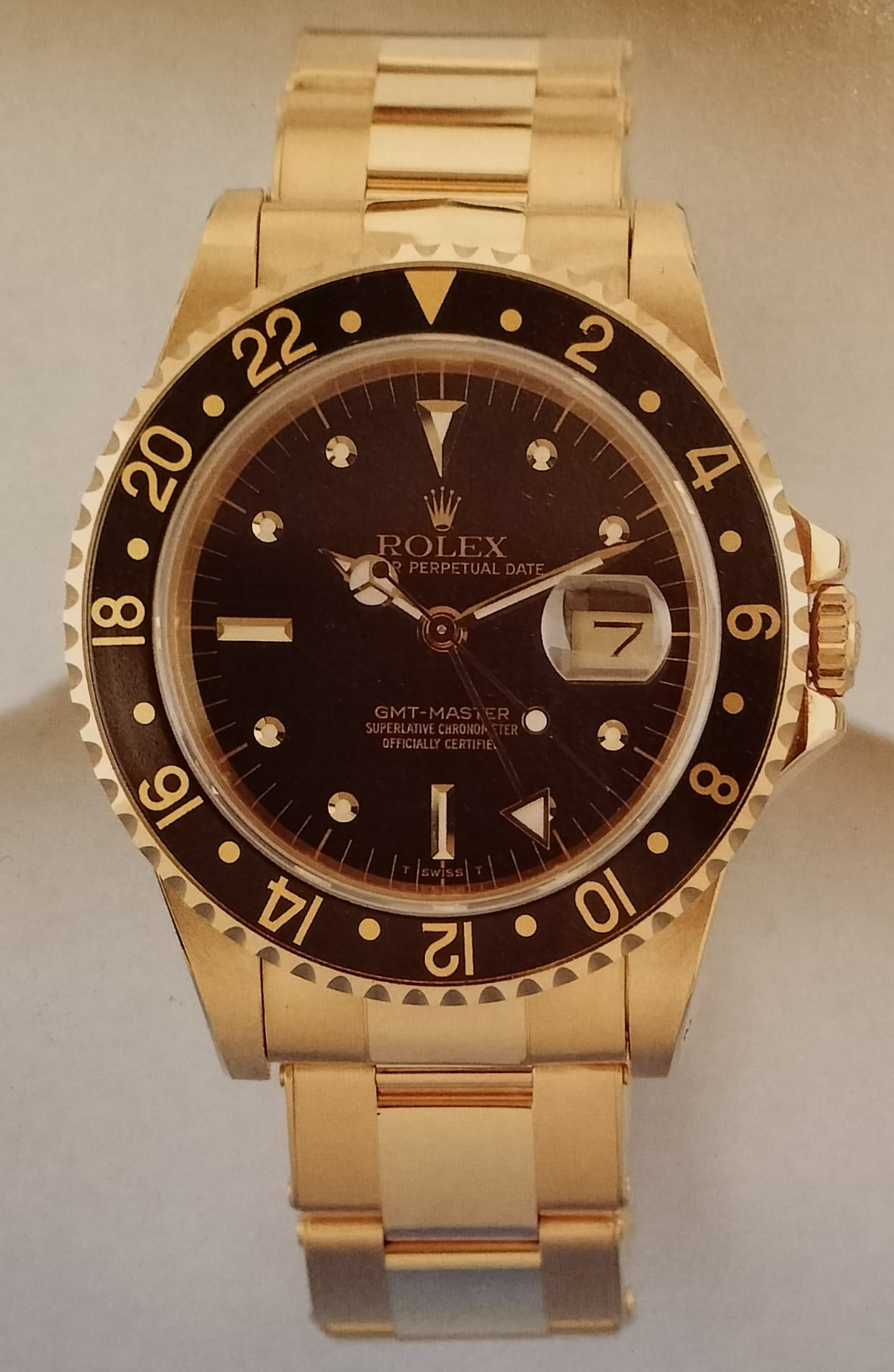
Rolex GMT Master (ref. 16758) con lunetta nera, anni '80. Gli indici piccoli, rotondi e a punta hanno contribuito all'appellativo di questo quadrante di "nipple dial"

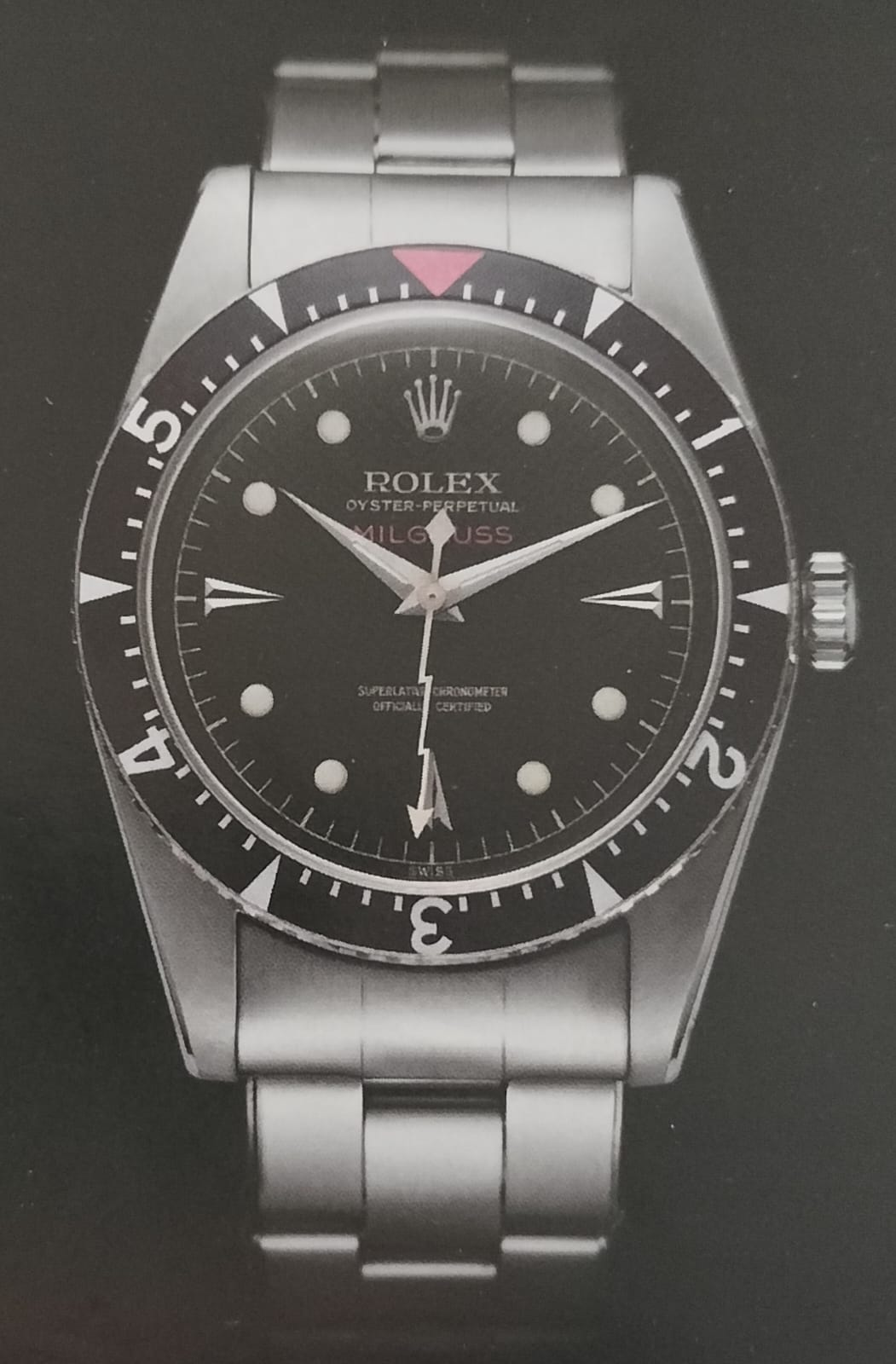
Rolex Milgauss, ref. 6541, prodotto tra il 1955 e il 1962.

Nel 1956 viene presentato alla fiera di Basilea il Day-Date (nelle reff. 6510 e 6511), primo orologio al mondo con indicazione del giorno della settimana per esteso, posizionato in una finestrella a forma di arco a ore 12. Questo orologio è stato dotato di un apposito bracciale, chiamato President, contraddistinto da tre maglie come l'Oyster, ma, a differenza di quest'ultimo, dalla forma più schiacciata.
Nel 1957 viene presentata la ref. 5500 dell'Air King (la seconda generazione di questa collezione), la referenza più longeva di Rolex, dal momento che è rimasta in produzione per quasi quarant'anni. Risale inoltre proprio al 1957 la realizzazione del calibro Rolex 1530 (anch'esso dotato del peculiare rotore "butterfly", al pari del Rolex 1030), un automatico solotempo montato su numerosi modelli del periodo quali Submariner, Air King, Explorer, e declinato anche in varianti con complicazioni di datario (Rolex 1525, 1535, 1565 e 1575), data e giorno della settimana (Rolex 1555 e 1556) e funzioni GMT (1565 GMT e 1575 GMT). La ref. 5500 viene "spartita" tra Air King ed Explorer: è possibile trovare, infatti, orologi di entrambe le collezioni compresi in questa unica referenza. L'anno seguente, con la ref. 5700, viene introdotto il primo Air King Date, con la finestra del datario ad ore tre.

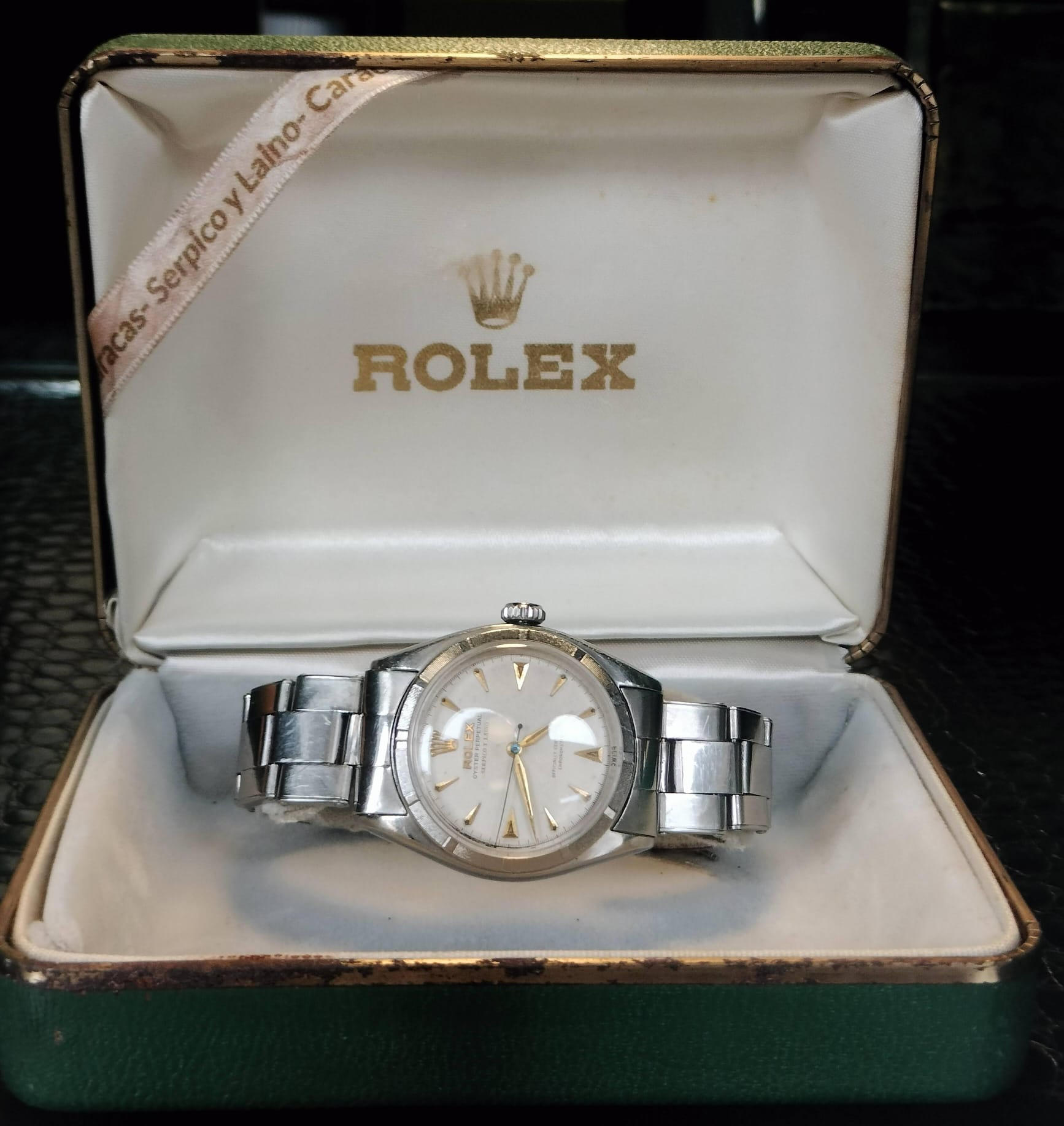
Rolex Oyster Perpetual ref. 6107 risalente a metà anni Cinquanta venduto dalla boutique venezuelana Serpico y Laino. Il quadrante è personalizzato.

Nonostante l'ampio consenso dei movimenti automatici realizzati da Rolex, l'azienda non ha mai smesso di produrre anche movimenti a carica manuale: un esempio sono i modelli Precision, mossi dai movimenti 1200, 1215 e similari, o l'ultrasottile Oyster "Veriflat" (ref. 6512) in cui batte il movimento Rolex 1000, prodotto fino agli inizi degli anni Sessanta e ancora ad oggi il Rolex meccanico più sottile di sempre. Ad essi seguirà anche il Rolex 1600, realizzato a partire dagli anni Sessanta e adottato anche per modelli da tasca più recenti e usato come base di partenza per alcune evoluzioni presenti sui Cellini di fine anni Novanta. Seppure in percentuale molto più ridotta rispetto ai modelli automatici, i movimenti meccanici sono stati prodotti da Rolex fino agli anni Duemila.
Tutti questi orologi, che hanno visto la luce attorno agli anni Cinquanta, sono figli di lunghi periodi di sviluppo e perfezionamento e hanno contribuito a segnare in positivo l'immagine di Rolex come quella di una casa orologiera particolarmente attenta alle esigenze dell'uomo, dimostrando che i suoi orologi sono particolarmente robusti e possono essere utilizzati sia nell'impiego quotidiano, sia per mansioni eccezionali, come immersioni, lavori in presenza di forti campi magnetici, spedizioni di esplorazione, viaggi transoceanici e altro, superando sempre la prova dell'usura. A partire dalle fine degli anni Cinquanta la finestra data a ore tre assume definitivamente la colorazione con numeri nei di sfondo bianco (prima di questa data i numeri potevano essere anche rossi, oppure il disco era "roulette", con alternanza di numeri neri e rossi).
La sobrietà dei modelli Datejust e Day-Date fa sì che trovino anche spazio al polso di personalità di spicco, come nel caso di diversi presidenti degli Stati Uniti, quali Eisenhower, Kennedy, Lyndon Johnson, Gerald Ford, Ronald Reagan, Bill Clinton, Donald Trump ed altri. In particolare, le caratteristiche del Day-Date (quali i materiali pregiati e l'apposito bracciale President) gli attribuiscono, tra la fine degli anni Sessanta e l'inizio dei Settanta, il soprannome "The Rolex President". Il Day-Date diventa, dopo il Vulcain Cricket, uno degli orologi più presenti al polso dei presidenti americani.

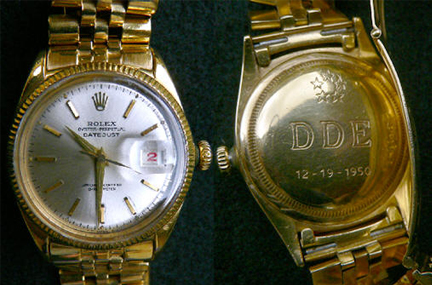
Rolex Datejust in oro appartenuto al Presidente degli Stati Uniti Dwight D. Eisenhower

Nel 1959 venne introdotta la seconda generazione di GMT Master con la ref. 1675, che rimase in produzione per oltre vent'anni fino al 1980. Su questa referenza sparì la ghiera in bachelite e venne adottata esclusivamente quella in alluminio. Negli anni Settanta questa referenza di GMT Master propose due ghiere inedite: una interamente blu su un modello in acciaio (modello soprannominato "Blueberry"), una marrone sulla versione in oro giallo ed una marrone e gialla (modello ribattezzato "Root Beer") sul modello acciaio e oro.
Sempre nel 1959 nasce anche una delle referenze di Datejust più diffuse nella storia di Rolex: la 1601, in acciaio, dotato di ghiera zigrinata e bracciale Jubilée (ma trovabile anche in oro giallo). La produzione di questa specifica referenza si concluderà nel 1977.

Nel 1959 infine debutta l'Explorer ref. 1016, la referenza più duratura di casa Rolex, che verrà discontinuata solamente nel 1990, dopo trent'anni di carriera. Sarà anche l'ultimo Rolex a montare il vetro plexiglas.

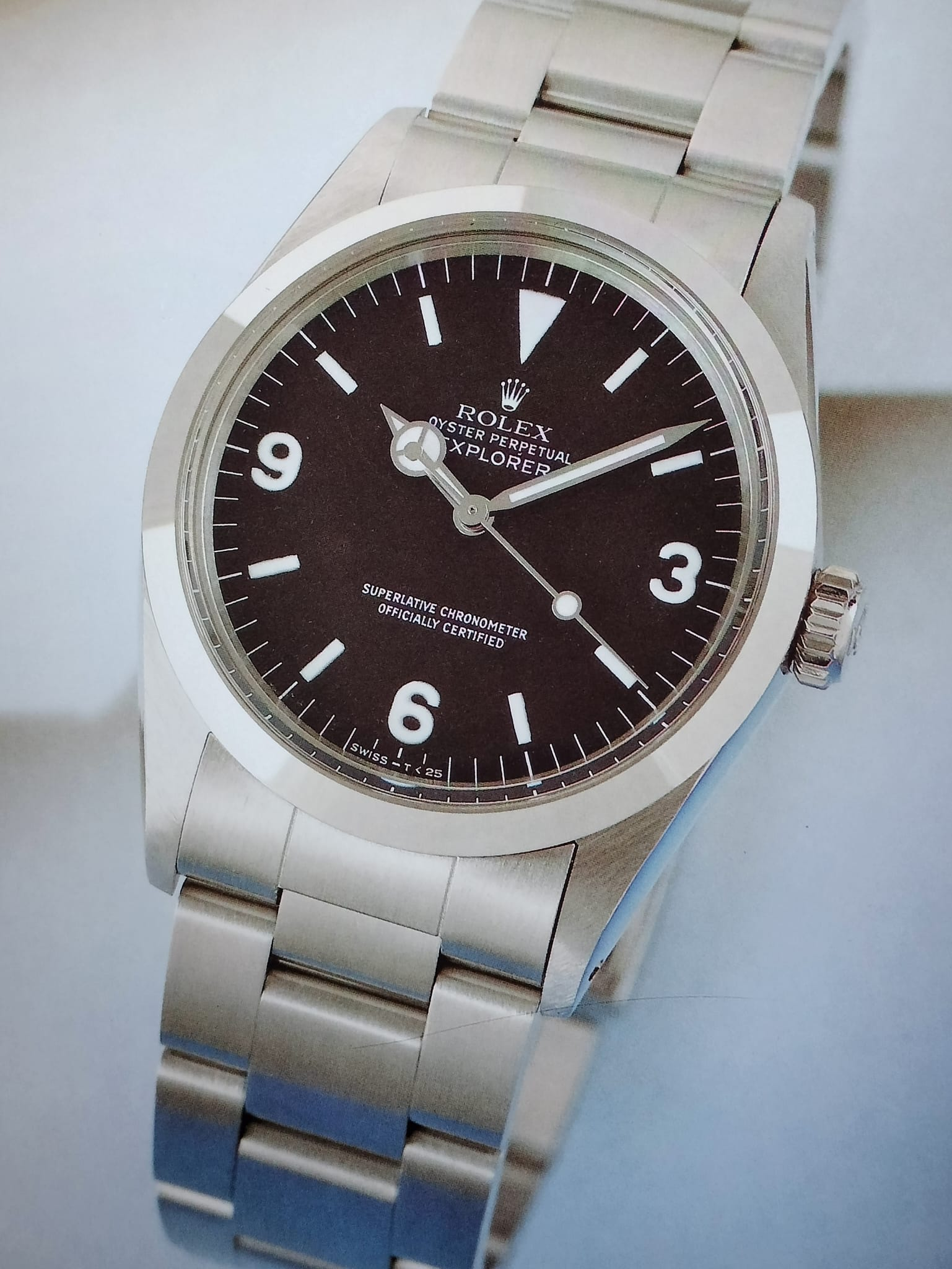
Uno dei modelli più longevi di casa Rolex: si tratta dell'Explorer ref. 1016, prodotto per circa trent'anni fino al 1990.

### Anni 1960: nascono il Rolex Daytona e il Sea-Dweller

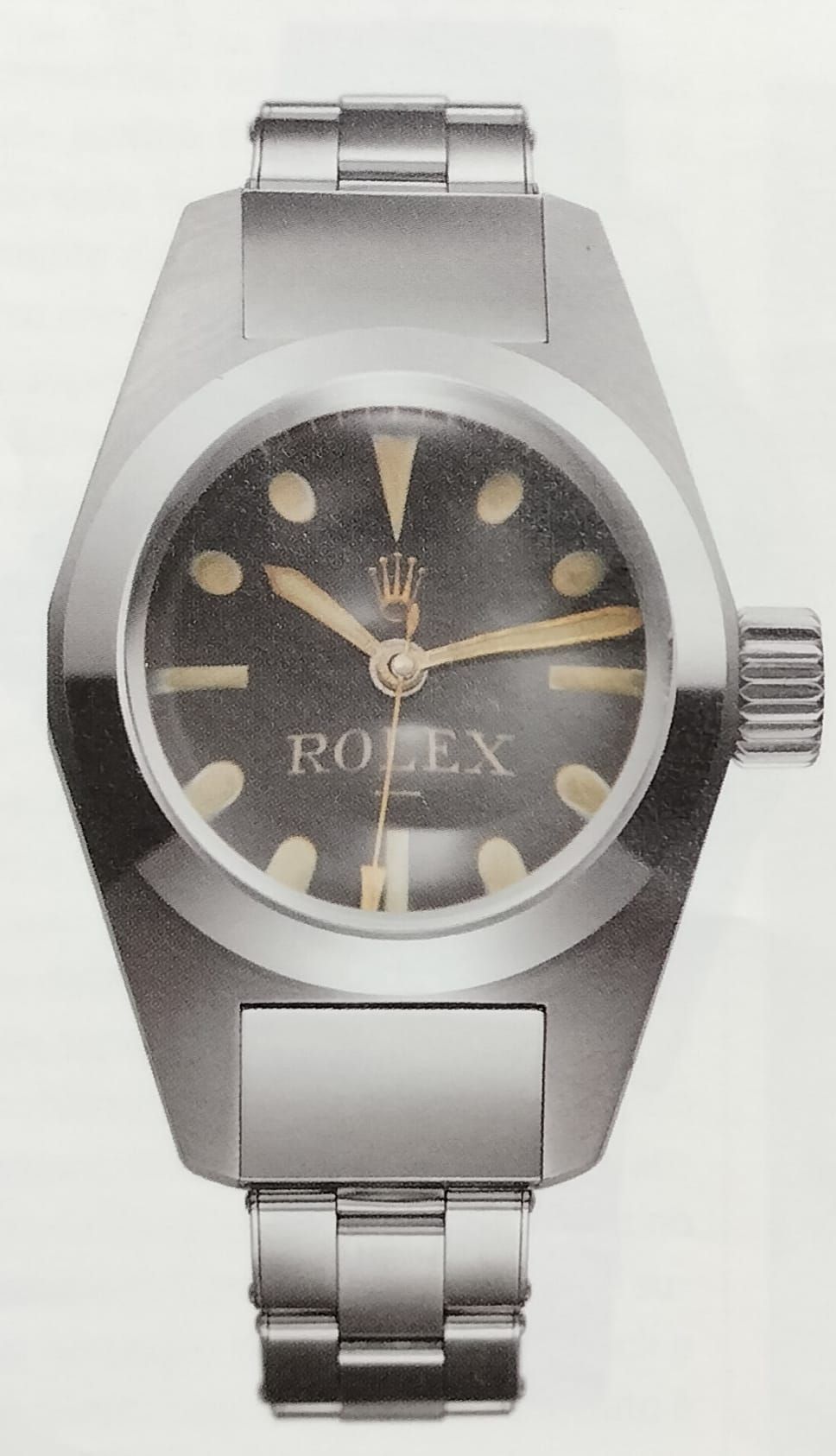
Rolex Deep Sea Special del 1960, con cassa di dimensioni maggiorate e vetro spessissimo per resistere alle elevatissime pressioni nei fondali oceanici

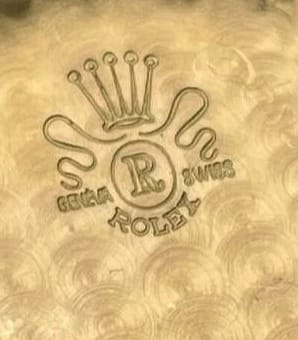
Logo Rolex stampato all'interno di un fondello di un Precision anni Sessanta

Nel 1960 muore il fondatore Hans Wilsdorf.
Nel 1960 viene presentato il Deep Sea Special, che accompagnò il Batiscafo Trieste nella Fossa delle Marianne, resistendo alle elevatissime pressioni grazie al suo spessore e alla sua qualità costruttiva.
L'orologio resistette e dimostrò di aver mantenuto un funzionamento corretto durante la discesa e la risalita. Questo fatto venne confermato attraverso un telegramma spedito alla Rolex il giorno seguente che recitava:
(Jacques Piccard)
Nel 1961 Gérald Genta realizza il Midas, un orologio dal design unico in casa Rolex, realizzato esclusivamente in materiale pregiato, con bracciale integrato e cassa asimmetrica, in tre differenti dimensioni: King, Queen e Princess (referenza 9630). La produzione di questo orologio proseguirà fino ai primi anni Settanta ma in volumi assai limitati, nell'ordine di circa 800 pezzi in totale, di cui solo 144 in oro bianco. Questo orologio è diventato famoso, oltre per il suo design peculiare, anche per essere stato al polso di diverse personalità, come ad esempio Elvis Presley, John Wayne e Jackie Stewart. Il Midas è anche stato il primo Rolex a montare un vetro zaffiro dalla forma quadrata. Iconica era anche la scatola, a forma di anfora greca.
Nel 1962 viene presentato il Rolex Submariner (ref. 5513), probabilmente la referenza più iconica del Submariner nonché una delle più famose e ricercate, anche grazie al suo impiego in diverse pellicole di James Bond. Questo modello è stato contraddistinto da molteplici varianti di quadrante, le quali differivano anche solo per delle piccolezze, le quali hanno tuttavia alimentato la fantasia dei collezionisti. Un esempio è dato dalla disposizione delle indicazioni di impermeabilità: in alcuni quadranti sorge prima l'indicazione espressa in piedi (variante "Feet first"), in altri l'indicazione in metri ("Meter first"). Altre peculiarità sono date dalla forma degli indici (a "pallettoni" se sono stampati, a "bicchierino" se in rilievo, contornati da un profilo d'oro bianco e riempiti di trizio luminescente), dal design della minuteria (aperta o chiusa) e dal tipo di quadrante (Comex, Pre-Comex, Serif o Sans Serif ed altri). Tutte queste varianti sono date dal fatto che la ref. 5513 è stata in produzione assai a lungo (essendo stata discontinuata solamente nel 1990, dopo quasi trent'anni di carriera), affermandosi come uno dei modelli più longevi della casa coronata.
Nel 1963 il Milgauss ref. 6541 viene sostituito dopo solo quattro anni di carriera con la meno iconica ref. 1019, esteticamente stravolto e più simile ad un Oyster Perpetual, che resterà in produzione fino al 1988. A metà anni Ottanta un Rolex Milgauss ref. 1019 costava poco meno di due milioni di lire.

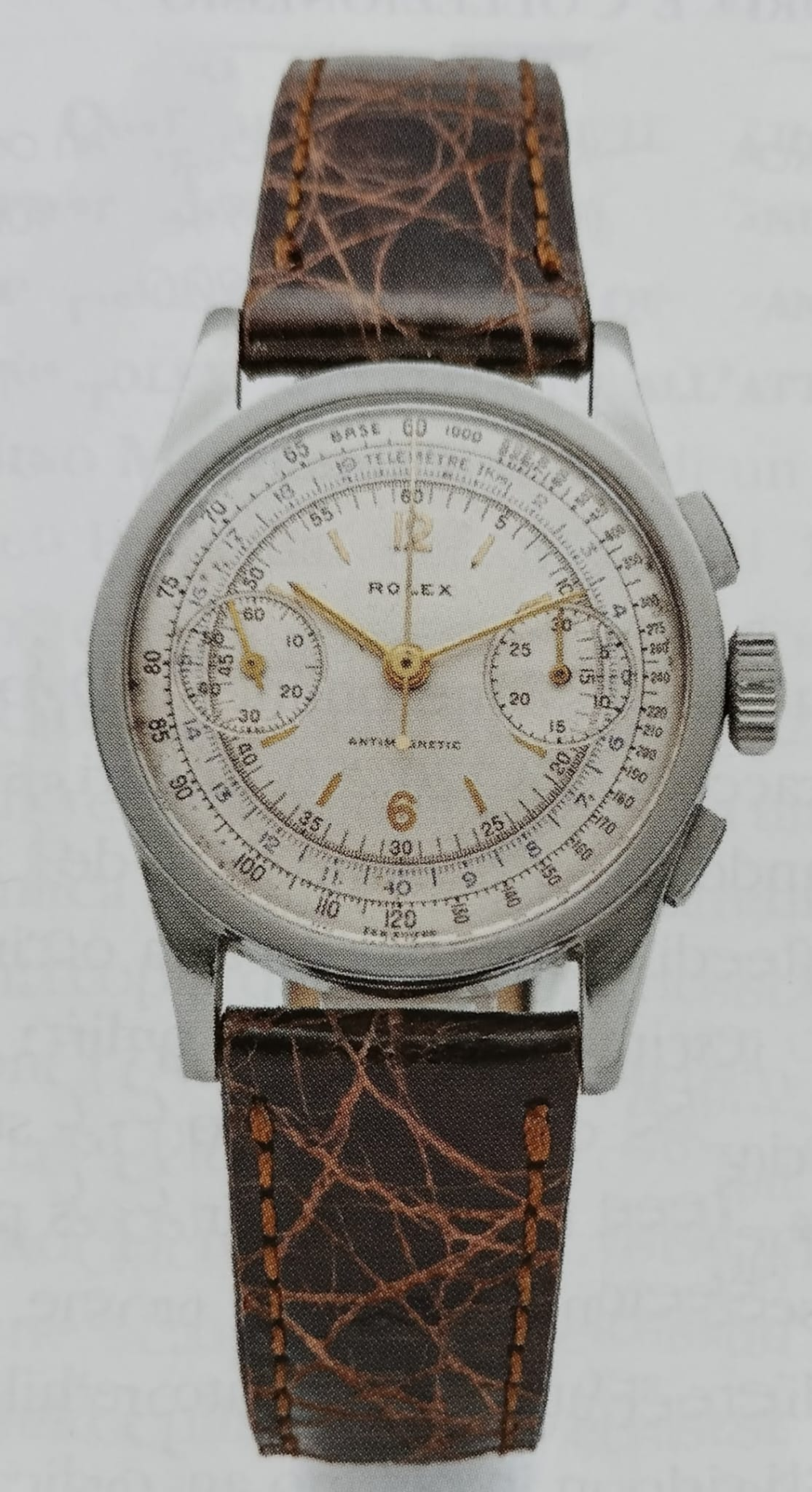
Rolex cronografo ref. 2811, anni Quaranta

Negli anni Sessanta inoltre nasce il Rolex Daytona. Il Daytona non è il primo cronografo realizzato da Rolex: il primo cronografo di cui si hanno documenti è la ref. 2508 dei primi anni Trenta (con calibro di fornitura Valjoux 22), mentre lo Zerographe ref. 3346 (poi declinato in altre versioni, come la ref. 3462, chiamata Centregraph) è il primo esperimento in casa Rolex di proporre un orologio con funzione cronografica e movimento di manifattura, che si traduceva in un classico tre lancette con la sfera secondi che si muoveva solamente quando azionata da un pulsante a ore 2: pertanto era un cronografo che registrava solamente tempi fino a sessanta secondi. Questo raro orologio, risalente al 1937, è il primo Rolex in assoluto a presentare una ghiera girevole (quasi vent'anni prima del Submariner) e del Turn-O-Graph, ed inoltre adotta una cassa Oyster.

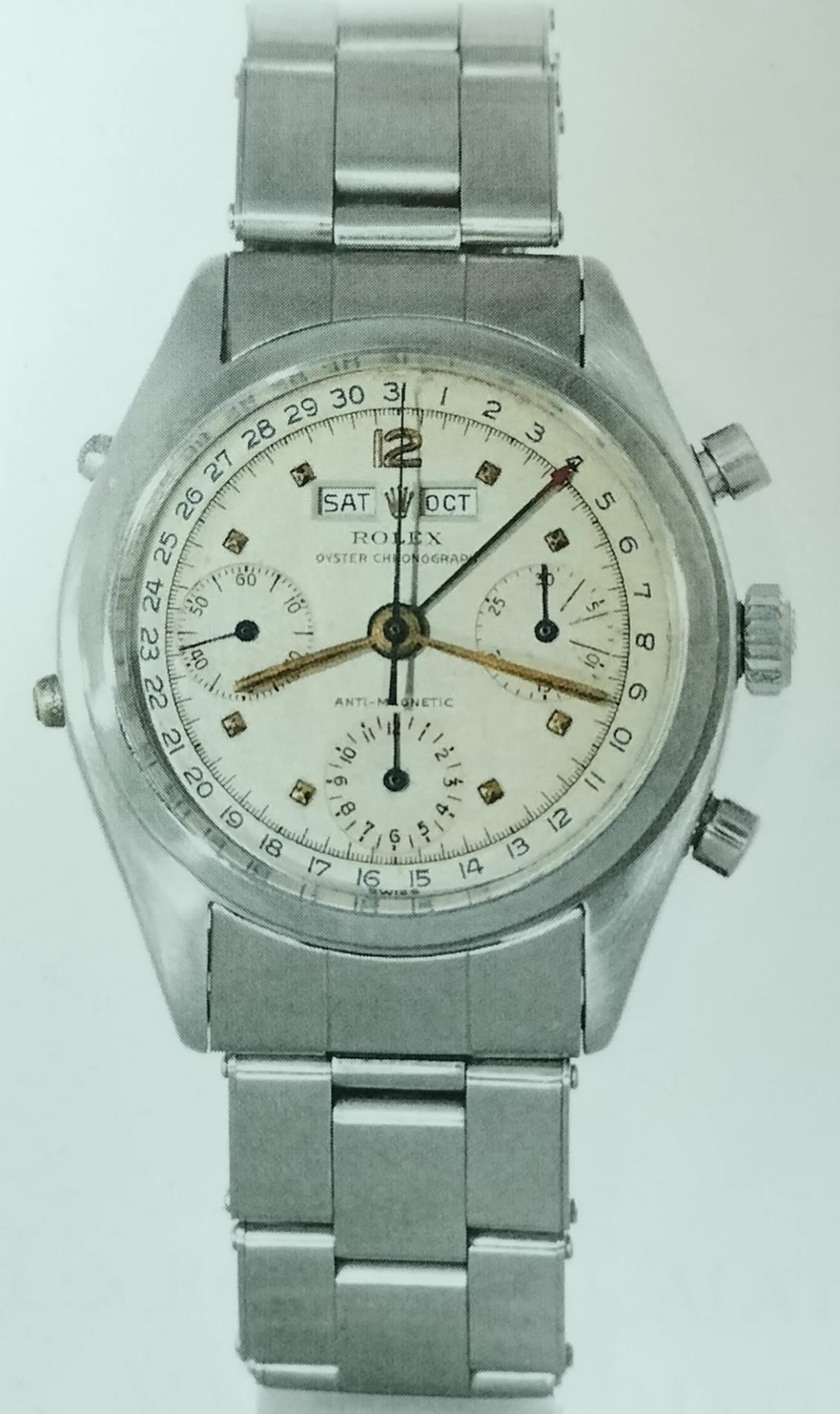
Rolex Datocompax ref. 6036 "Jean-Claude Killy", il più complicato cronografo mai realizzato da Rolex, risalente a metà anni Cinquanta

Negli anni Trenta e Quaranta circa esistevano diversi cronografi come la ref. 2916, la 3529 e il rarissimo 8206 entrambi con cassa quadrata, la 2811, la 6034 (assai raro e ricercato è il modello in oro rosa) o la 3055 (il cosiddetto "Piccolino", per via dei suoi 32 millimetri di diametro), che finì anche al polso di Enzo Ferrari. Sono inoltre da segnalare anche le reff. 3330 e 3335, che corrispondono ai primi cronografi di casa Rolex dotati di tre subdials, realizzati in poche unità tra la fine degli anni Trenta e l'inizio degli anni Quaranta. Tuttavia il primo cronografo Rolex dotato di cassa Oyster è il Datocompax ref. 4767 datato 1947, il quale oltre al cronografo aveva anche la complicazione del calendario. Il Datocompax (ribattezzato anche "Jean-Claude Killy" dallo sportivo che era solito indossarlo) viene discontinuato nel 1962, con la ref. 6236. Ad esso seguirono due referenze, la 6234 e la 6238 (quest'ultima poi soprannominata "Pre-Daytona").

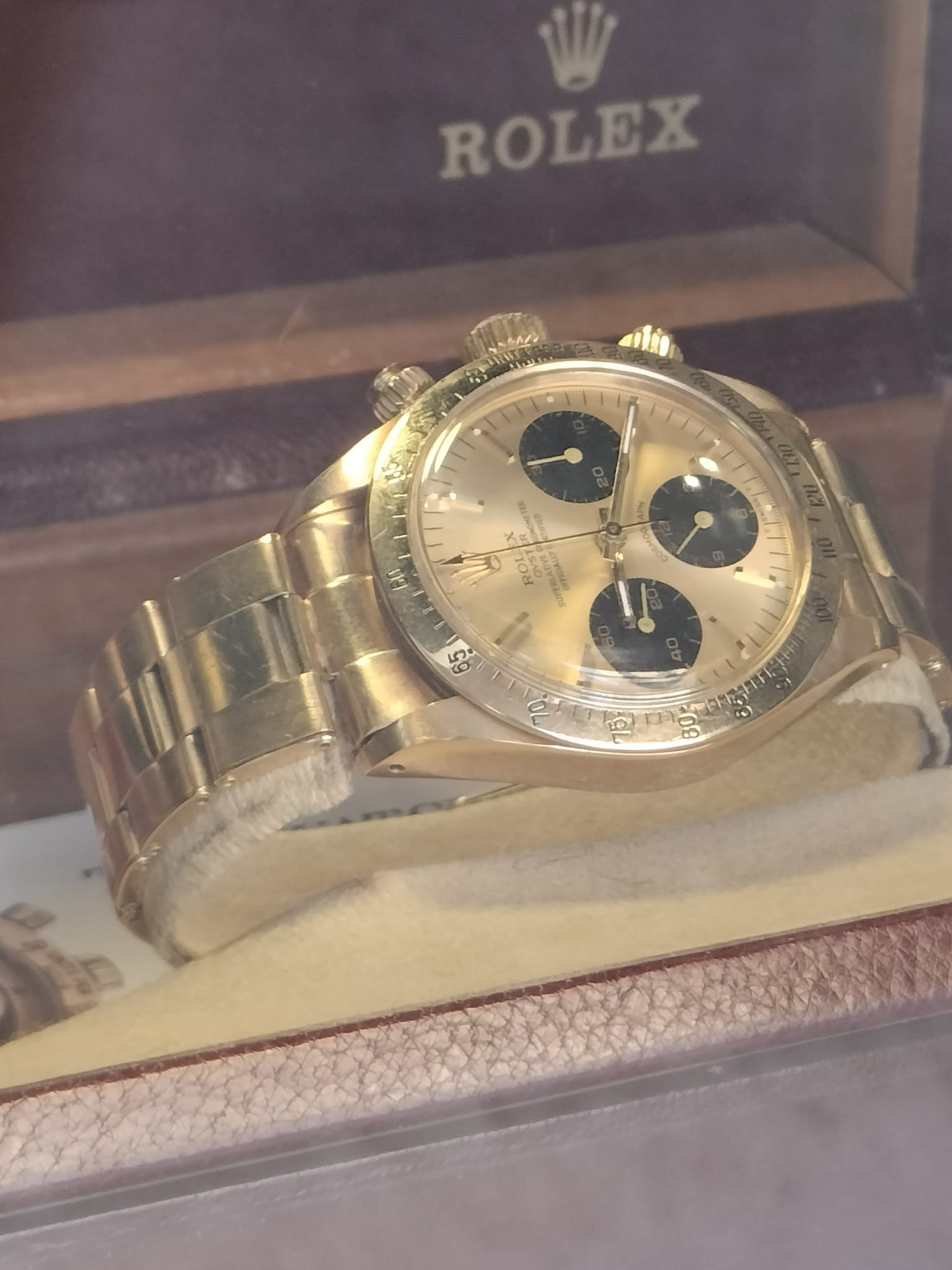
Rolex Daytona ref. 6265 in oro, primi anni Settanta

A partire dalla ref. 6239 appare sul quadrante dapprima il nome Cosmograph e, poco tempo dopo, il nome Daytona, a seguito di una prima sponsorizzazione da parte della Maison alla famosa corsa omonima in Florida. La ref. 6239, oltre ad essere il primo vero Daytona, è anche il primo modello dotato di ghiera riportante la scala tachimetrica, che fino ad allora era stampigliata sul rehaut del quadrante. Nel 1965, la ref. 6240, fu la prima a introdurre i pulsanti cronografici a vite sul Daytona, caratteristica tutt'oggi tipica del cronografo, i quali soppianteranno definitivamente quelli a pompa a inizio anni Settanta. La ref. 6240 fu anche la prima a presentare, sul quadrante, la scritta Oyster, a testimonianza della sua impermeabilità (seppur non tutti i quadranti hanno questa dicitura). I pulsanti a vite tuttavia rimasero inizialmente un'eccezione della ref. 6240, tanto che la ref. 6241, anch'essa introdotta nel 1965, ne era sprovvista. Allo stesso modo anche le reff. 6262 e 6264 del 1969, con nuovo calibro Valjoux 727 portato a 21.600 alternanze orarie dalle originarie 18.000, montavano ancora i pulsanti a pompa. Queste referenze saranno le ultime a montare i pulsanti a pompa, mentre quelli a vite verranno definitivamente adottati con le reff. 6263 e 6265 commercializzate a partire dal 1972. La ref. 6265 è stata la prima a montare sia la ghiera in metallo, sia i pulsanti cronografici a vite.
La passione per il Rolex Daytona è da ricercarsi sia nel fatto che il marchio ha da sempre fatto da importante sponsor in numerose gare motoristiche, sia perché era facile da vedere al polso di numerose star come Paul Newman (a cui furono "dedicate" dagli appassionati diverse referenze), e ciò ne ha contribuito una grande richiesta a cui ha contribuito fortemente anche l'Italia.

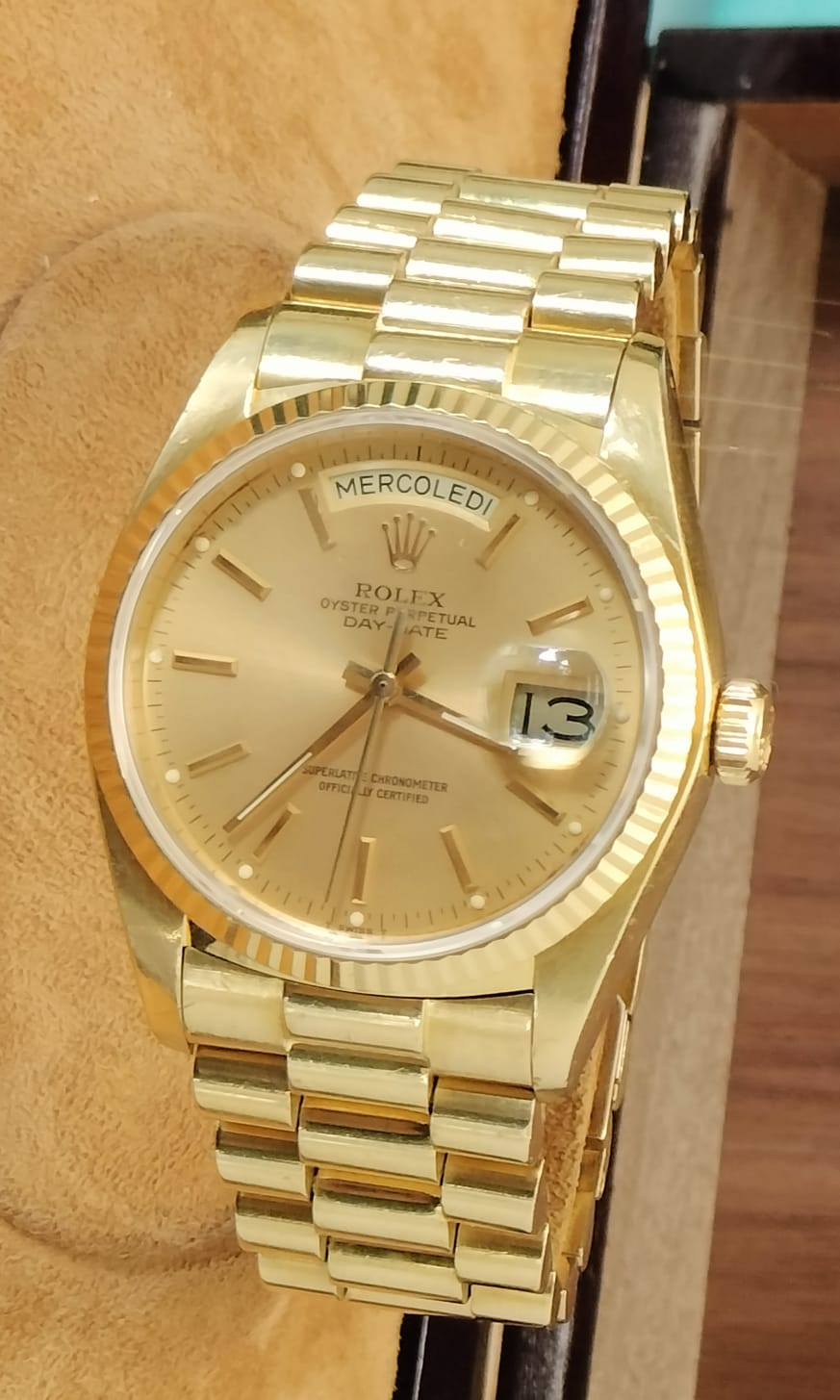
Il Rolex Day-Date ref. 1803 è una delle referenze di Day-Date più popolari, prodotta dal 1959 al 1977. Questa versione risale ai primi anni Settanta.

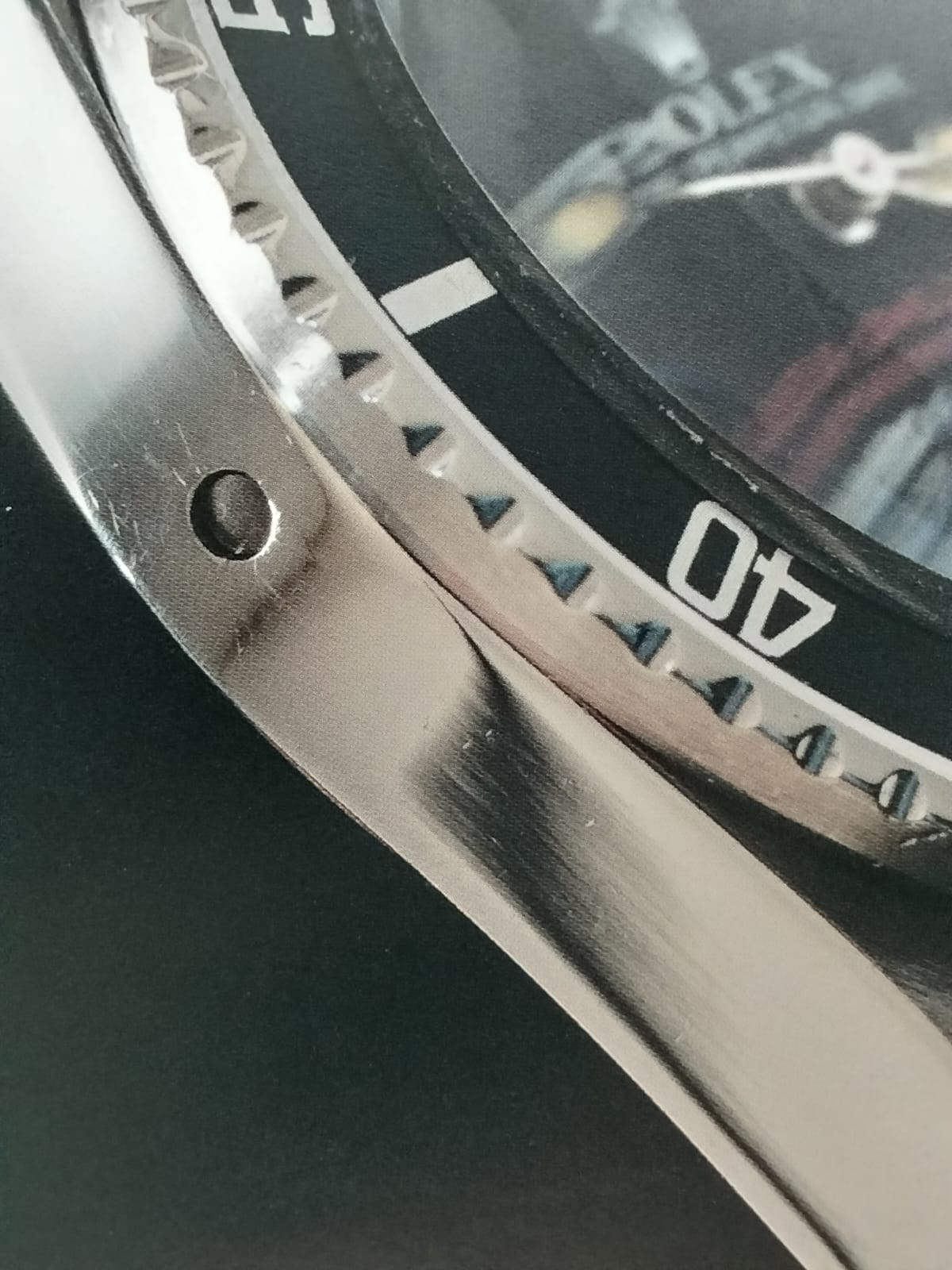
Particolare della valvola di sfogo dell'elio del Rolex Sea-Dweller ref. 1665, prima metà anni Settanta

Oltre al classico Submariner un altro orologio tipico diver della casa è il Sea-Dweller (ref. 1665), lanciato nel 1967, e originariamente resistente a 2000 piedi (2.000ft = 610m), caratterizzato per maggior spessore e in grado di sopportare le pressioni a maggior profondità. Questo orologio vantava una valvola a rilascio di elio (inventata con l'aiuto della collega svizzera Doxa SA) che lasciava defluire il gas durante la decompressione. Fino al 1977 il Sea-Dweller ref. 1665 presenta una doppia scritta rossa (che lo fa ribattezzare "Double Red" dagli appassionati o "DRSD", cioè "Double Red Sea-Dweller") per il nome del modello e l'impermeabilità riportati sul quadrante. Negli ultimi anni di carriera (fino al pensionamento del 1981) tutte le scritte diventeranno bianche. Variante ancor più ricercata del "doppia scritta rossa" è la variante "single red", in cui solo la scritta "Sea-Dweller" è in colore rosso: questa variante è presente esclusivamente sui prototipi di pre-produzione.
Come per il Submariner, nel corso dei decenni anche il Sea-Dweller sarà in grado di raggiungere profondità sempre maggiori (grazie al brevetto Triplock del 1970, che prevede tre guarnizioni al di sotto della corona di carica), fino ad arrivare al Deepsea e al Deepsea Challenge, in grado di raggiungere i 3900 e gli 11000 metri di profondità. Recentemente casa Rolex divide i modelli Sea-Dweller dai Deepsea.
Sempre nel 1967 viene presentato anche il Submariner ref. 1680, la prima ad essere dotata della complicazione del datario (ovviamente con lente magnificatrice 2,5x) e che va ad affiancare le reff. 5512 e 5513 che invece restano senza la finestra data. Questa referenza rimane in produzione per una dozzina d'anni e fin quasi alla fine del suo ciclo produtivo riporterà la scritta "Submariner" in rosso (come avveniva per il coevo Sea-Dweller). La versione con la scritta rossa è anche nota come "Red Sub".
Solo gli ultimi tre anni di produzione (circa dal 1976-1977 al 1979) la stessa referenza modificherà la scritta "Submariner" in bianco, come il resto delle diciture. L'intera ref. 1680 è stata contraddistinta da ben 9 varianti (Mark) diverse di quadranti, a seconda del colore della scritta "Submariner" sul quadrante, del font delle altre diciture e della disposizione dell'indicazione dell'impermeabilità: in alcuni casi è stata riportata prima l'indicazione in piedi (versione cosiddetta "Feet first"), in altri l'indicazione dei metri ("Meter first"). Inoltre dai primi anni Settanta la referenza ha dotato la clasp del proprio bracciale di doppia chiusura di sicurezza, prima assente. Altra caratteristica della ref. 1680 era, appunto, il datario, che differiva dai datari dei Submariner moderni sia perché lo sfondo non era bianco ma argenté, sia soprattutto perché i numeri 6 9 non avevano gli occhielli chiusi, bensì aperti. La ref. 1680 con scritta bianca è nota tra gli appassionati anche con il nome di "White Sub".
Nel 1969 la ref. 1680 venne anche presentata in oro, affermandosi come il primo Submariner realizzato in materiale pregiato. Era reperibile in oro giallo con quadrante e ghiera neri o blu (configurazioni presenti ancora oggi sugli attuali Submariner).
Sul finire del decennio l'azienda svizzera diventa fornitore di segnatempo per la Fuerza Aérea del Perù, distribuendo diversi Daytona, qualche GMT-Master e qualche Submariner. I modelli sono riconoscibili per il fondello personalizzato con la scritta delle forze armate peruviane.
Sempre negli anni Sessanta nasce anche una linea destinata esclusivamente a Walt Disney (e quindi non in vendita) di Rolex Oyster Date ref. 6694 appositamente personalizzati con Topolino sul quadrante. Questi modelli sono molto rari: tuttavia nel corso dei decenni sono stati proposti altri modelli Rolex (perlopiù Precision, Oyster Perpetual e Datejust) con Topolino riprodotto sul quadrante: si tratta tuttavia di quadranti after market, non prodotti dalla casa orologiera elvetica.

### Anni 1970: Rolex e il quarzo.

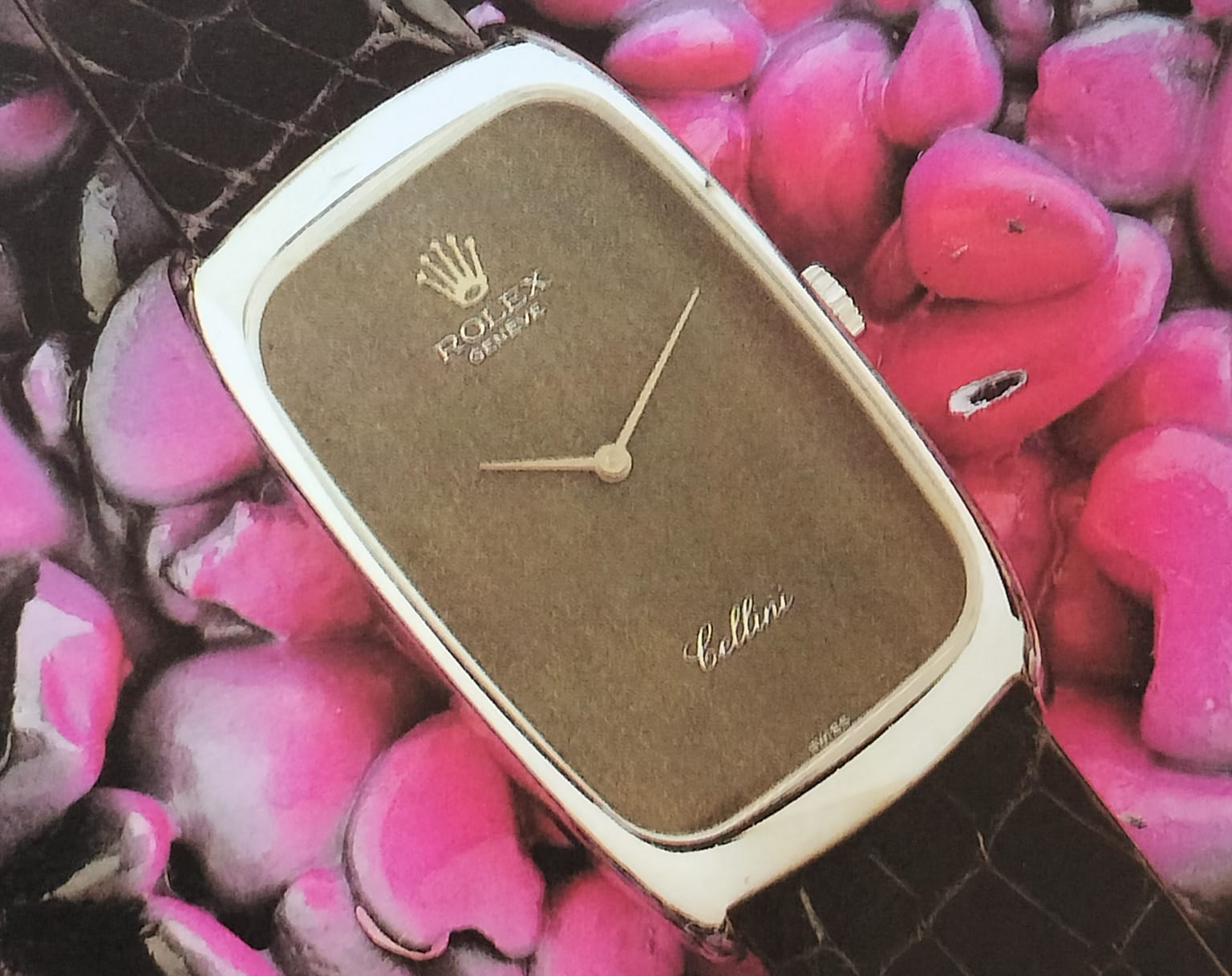
Un inconsueto Rolex Cellini ref. 4108 in oro bianco e carica manuale. Tra la fine degli anni Ottanta e i primi Novanta questo orologio veniva venduto per 4 milioni di lire circa.

Rolex partecipò allo sviluppo della tecnologia al quarzo anche per contrastare il forte sviluppo delle case giapponesi che stavano a loro volta sviluppando i propri movimenti. Nonostante inserì pochi modelli nella propria linea, i tecnici e gli ingegneri della casa furono determinanti nello studio della nuova tecnologia a cavallo tra gli anni sessanta e settanta. Nel 1968 la Rolex collaborò con un consorzio di 16 produttori svizzeri per creare il movimento al quarzo Beta 21 (uscito nel 1969) usato nella ref. 5100, il cosiddetto "Texano". 

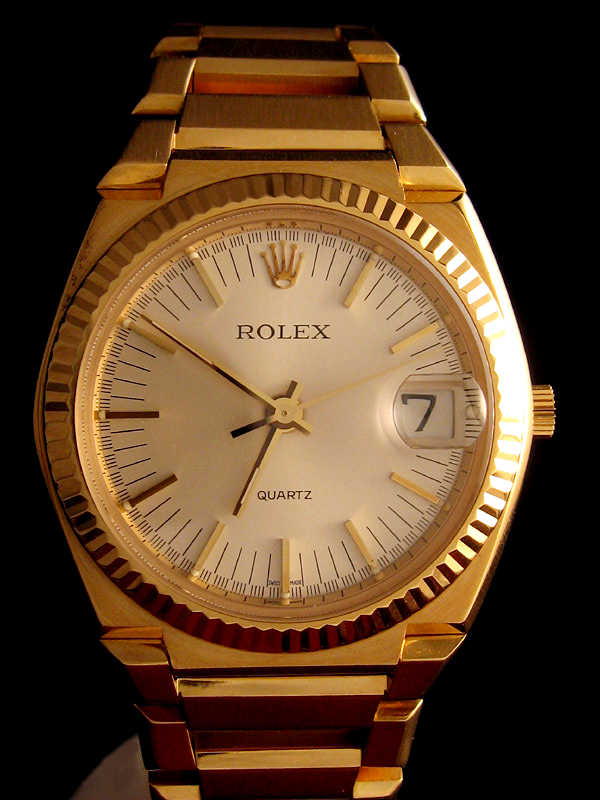
Rolex ref. 5100 "Texano", il primo Rolex al quarzo, dotato del movimento Beta21. Anni Settanta.

Tuttavia la Maison abbandona l'utilizzo del Beta 21 attorno al 1972 per dedicarsi alla realizzazione di un movimento al quarzo di manifattura ed esclusivo. Gli sforzi della Rolex culminarono dopo cinque anni di ricerca, disegno e sviluppo nella creazione del movimento "clean-slate" 5035/5055 che avrebbe alimentato l'Oysterquartz - secondo alcuni il miglior movimento al quarzo mai creato.

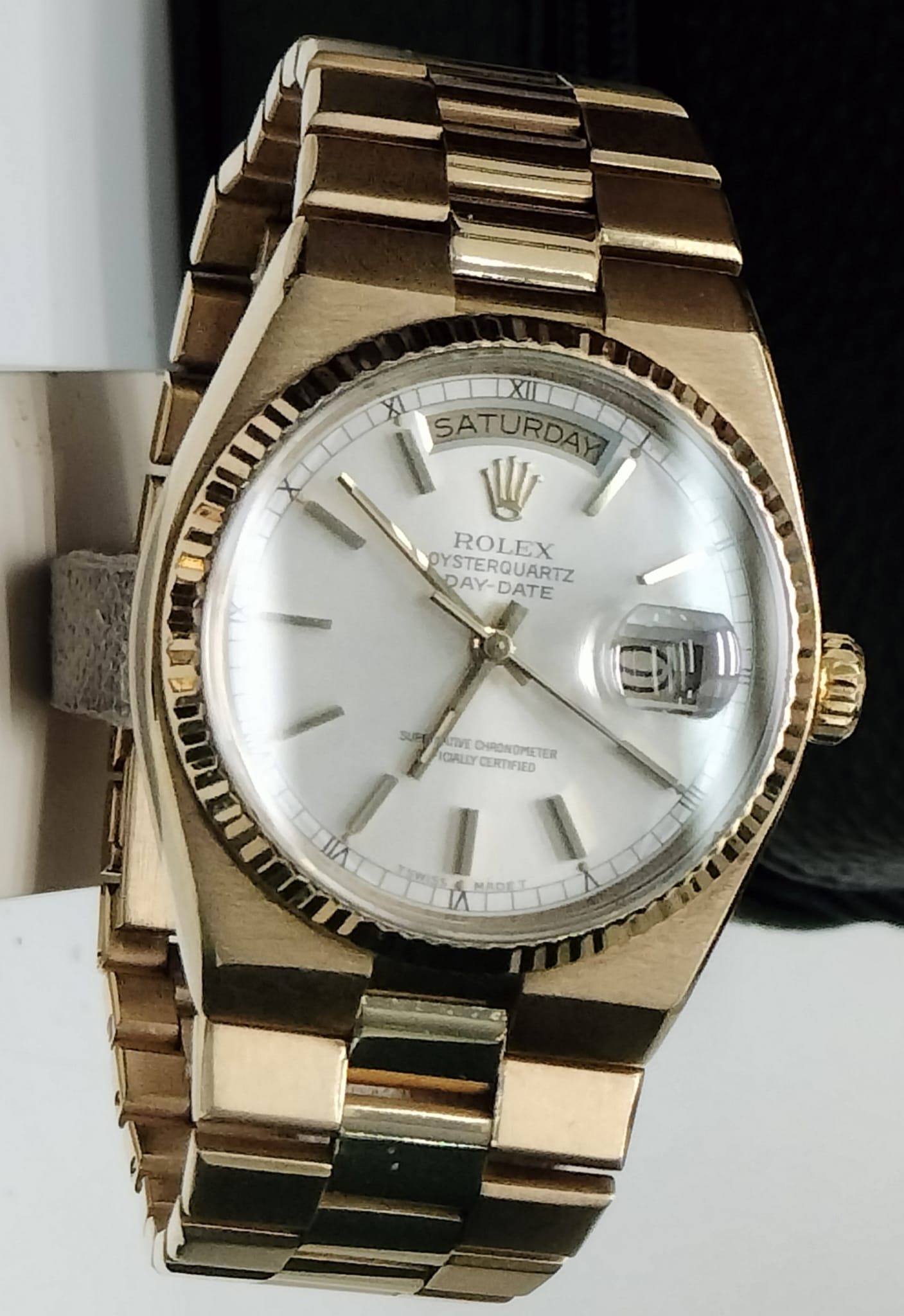
Rolex Oysterquartz Day-Date in oro, ref. 19018

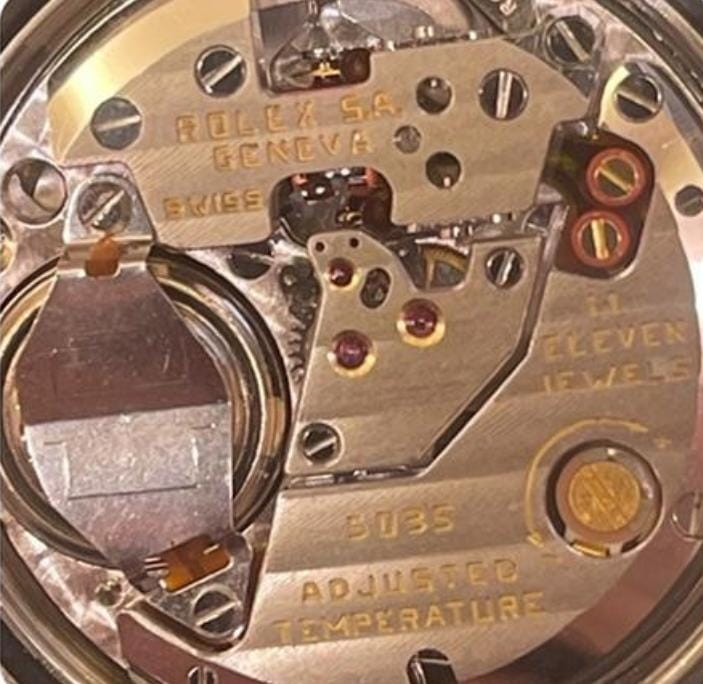
Movimento Rolex 5035 al quarzo risalente alla fine degli anni Settanta

Nel 1971 nasce l'Explorer II (ref. 1655), dotato di ghiera fissa con indicazione delle 24 ore e quarta lancetta supplementare di colore arancione e con punta a freccia pensato appositamente per gli esploratori che, anche in condizioni di buio, possono sapere se sono nelle prime o nelle seconde dodici ore giornaliere. La peculiarità della freccia su questo modello fa sì che i collezionisti battezzino la prima referenza dell'Explorer II "Freccione". Un altro soprannome di questo modello è anche "Steve McQueen" per via dell'attore che era solito indossarlo.

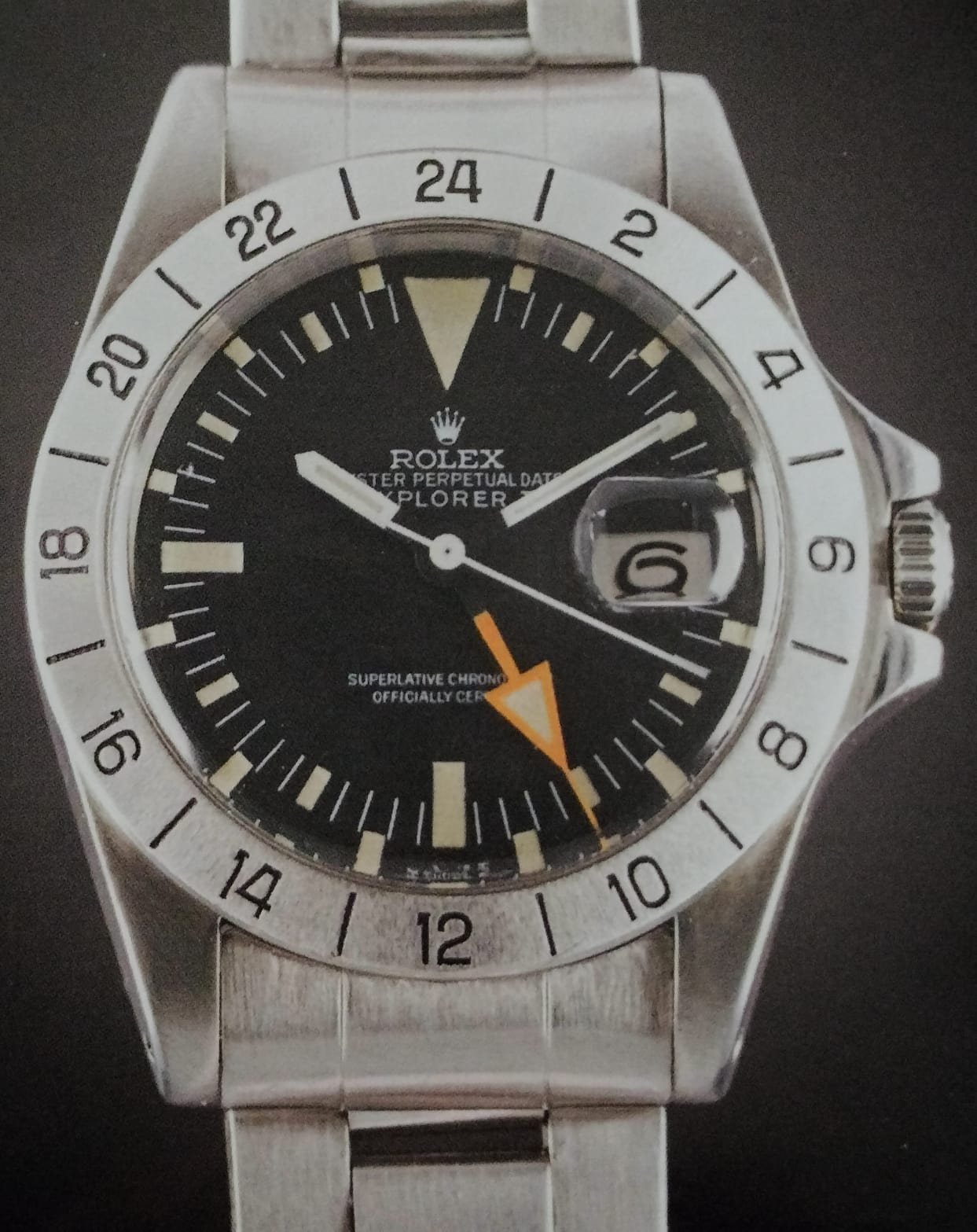
Rolex Explorer II dei primi anni Settanta, ref. 1655, ribattezzato "Freccione" o "Steve McQueen"

A partire dal 1972 scompaiono i pulsanti a pompa sui Daytona: le nuove referenze 6263 e 6265 adottano definitivamente quelli a vite.

A inizio anni Settanta il Ministry of Defence (MOD - Ministero della difesa britannico) decide di dotarsi di uno specifico orologio: dopo che aveva già collaborato nei decenni precedenti con Rolex, la scelta ricade su un Submariner ref. 5513 che viene fatto modificare appositamente, dotato di anse fisse e di lancette "a gladio", differenti dalle classiche "Mercedes". Questo modello è anche soprannominato "Milsub" (dall'unione dei nomi "Military" e "Submariner"). La T sul quadrante, inoltre, sta a significare che come materiale luminescente si è adottato il trizio e non il radio. Non si tratta dell'unico caso in cui un Submariner viene adattato per l'esercito, tuttavia i risultati estetici sono pressoché identici.

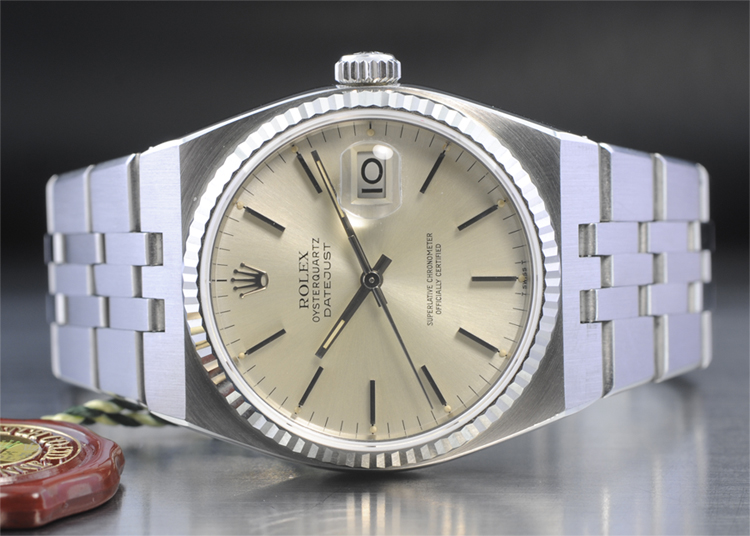
Rolex Oysterquartz Datejust, ref. 17014

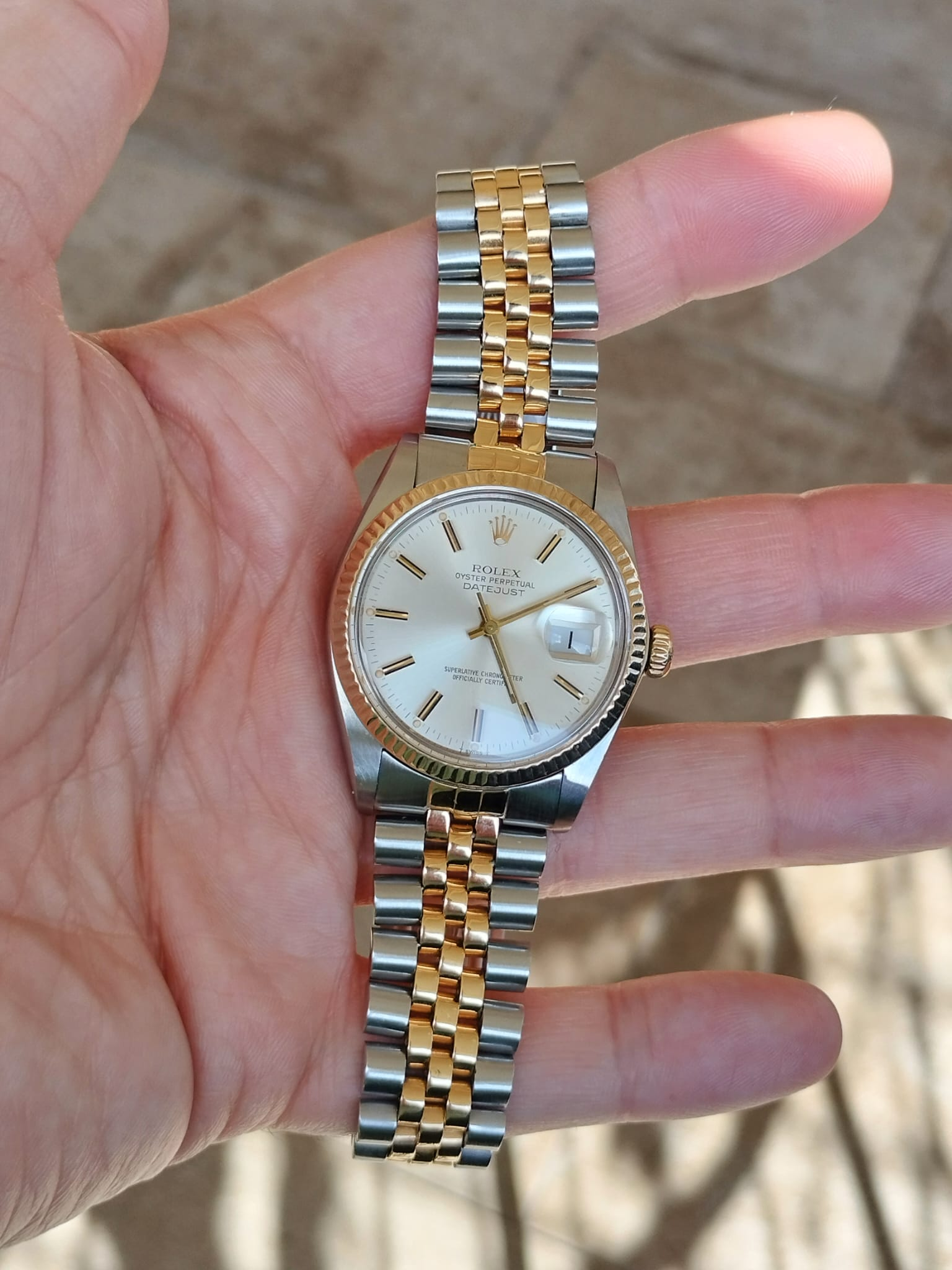
Rolex Datejust ref. 16013, seconda metà anni '70-primi '80

In questo periodo la collezione Cellini si amplia con la seconda generazione del King e Queen Midas, per uomo e donna (ref. 3580, presentata nel 1975), con bracciale integrato e cassa di forma squadrata, mossi dal movimento ultrapiatto a carica manuale Rolex 650. Un altro Cellini dall'estetica immediatamente riconoscibile è la ref. 4350 e le reff. 4084, 3801 e 3805 con la cassa "a televisore", dal design tipicamente anni Settanta. È proprio in questo decennio che la collezione Cellini si sviluppa con numerosi modelli dalle forme che non si vedranno più in casa Rolex, come anche le reff. 4016, 4108 e 4136 dalla cassa rettangolare smussata. Al fianco di questi Cellini ne nascono anche altri con forme più tradizionali (come le reff. 3833 e 4112) e alcuni di essi anche con movimento al quarzo, oltre a diversi modelli da tasca, prodotti fino agli anni Novanta in numerose referenze.
Nel 1977 entra in produzione l'Oysterquartz e vi rimarrà fino al 2001. Tutte e cinque le sue referenze (la 17000 in acciaio con lunetta liscia, la 17013 in acciaio e oro giallo con lunetta zigrinata e bracciale jubilée, la 17014 in acciaio con lunetta zigrinata in oro bianco, la 19018 Day-Date interamente in oro giallo con braciale president e la 19019 Day-Date in oro bianco con bracciale president) rimarranno in produzione per il medesimo lasso temporale senza subire aggiornamenti.
Sempre nel 1977 vengono introdotte le nuove referenze a cinque cifre del Datejust (reff. 16000 e seguenti). Il nuovo movimento incassato, il Rolex 3035, presentava la rimessa rapida del datario ed un'alternanza oraria portata a 28.800 vph rispetto alle 19.800 del precedente movimento 1575 che era incassato sui Datejust con referenza a quattro cifre. Sulle referenze a cinque cifre 18xxx è stato introdotto anche il raro bracciale President Tridor (vedasi Day-Date ref. 18239), il quale integrava oro bianco, giallo e rosa nelle maglie centrali.
Il medesimo anno vede il passaggio di referenze a cinque cifre anche per il Day-Date, che incassa il nuovo movimento Rolex 3055

Nel 1978 la casa coronata è sponsor per la prima volta nella sua storia del torneo tennistico di Wimbledon, di cui tutt'oggi è uno dei main partners. Lo stesso anno viene presentato il Sea-Dweller ref. 16660, impermeabile a 4000 piedi (1220 metri), che resterà in produzione fino al 1988. Si tratta della prima referenza a cinque cifre del Sea-Dweller. Per tre anni questa referenza condividerà il mercato con la precedente, la ref. 1665, la quale manteneva un'impermeabilità a 2000 piedi (610 metri).

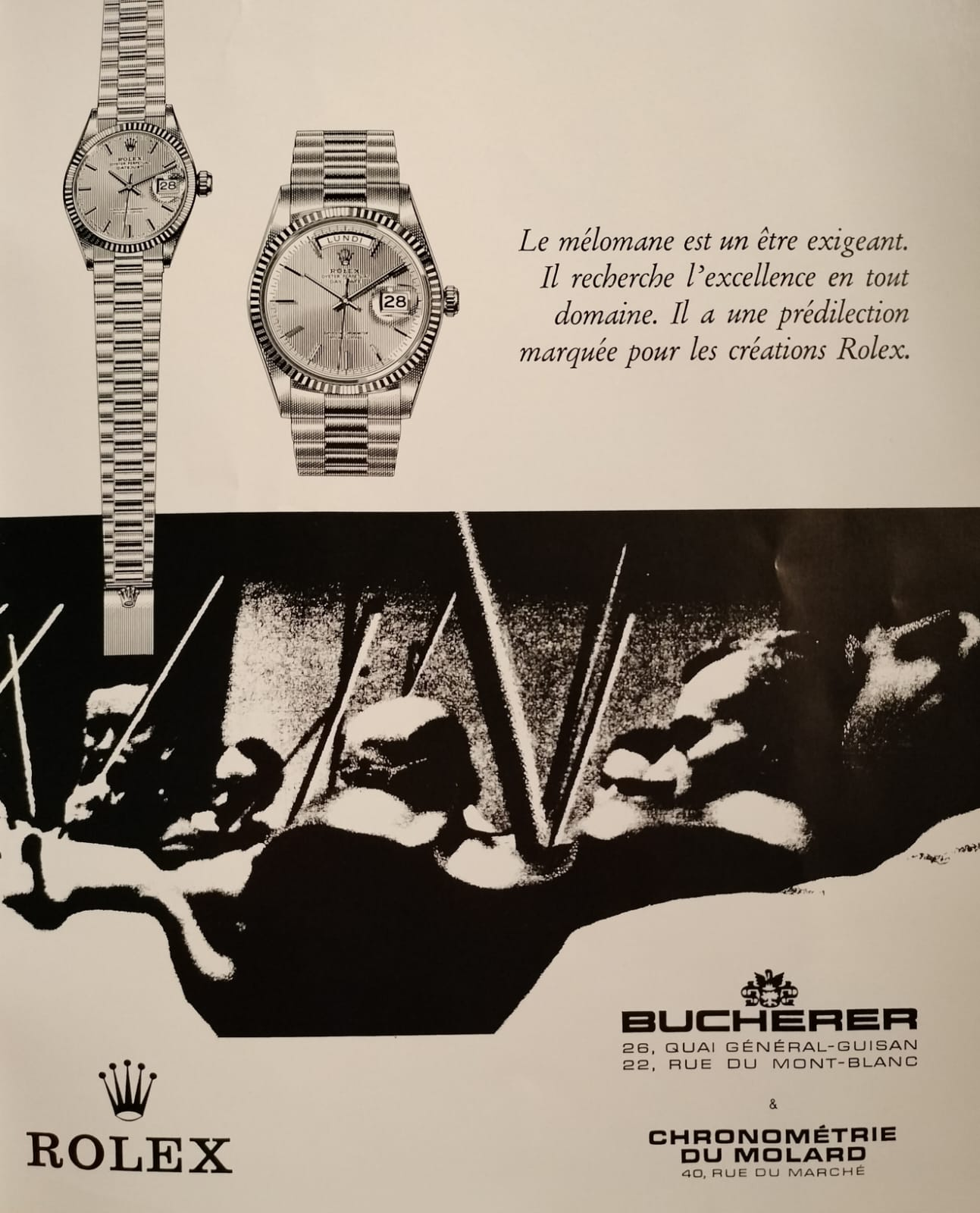
Inserzione pubblicitaria Rolex dei primi anni Settanta

### Anni 1980: il GMT-Master II e il primo Daytona automatico
Nel 1980 nasce la ref. 16750, la prima referenza a cinque cifre del GMT-Master, che introduce anche il nuovo calibro Rolex 3075 con rimessa rapida della data. Solamente due anni dopo, però, nel 1982, viene presentato il primo GMT-Master II (ref. 16760), che introduce una significativa e importante innovazione rispetto al modello precedente: ora infatti è possibile regolare autonomamente la lancetta a punta di freccia rispetto a quella snowflake delle ore, e ciò permette di poter visualizzare fino a tre fusi orari differenti adoperando anche la ghiera girevole. Ciò è consentito dal nuovo calibro Rolex 3085, che tuttavia è stato montato esclusivamente sulla ref. 16760. La possibilità di separare la regolazione della lancetta snowflake e di quella a punta di freccia è previsto anche nell'Explorer II. Con la nascita del GMT Master II vengono anche proposte nuove colorazioni delle ghiere: vedasi la "Coke", rossa e nera (nata proprio nel 1982), ghiera discontinuata nel 2007. Il GMT Master II convive in catalogo con il GMT Master tradizionale fino al 1999, quando quest'ultimo verrà definitivamente soppiantato.
A metà anni Ottanta l'Explorer II ref. 1655 è stato sostituito dalla ref. 16550. La nuova referenza è assai diversa dalla precedente: innanzitutto sparisce il cosiddetto "freccione" che aveva contraddistinto il modello precedente, inoltre si è cercato di ottimizzare la leggibilità, è stato massicciamente modificato il quadrante, inserendo a catalogo anche colori chiari, ed è variata l'estetica della lunetta. Infine è stato sostituito il calibro, che è diventato il Rolex 3085. Alcuni modelli con quadrante chiaro della ref. 16550 hanno assunto una tonalità crema per via di un difetto della vernice utilizzata, motivo per il quale hanno ottenuto il soprannome "Pannone". Questa nuova referenza tuttavia resta in produzione solamente pochi anni, in quanto a fine decennio viene soppiantata dalla ref. 16570.
Dal 1985 Rolex utilizza acciaio 904L per realizzare le casse dei propri orologi, a differenza degli altri produttori che continuano ad adoperare il 316L. L'acciaio 904L viene ritenuto il migliore per l'eccellente resistenza alla corrosione anche a contatto con acido acetico, fosforico, solforico, soluzioni clorurate, acqua di mare anche ad alte temperature. Sinora è l'unico marchio ad utilizzare tale materiale, peraltro di propria fabbricazione.
Originariamente i cronografi Daytona non avevano l'appeal odierno e il pubblico non li recepiva come un must-have, sebbene fossero al polso di diversi divi del cinema e di campioni di sport motoristici: un modello così sportivo e moderno non si accordava con i gusti di allora. Questo snobismo commerciale proseguirà per quasi un ventennio, prima con la nascita dei modelli al quarzo negli anni '70, e poi ancora nella prima metà degli anni '80, quando l'orologio meccanico viene considerato obsoleto (nonostante nel 1976 Rolex presenti due delle referenze più rare tra tutti i Daytona: la 6269 e 6270, quest'ultima soprannominata "End Game", in oro giallo e diamanti su quadrante e lunetta). La stessa Zenith, madre dell'El Primero, primo calibro automatico ad alta frequenza, nel frattempo finita proprietà di una società americana (la Zenith Radio Corporation), aveva cessato la produzione del suo famoso calibro proprio perché ritenuto superato dalla tecnologia del quarzo.
L'attenzione verso i cronografi a carica automatica riaffiorò tra il pubblico generalista grazie al coraggio di diverse aziende quali Breitling, Eberhard e Paul Picot che tra il 1984 e il 1985 credettero fortemente nel ritorno di fiamma dell'orologeria tradizionale. A seguito di questo rinnovato interesse verso l'orologeria meccanica, le altre maison si mobilitarono a partire dalla seconda metà degli anni Ottanta per proporre cronografi automatici con movimenti di fornitura di terze parti: esempi di questo genere sono ravvisabili in cronografi Audemars Piguet e Vacheron Constantin dotati di movimento modulare: base tempo automatica Jaeger-LeCoultre e modulo cronografico realizzato da Dubois-Depraz. Fino al 1988 il Daytona è alimentato sempre da un Valjoux 72 modificato (chiamato da Rolex 727), un affidabile cronografo a carica manuale, ma ormai obsoleto rispetto alla concorrenza che, già dal 1969, aveva iniziato a investire in segnatempo cronografici con meccanismi automatici, come nel caso di Zenith, di Seiko e del consorzio svizzero Chronomatic, comprendente Heuer-Leonidas, Breitling, Hamilton-Buren e Dubois-Depraz. Negli anni Settanta, tuttavia, i cronografi meccanici hanno riscontrato scarso interesse da parte del pubblico e pertanto in quel decennio l'interesse allo sviluppo di quel tipo di calibri si è arenato.
Nella ricerca della durata, della competitività e dell'affidabilità, Rolex interviene sostituendo ai calibri Valjoux a carica manuale, scegliendo di adottare l'eccezionale movimento dello Zenith El Primero, il miglior movimento industriale a carica automatica allora esistente sul mercato. Fu proprio grazie al rinnovato impulso dato all'orologeria meccanica e all'interesse da parte di Rolex che Zenith tornerà, proprio sul finire degli anni Ottanta, a riproporre a catalogo il proprio movimento e a fornirlo anche a case terze. Rolex apporterà numerose modifiche all'El Primero per allinearlo ai propri standard (oltre il 50% dei componenti del calibro El Primero sono stati sostituiti o modificati), con veri e propri interventi strutturali, come l'eliminazione del datario (previsto a ore 4) e la riduzione delle frequenze di oscillazione da 36.000 a 28.800 alternanze, sostituendo il bilanciere originale con il proprio, basato sul meccanismo di regolazione a microstella, già collaudato sui cronografi degli anni '60. Tutto ciò porta alla realizzazione del calibro 4030 come movimento per il primo cronografo automatico: il Daytona ref. 16520 (prima referenza a cinque cifre del Daytona), che sostituisce le reff. 6263, 6265 (che erano in acciaio o in oro) e le lussuose 6269 e 6270. Sul finire del 1988, il lancio del nuovo Rolex Daytona incontra un favore di pubblico enorme. La scarsa produzione da parte di Rolex, dovuta anche alla poca disponibilità del calibro base Zenith, scatena all'inizio degli anni '90 un vero e proprio boom collezionistico. Per i modelli precedenti, ovvero tutti i cronografi Daytona a carica manuale, l'exploit avviene solo qualche anno dopo, rendendo ancora oggi questo orologio oggetto del desiderio degli appassionati di tutto il mondo. Con la nuova generazione del Rolex Daytona, le referenze distingueranno, d'ora in poi, se il cronografo è solo in acciaio, in acciaio e oro, oppure solo in oro (prima non era così: ad esempio la ref. 6265 era tale sia per modelli completamente in acciaio, sia per versioni tutte in oro).

Nel 1989 viene presentata una nuova referenza dell'Explorer II, la 16570, rimasta in produzione per oltre due decenni. Sempre nel 1989 è entrato in produzione il GMT-Master II ref. 16710, commercializzato fino al 2007 circa. La ref. 16710 prende il posto della ref. 16760 "Fat lady".

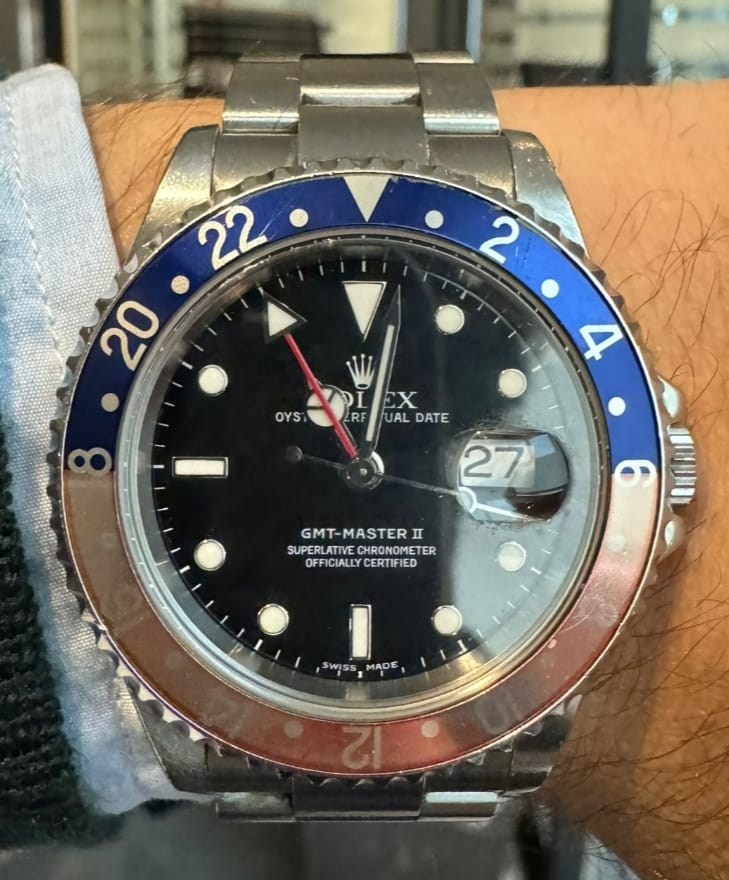
Rolex GMT Master II ref. 16710T, anni Duemila. La T sta per trous borgnes (letteralmente "fori ciechi")

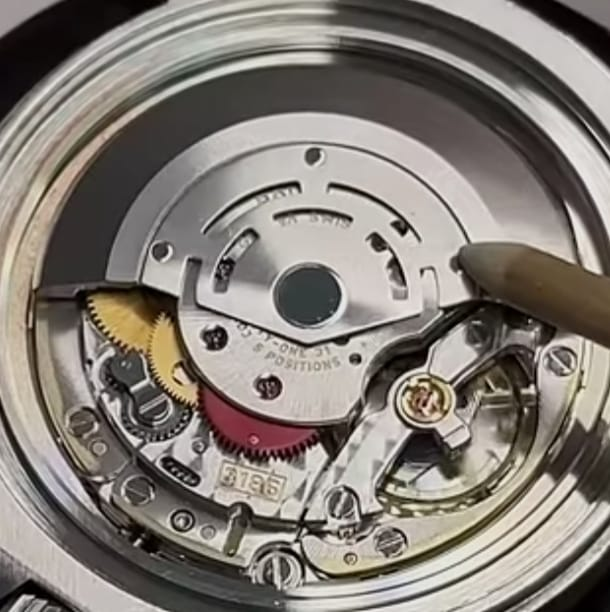
Calibro Rolex 3185 montato su Rolex GMT-Master II tra la fine degli anni Ottanta e metà anni Duemila

Il GMT-Master II ref. 16710 introduce il movimento 3185.
Sempre nel 1989 Rolex pensiona la ref. 5500 (condivisa tra Explorer ed Air King, ma negli ultimi anni usata solo dall'Air King) al fine di creare una nuova generazione di quest'ultimo segnatempo: viene proposta così la ref. 14000, declinata in alcune varianti, quali ad esempio la ref. 14010 che presentava una lunetta lavorata.

### Anni 1990: Yacht-Master, Pearlmaster e i nuovi Cellini

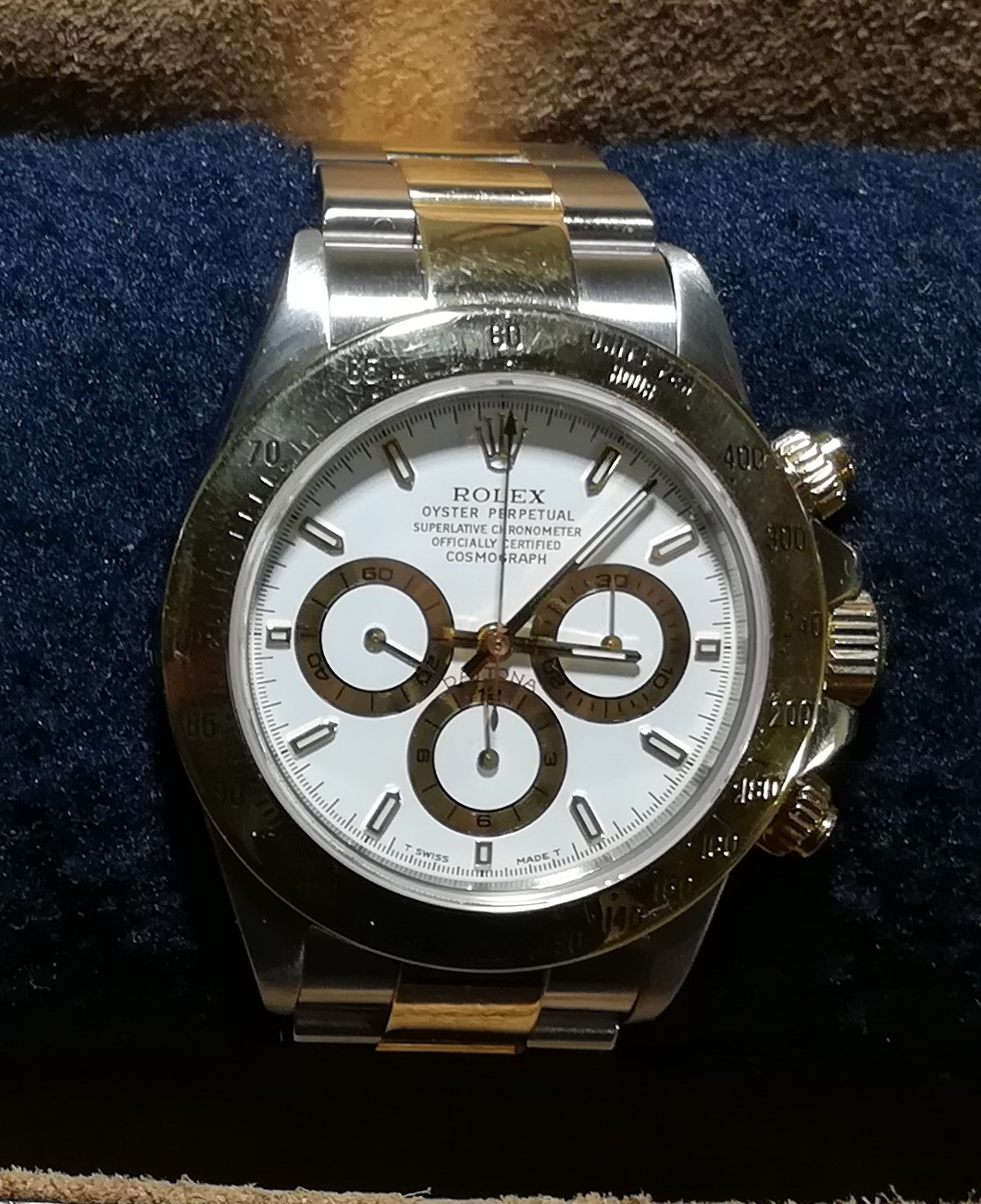
Rolex Daytona acciaio e oro ref. 16523, fine anni '90, dotato di movimento 4030 di derivazione Zenith.

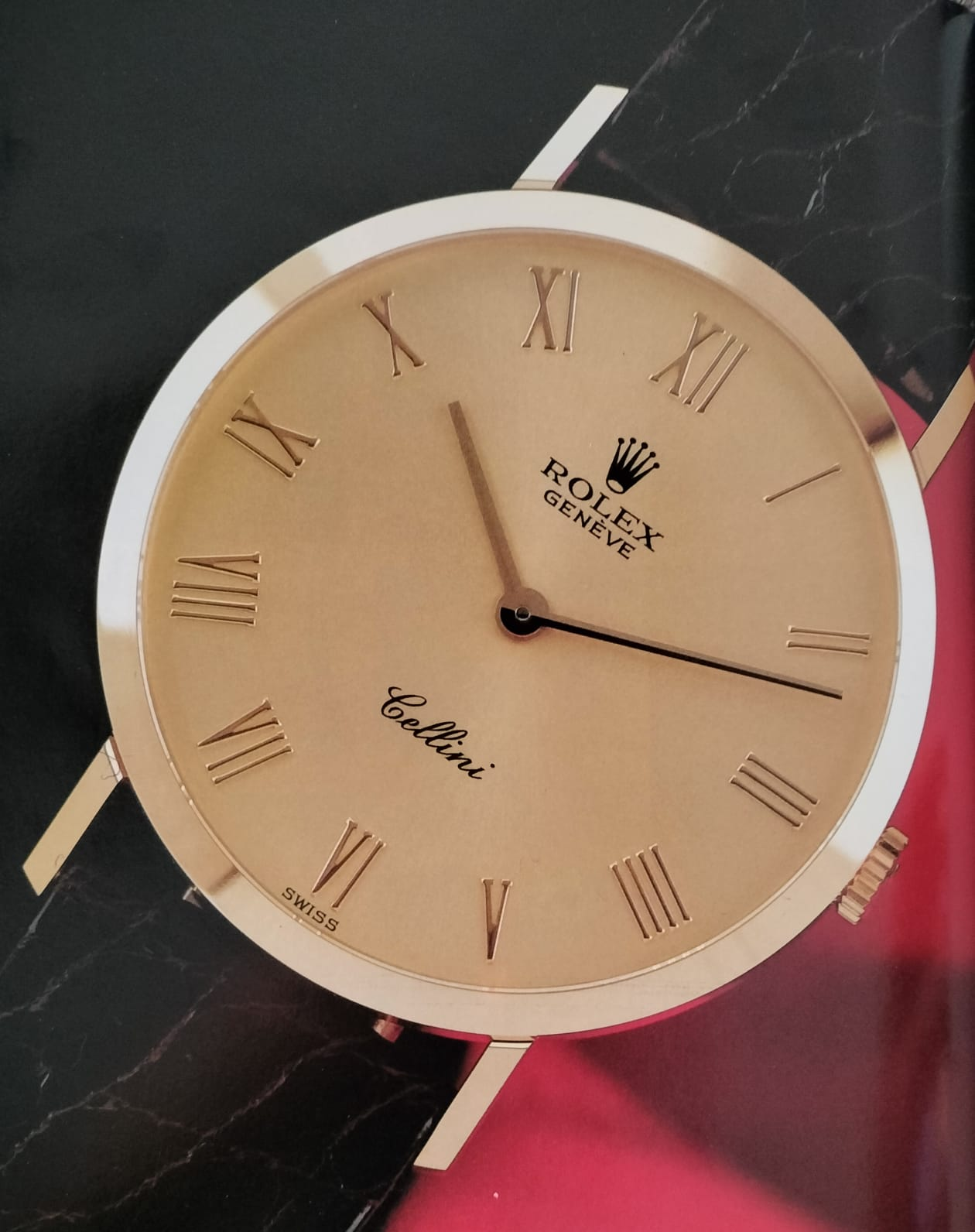
Rolex Cellini (ref. 4112) in oro giallo risalente alla fine degli anni Ottanta

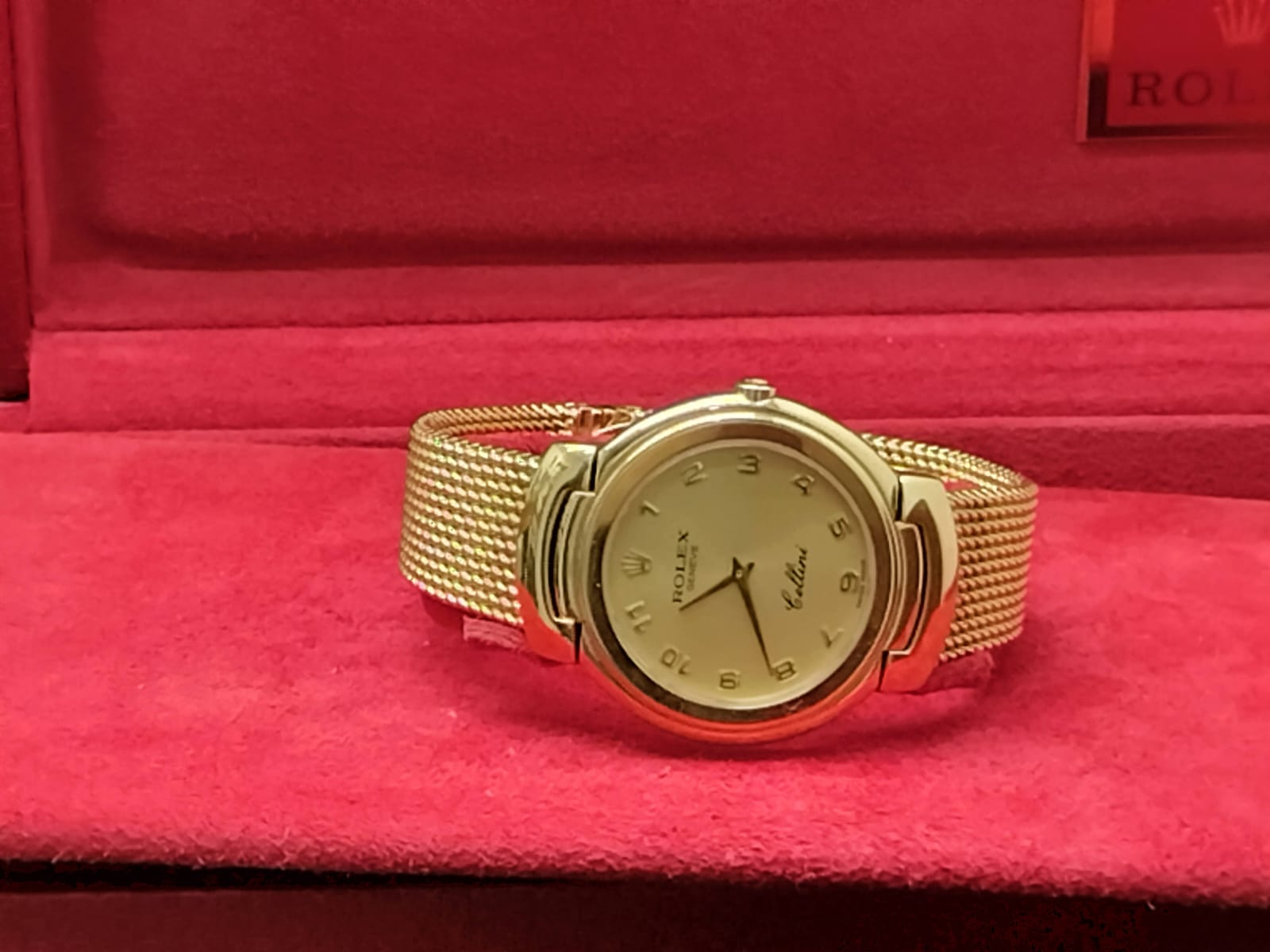
Rolex Cellini in oro giallo ref. 6623, fine anni Novanta

Tra gli anni Novanta e Duemila viene stravolta la tendenza del Cellini e si torna a linee più morbide e pulite, tonde, con i modelli Cestello e Danaos. I movimenti adoperati sono sia a carica manuale (come il Rolex 1602, derivato dal 1600 e risalente a diversi decenni prima), sia al quarzo per i modelli da donna (come il Rolex 6620). Entrambi questi movimenti sono di manifattura Rolex.
Sono del 1992 i primi modelli di Pearlmaster, una variante più lussuosa del Datejust, inizialmente concepita in misure femminili (da 29 e 34 millimetri di diametro, poi portato anche a 39 mm), e dotata di un bracciale esclusivo (il bracciale Pearlmaster dotato di cinque componenti). La scritta Pearlmaster, tuttavia, non è mai apparsa su nessun quadrante.

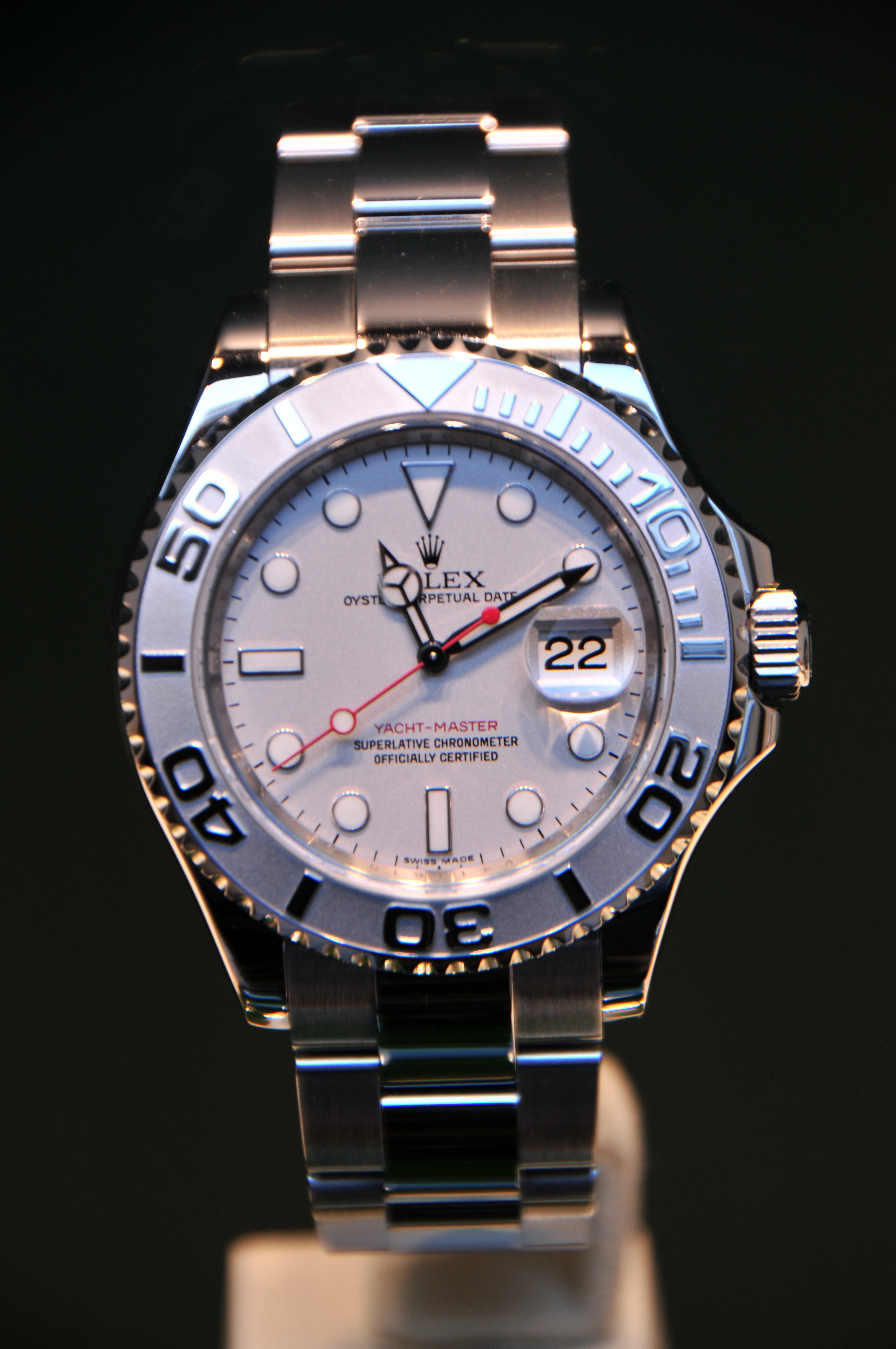
Rolex Yacht-Master ref. 16622, fine anni Novanta/primi anni Duemila

Sempre nel 1992 vengono realizzati i primi modelli di Yacht-Master, in due misure: 40 millimetri (ref. 16622 in acciaio con ghiera in platino; ref. 16628 in oro giallo) e in 35 millimetri (ref. 68623 in acciaio e oro e ref. 68628 in oro giallo).
Nel 1998 Rolex acquista la celebre azienda produttrice di bracciali Gay Frères (già sua collaboratrice), la quale ha collaborato con tutte le più grandi aziende orologiere per la creazione di bracciali iconici, come l Bonklip per Breitling, quello dello Chopard Happy Sports, il "ladder" per alcuni Zenith El Primero anni Settanta e così via.

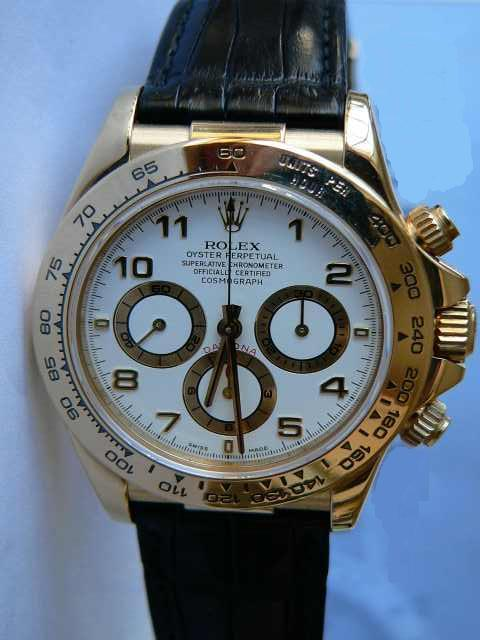
Rolex Daytona ref. 16518 in oro con cinturino in pelle, seconda metà anni Novanta

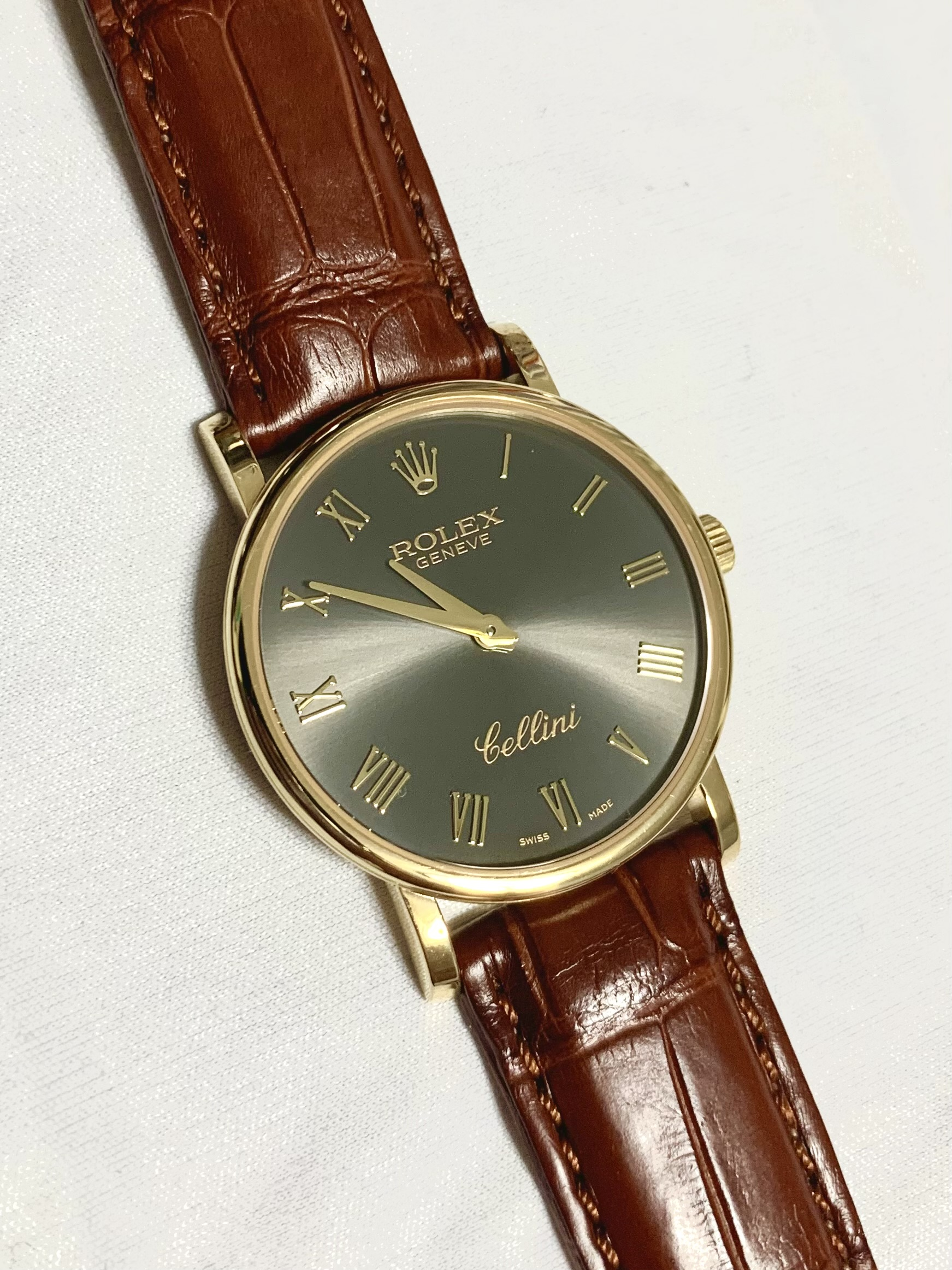
Rolex Cellini ref. 5115, fine anni Novanta/primi Duemila

Nel 1999 viene dismessa la produzione del GMT Master I. Lo stesso anno viene introdotto il Rolex Cellini ref. 5115, con cassa tonda in oro e movimento a carica manuale.

### Anni 2000: il Daytona con calibro proprietario

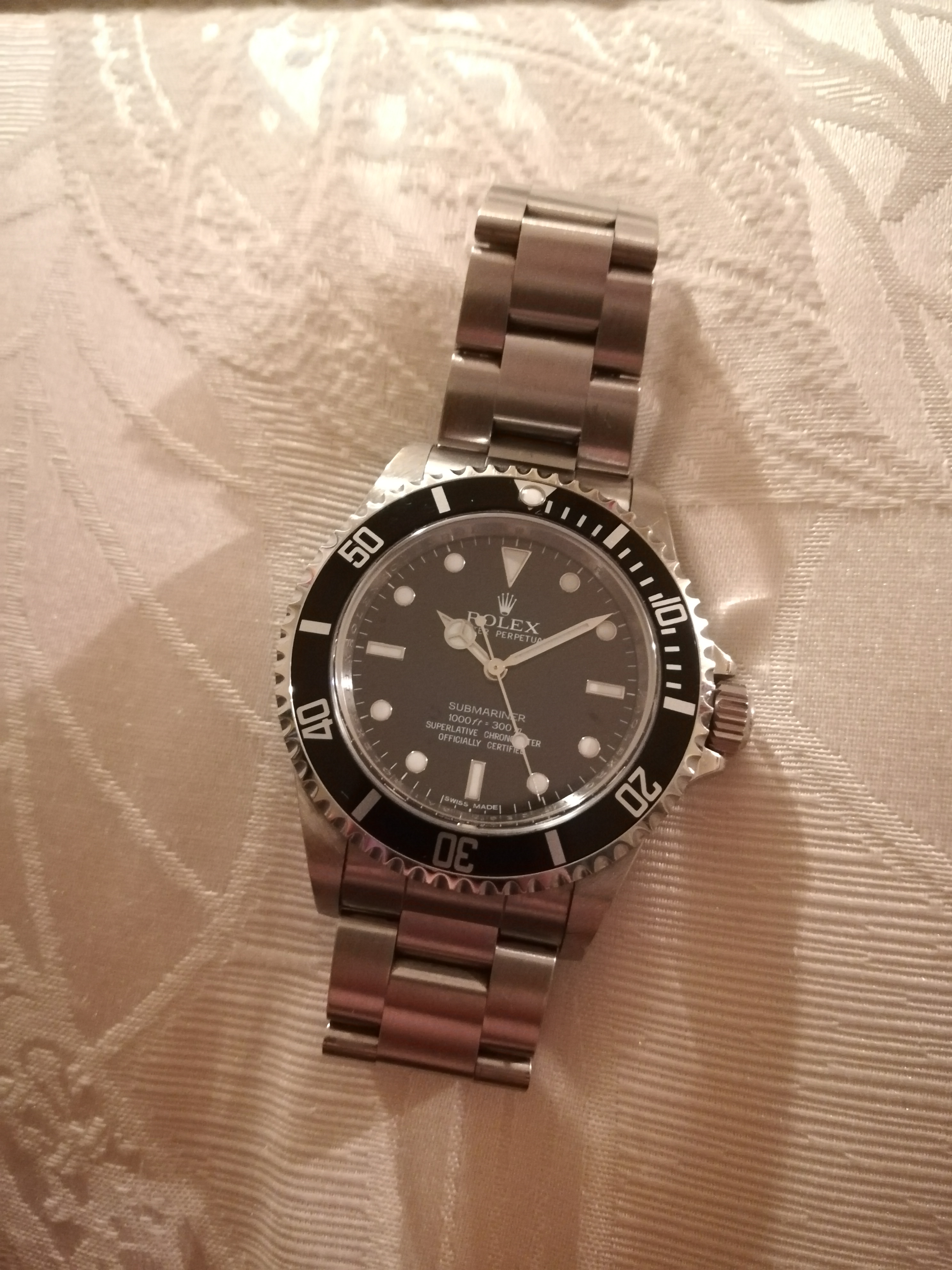
Rolex Submariner ref. 14060M con calibro Rolex 3130, metà anni 2000

Nel 2000 Rolex presenta il nuovo modello Daytona referenza n. 116520 (prima referenza a sei cifre del cronografo coronato), l'orologio risulta essere ora di completa manifattura Rolex anche nel meccanismo, chiamato 4130. Tra le altre novità rispetto al calibro di derivazione Zenith (che era ribattezzato da Rolex 4030), si può notare già guardando il quadrante come il quadrante dei piccoli secondi continui sia stato spostato da ore 9 a ore 6, mentre quello delle ore cronografiche ha fatto il percorso opposto. Ad inizio anni Duemila viene presentato anche un modello spiccatamente femminile nella collezione Cellini, che rispolvera il nome Orchid (reff. 6201 e 6221), caratterizzato da casse in materiali pregiati, lunetta spessa e ricoperta di diamanti e misure contenute. I movimenti sono al quarzo.
Nel 2003 si è celebrato il 50º anniversario dalla creazione del Submariner: per questa ragione è stata proposta una inedita versione della referenza 16610LV (Lunetta Verde) con quadrante nero e ghiera in alluminio verde, soprannominato "Kermit", come il celebre personaggio dei Muppets. Anche questo modello è contraddistinto per dei dettagli che ne differenziano le differenti produzioni: diversi seriali di questi modelli "Kermit", infatti, presentano alcune diversità, come un differente font sulla ghiera verde del numero 4, tanto che questa particolare versione è stata definita dai collezionisti "Fat Four" (o "Flat Four"), per via del numero 4 più panciuto rispetto alle altre varianti e con la parte superiore piatta.
Nel 2004 Rolex ingloba la filiale Rolex Bienne, che era la sede della vecchia Aegler, la quale per tutti questi anni aveva cambiato nome (diventando "Manufacture des Montres Rolex SA"), ma aveva mantenuto una differente proprietà rispetto al restante gruppo Rolex. Nel medesimo periodo l'azienda acquista anche altri fornitori, diventando progressivamente indipendente per l'intera filiera produttiva di realizzazione dell'orologio, dai bracciali ai quadranti alla creazione dei movimenti.
Nel 2005, più della metà della produzione svizzera di orologi certificati COSC (Contrôle Officiel Suisse des Chronomètres - Controllo Svizzero Ufficiale dei Cronometri) appartiene al gruppo.

Alla fiera di Basilea del 2005 viene presentato un nuovo Cellini Prince, molto diverso da quelli in commercio nel decennio precedente, con cassa rettangolare e dal design che richiama i vecchi "Doctor's Watch" che Rolex realizzava tra gli anni Venti e Trenta utilizzando componenti in comune con Alpina e Gruen. Allo stesso modo anche il movimento era stato realizzato ex novo: il calibro 7040 a carica manuale era uno dei pochi movimenti di forma mai prodotti dall'azienda, nonché il primo ad adottare il sistema antiurto Paraflex. Il Prince si distingue quindi dai Cellini Danaos e Cestello per un aspetto estetico più d'impatto e per finiture di maggior livello. L'orologio è uscito di produzione nel 2015 e, ad oggi, è l'ultimo orologio Rolex con cassa di forma. Sempre nel 2005 vengono presentati la nuova lunetta Cerachrom in ceramica proprietaria, montata originariamente sul GMT Master II, che nel 2005 celebra i suoi 50 anni. La ghiera in ceramica promette maggior resistenza ai graffi rispetto a quella in alluminio anodizzato. Le referenze che adottano la ghiera ceramica sono quelle identificate con sei cifre di numeri, e ciò vale sia per i GMT Master II (del quale è stata introdotta la nuova generazione: ref. 116710LN), sia per i Submariner (a partire dal 2010), sia per i Daytona (dal 2013). Risale al 2005 anche l'introduzione, per la prima volta, della spirale Parachrom blu, più resistente agli urti e paramagnetica.

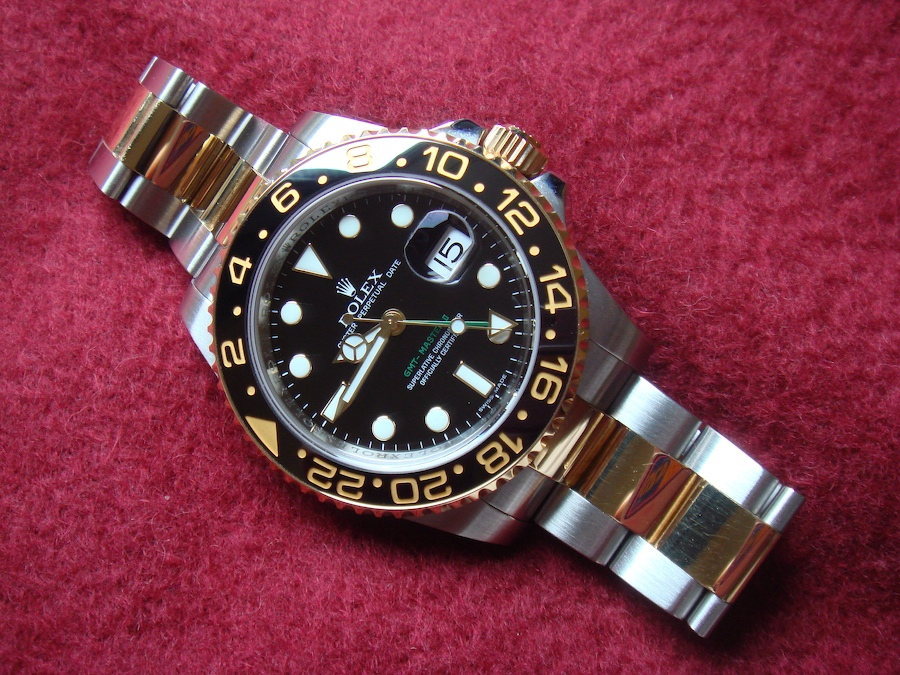
GMT-Master II acciaio e oro (ref. 116713LN)

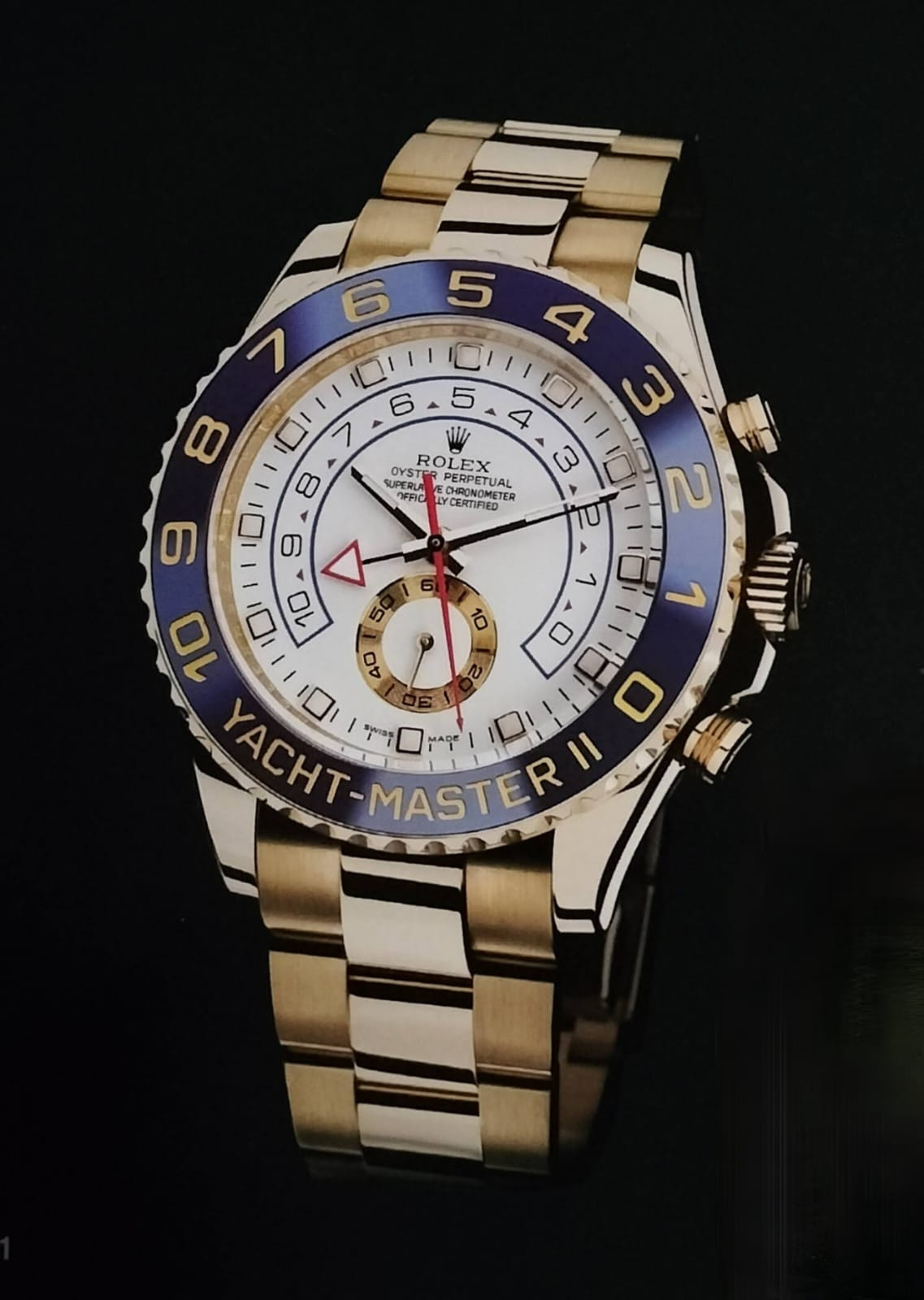
Rolex Yacht-Master II ref. 116688 risalente al 2007

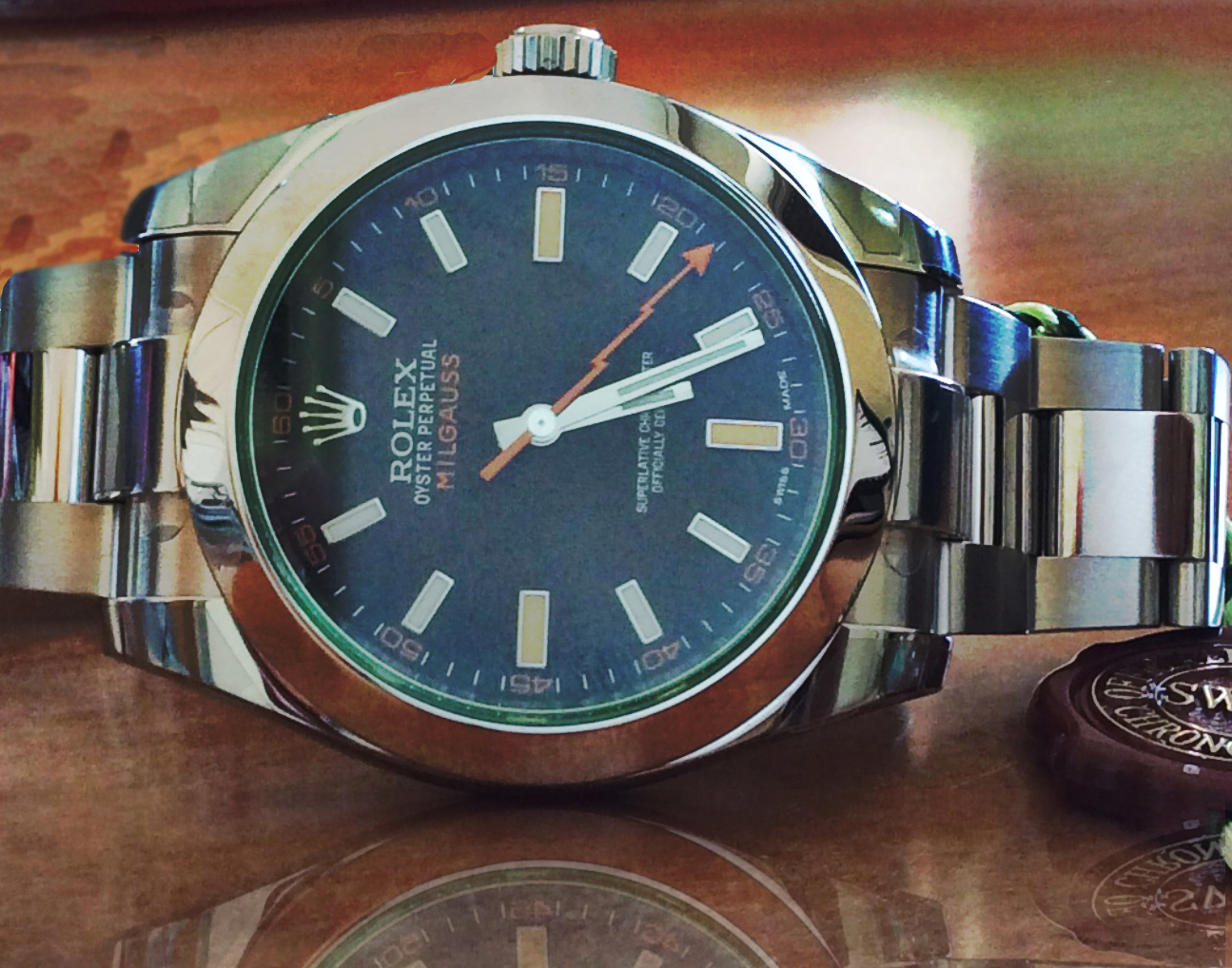
Rolex Milgauss ref. 116400GV dotato di vetro verde

Nel 2007 viene presentato il Rolex Yacht-Master II, in grado di programmare il conto alla rovescia. Si tratta di un segnatempo studiato appositamente per le regate e che lega ancora di più il nome di Rolex a quello della barca a vela, dopo che già nel 1992 era stato presentato lo Yacht-Master tradizionale. Lo stesso anno viene presentata anche la nuova generazione del Milgauss, referenza 116400, che presenta anche una variante con vetro verde (ref. 116400GV, dove GV significa Glace Verte: vetro verde in francese), che ad oggi è un unicum nella collezione Rolex e la cui creazione ha richiesto il deposito di diversi brevetti da parte della Maison. Lo stesso anno è stato presentato anche un nuovo quadrante, dalla tinta chiamata Z-Blue, rivestito di zirconio.
Sempre nel 2007 debutta la nuova generazione dell'Air King con la ref. 114200 in acciaio e lunetta liscia, la ref. 114210 con lunetta tornita in acciaio e la ref. 114234 dotata di lunetta zigrinata in oro bianco.

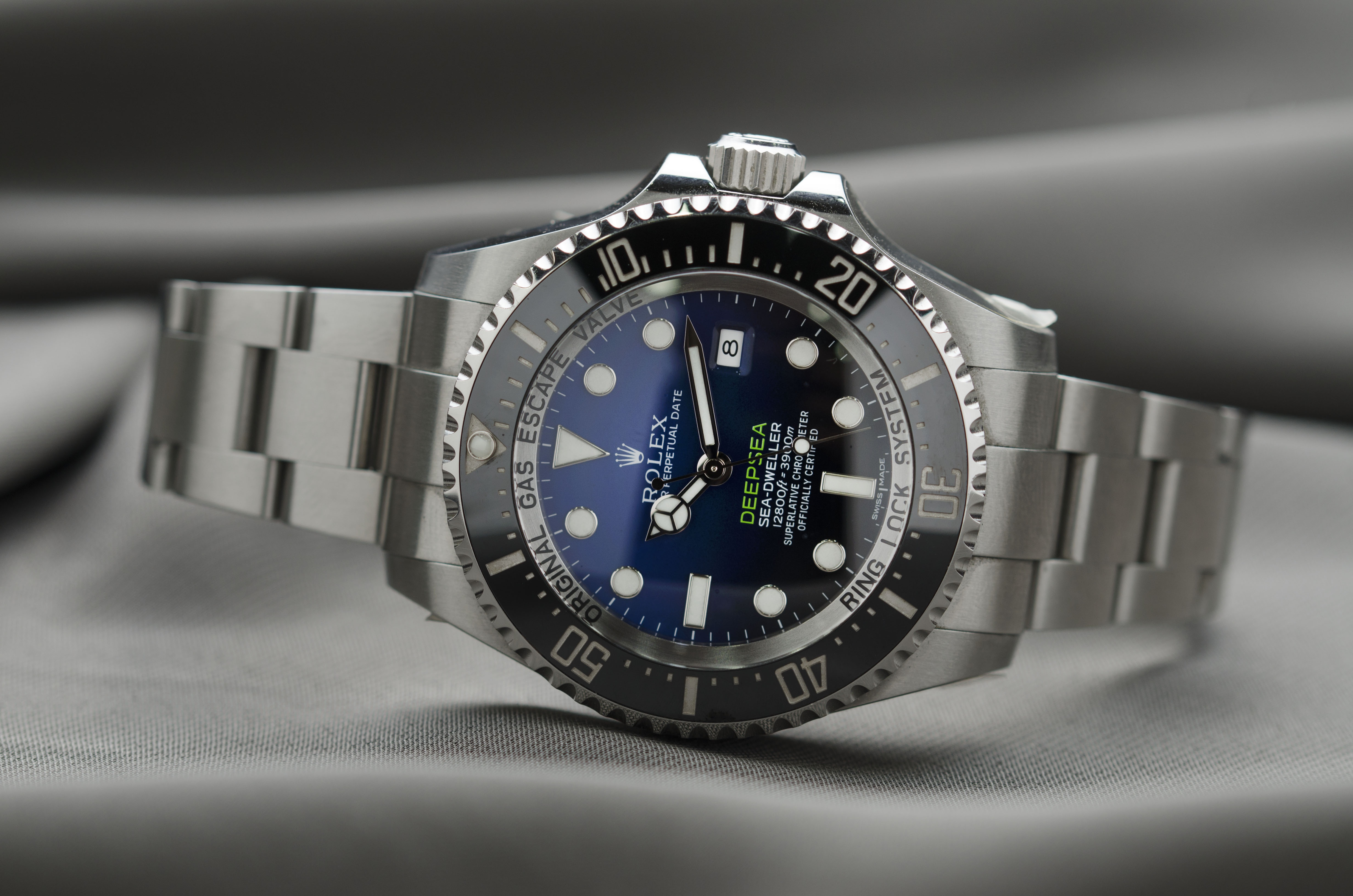
Rolex Sea-Dweller Deepsea ref. 116660

Nel 2008 il Sea-Dweller ref. 16660 viene discontinuato dopo trent'anni di carriera e due movimenti diversi incassati (il Rolex 3035 e il 3135), per lasciare spazio alla ref. 116660, che presenta per la prima volta sul quadrante anche il nome Deepsea, e garantisce un'impermeabilità fino a 3900 metri.

### Anni 2010: la diffusione della ceramica e la nascita dello Sky-Dweller
In questo decennio la popolarità di Rolex cresce ancor di più, e l'azienda si afferma come una delle più ricercate in ambito orologiero, soprattutto per quanto riguarda modelli sportivi come Daytona, Submariner e GMT-Master. Rolex, grazie al successo passato, alle sponsorizzazioni, alla sua affidabilità e robustezza, alle innovazioni introdotte e alla rete di distribuzione capillare, è diventata un vero e proprio status symbol.
A seguito del primo esperimento di Submariner con colore diverso dal nero per l'acciaio, nel 2010 viene proposta una nuova variazione sul tema della ref. 16610, stavolta sia con ghiera ceramica sia con quadrante verde: viene ribattezzata "Hulk", in onore del supereroe della Marvel che ha lo stesso colore. Questo modello è stato distinto dai collezionisti nelle varianti Mark I, Mark II e Mark III a seconda delle lievi divergenze che intercorrono tra le tre versioni in termini di sfumatura di verde del quadrante e di font delle lettere e dei numeri, anch'essi riportati sul quadrante. Il modello Submariner "Hulk" è stato discontinuato nel 2020 e sostituito dallo "Starbucks", ref. 126610LV, esteticamente più simile al "Kermit", con quadrante nero e ghiera in Cerachrom verde. Alcuni chiamano la ref. 126610LV non "Starbucks" ma "Cermit", per via della ghiera in ceramica.
Nel 2011 nuovo CEO di Rolex diventa l'italiano Gian Riccardo Marini, già Amministratore delegato di Rolex Italia. Si manterrà al vertice di Rolex per tredici anni.
Nel 2011, per il quarantesimo anniversario dalla nascita del primo Explorer II (ref. 1655), Rolex sostituisce la longeva ref. 16570 (in commercio dal 1989) con la 216570 (la prima con sei cifre degli Explorer II), la quale omaggia il progenitore riproponendo il famoso "freccione" arancio che aveva dato il nome alla ref. 1655 e che dopo quella referenza era stato abbandonato in luogo della lancetta a punta di freccia uguale a quella dei GMT-Master.
Dopo l'esperienza del Batiscafo Trieste nel 1960, Rolex torna negli abissi nel 2012 dotando il regista James Cameron di un Sea-Dweller appositamente preparato da COMEX, società francese specializzata in immersioni profonde con cui la casa orologiera collabora già dagli anni Settanta. Si tratta del Deepsea Challenge ref. 116660, con cassa da 51,4 millimetri di diametro.

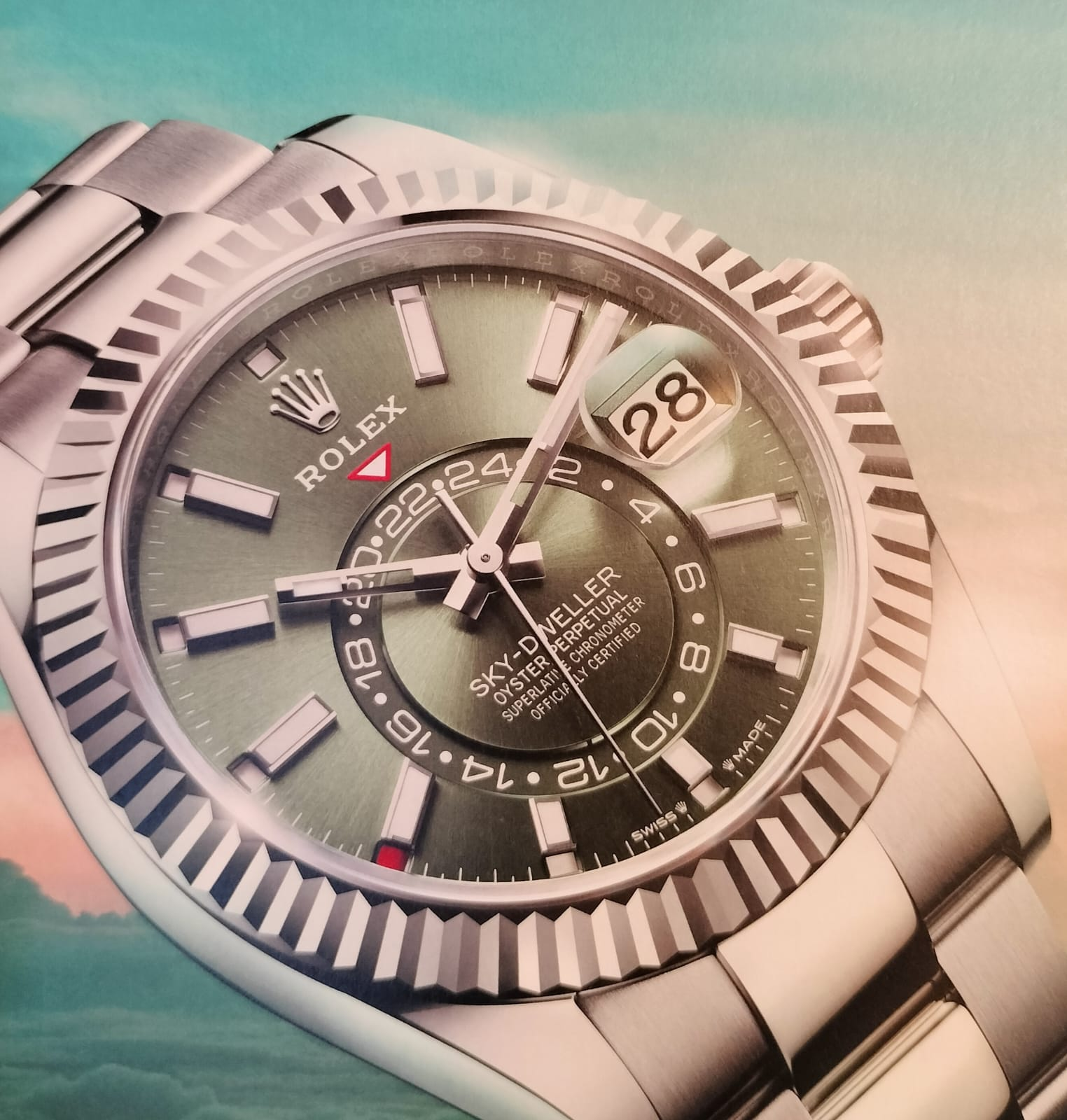
Rolex Sky-Dweller in oro bianco. Il calendario annuale è segnato dagli indici: gli indici delle 12 ore corrispondono ai 12 mesi dell'anno ed il mese corrente è evidenziato dal segno rosso sul corrispettivo indice. L'anello centrale, invece, funge da secondo fuso orario.

Nel 2012 viene presentato al pubblico lo Sky-Dweller, il primo Rolex dotato di calendario annuale Saros e secondo fuso orario, tutto comandabile dalla corona di carica. L'efficienza di questo sistema ha previsto l'introduzione di pochi ingranaggi e meccanismi (solamente quattro) in più rispetto al solo datario con rimessa istantanea allo scoccare della mezzanotte. Ciò ha portato Rolex a dover sviluppare un nuovo movimento, il 9001: il calibro Rolex più complicato a catalogo. Tutte le funzioni del calendario annuale sono gestite esclusivamente dalla corona di carica ad ore 3, tramite un sistema brevettato da Rolex chiamato Ring Command ed utilizzato anche sullo Yacht-Master II per gestire le funzioni del conteggio alla rovescia. lo Sky-Dweller è proposto esclusivamente in materiale pregiato.
Sempre nel 2012 Rolex ha realizzato una versione dell'Explorer II dedicata allo Special Air Service (SAS), l'unità delle forze speciali dell'esercito britannico, il cui fondello è inciso e personalizzato da Rolex con il motto "Who dares win" ("chi osa vince"). L'orologio poteva essere acquistato solo dai soldati del reparto.
Lo stesso anno viene discontinuato il Datejust Turn-O-Graph, nella sua referenza 116264.
Dal 2013 la Rolex è il cronometrista ufficiale della Formula 1.
Nel 2013 la casa ginevrina introduce, sul Daytona, la lunetta in Cerachrom, dapprima adottata sul modello in platino, poi estesa, a partire dal 2016, anche a quello in acciaio, in sostituzione della lunetta acciaio o in materiale pregiato. Nel 2013 anche il GMT-Master II viene dotato di lunetta Cerachrom, che per la prima volta viene presentata in versione bicolore.
Nel 2014 viene presentata la nuova collezione Cellini, questa volta formata esclusivamente da modelli con cassa rotonda Oyster, e varie complicazioni, come il secondo fuso orario o le fasi lunari.
Il 2016 è stato l'anno in cui si è celebrato il sessantesimo anniversario dalla realizzazione del primo Day-Date: questa ricorrenza è stata festeggiata realizzando appositamente un modello in oro Everose (ref. 228235) o in oro bianco (ref. 228239) con quadrante verde ed indici romani applicati. Sempre nel 2016 ha debuttato l'Air King ref. 116900 (la generazione precedente era stata tolta dal mercato due anni prima): il quadrante viene stravolto rispetto ai modelli precedenti: diventa nero, con i numeri 3, 6 e 9 derivati dall'Explorer, mentre gli indici a bastoncino fanno spazio ai numeri da 5 a 55. Inoltre il logo Rolex e la scritta diventano colorati.
Nel 2017, per il cinquantesimo anniversario dalla nascita del primo Sea-Dweller, viene presentata la ref. 126600 con scritta Sea-Dweller in rosso, per celebrare la prima versione prototipale di questo modello. Lo stesso anno è stato presentato anche la variante del Sea-Dweller in Rolesor giallo (acciaio e oro giallo). Lo stesso anno Rolex è stato uno dei partner fondatori della Laver Cup, competizione tennistica creata dal brand ambassador Roger Federer.

### Anni 2020: gli anniversari di Daytona ed Explorer II
Nel 2020 il modello entry level Oyster Perpetual è stato reinterpretato con molteplici varietà di quadranti colorati: rosa candy, turchese chiaro, giallo, verde e rosso corallo. Inoltre è stato lanciato un tipo di quadrante, chiamato "Celebration", che racchiude in sé tutti questi colori.

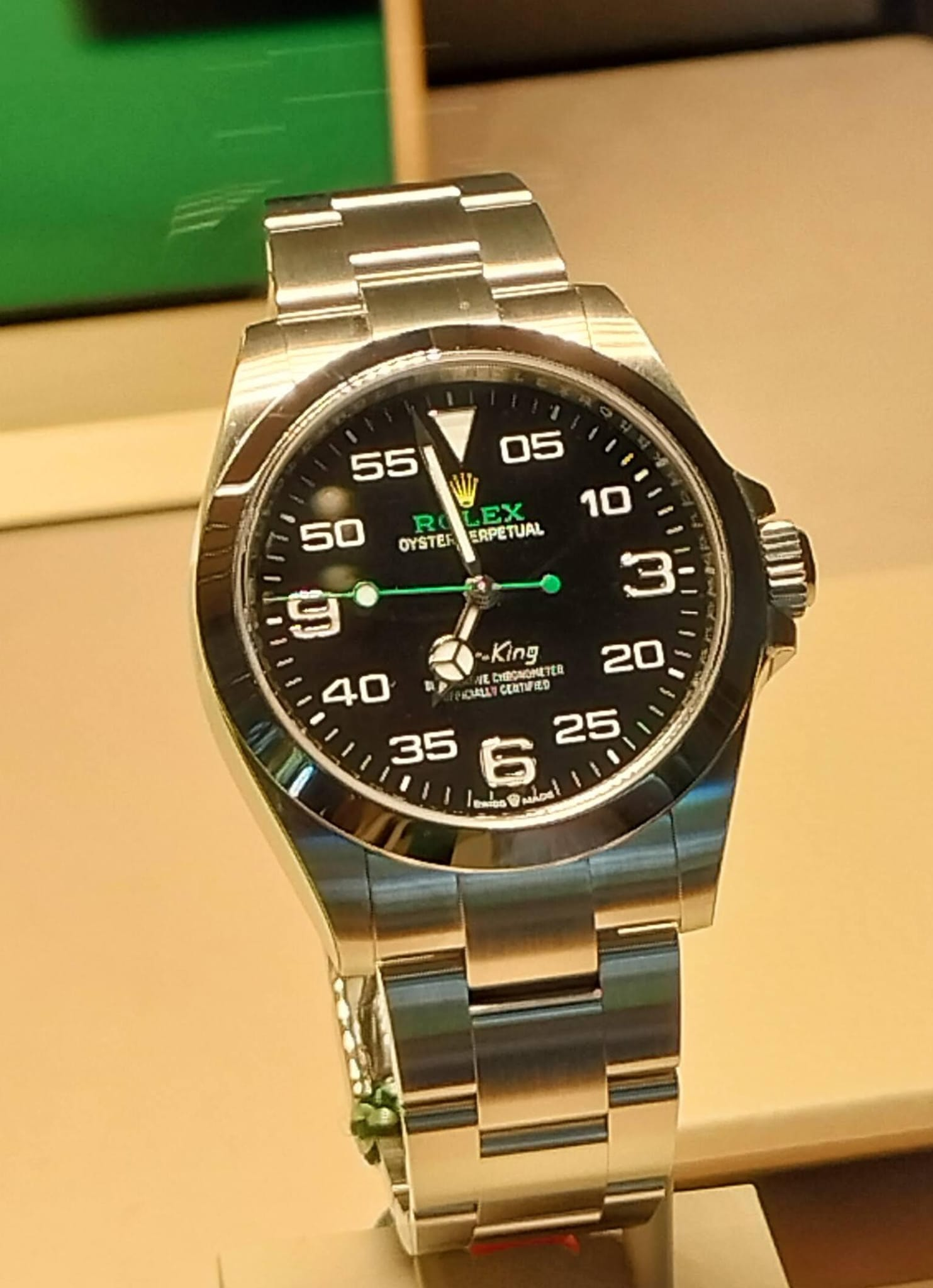
Rolex Air-King ref. 126900, risalente al 2022. Le principali differenze con il precedente modello sono ravvisabili nel numero 0 davanti al 5 ad ore 1 e la presenza delle spallette proteggi corona.

Nel 2021 per il cinquantesimo anniversario dal lancio dell'Explorer II la cassa di quest'ultimo (ref. 226570, che sostituisce la precedente ref. 216570, in commercio dal 2011) è stata leggermente rivisitata, mentre la più grande differenza sta nell'adozione del movimento Rolex 3285, già montato sui GMT-Master II.
Nel 2022 è stato realizzato il primo GMT-Master II con corona di carica a ore 9 e lunetta bicolore nera e verde (ref. 126720VTNR), inoltre l'Air King (ref. 126900) beneficia di qualche aggiornamento estetico, come le spallette proteggicorona (assenti nella precedente ref. 116900 del 2016) e un nuovo movimento (il Rolex 3230, lanciato nel 2020, che sostituisce il 3131, e che alimenta anche le ultime generazioni di Submariner no date, Oyster Perpetual, Explorer e Sea-Dweller).
Nel 2022 viene proposto al pubblico il Rolex Deepsea Challenge (ref. 126067), in grado di raggiungere gli 11000 metri di profondità. La particolarità di questo segnatempo, oltre alle dimensioni (ben 50 millimetri di diametro), è l'utilizzo, per la prima volta in casa Rolex, del titanio (ribattezzato titanio RLX).
Sempre nel 2022 è stata interrotta la produzione del Rolex Pearlmaster.

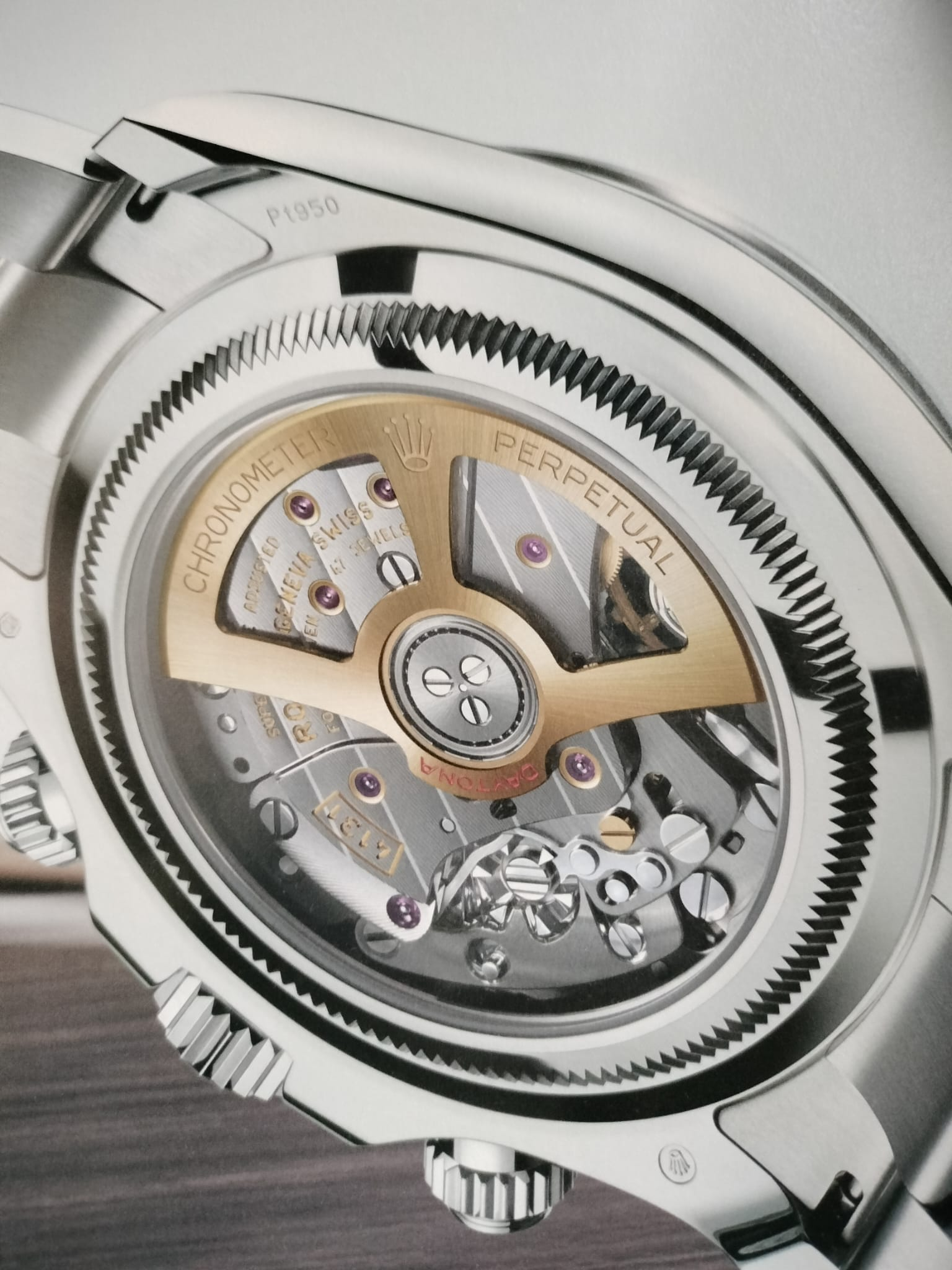
Nel 2024 per la prima volta su un Daytona il fondello è trasparente e mette in mostra il calibro Rolex 4131. Il fondello trasparente si trova sulla versione in platino (ref. 126506) e sul modello Daytona Le Mans (ref. 126529LN).

Nel 2023 Rolex ha presentato diverse novità, come il nuovo Daytona(ref. 126500), che ha festeggiato i sessant'anni, con nuovo movimento automatico di manifattura, denominato 4131, che sostituisce il precedente 4130, incassato a partire dal 2000, a sua volta in sostituzione del calibro derivato dallo Zenith El Primero (montato con l'avvento delle prime referenze a cinque cifre, come la 16520). Inoltre sul modello in platino, per la prima volta, il fondello è trasparente (mancava dai tempi del Cellini Prince) e consente la vista del nuovo movimento, che ora presenta una nuova massa oscillante ridisegnata e dei ponti più decorati. Per celebrare la centesima 24 ore di Le Mans, inoltre, è stato realizzato un Daytona celebrativo (ref. 126529LN) con il numero 100 sulla scala tachimetrica colorato in rosso, il fondello decorato e un chiaro riferimento ai modelli del passato, con la presenza degli indici dei subdials quadrati (era così sulle reff. 6239, 6241 e 6264). Anche per questo motivo, questo nuovo Daytona Le Mans è stato ribattezzato "Nuovo Paul Newman".

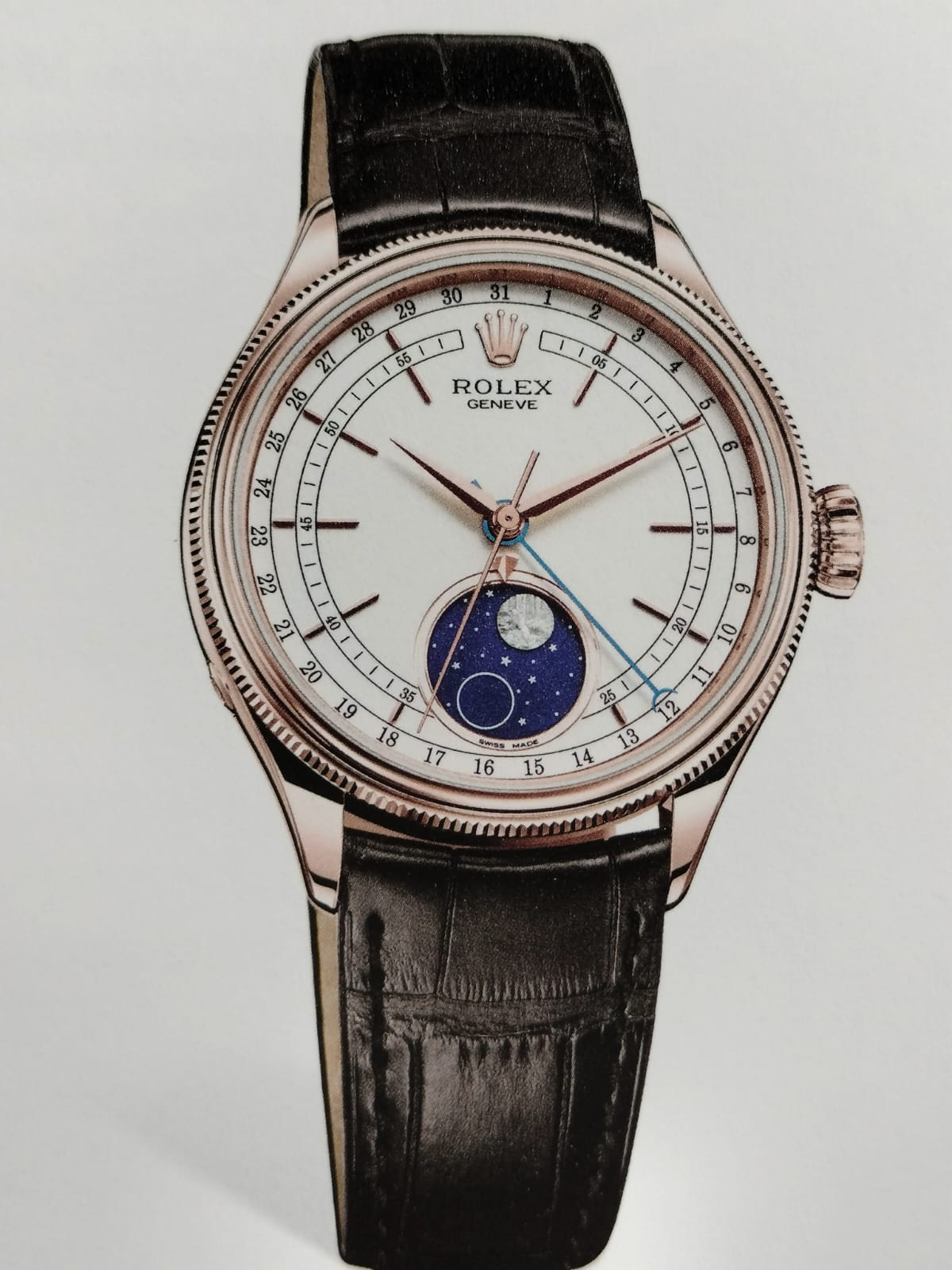
Rolex Cellini Moonphase ref. 50535, ultima referenza Cellini ad uscire di produzione

Altra novità del 2023 è il modello 1908, classico ed elegante, con cassa Oyster (impermeabile a 50 metri) in oro giallo (ref. 52508) o bianco (ref. 52509) e fondello trasparente, che riprende le forme dell'"Ovettone" degli anni Trenta del Novecento e del primissimo Oyster Perpetual. Il nome è dedicato all'anno di fondazione di Rolex. Il 1908 porta con sé anche un nuovo movimento, chiamato 7140. L'introduzione di questo modello porta invece all'uscita dal listino della collezione Cellini, che era rimasto a catalogo con l'unico modello Cellini Moonphase ref. 50535. Oltre al Cellini, nel 2023 è stato discontinuato anche lo storico modello Milgauss.
Infine lo stesso anno Rolex ha acquisito Bucherer, azienda svizzera di vendita e produzione di orologi, che collaborava con la maison coronata da circa cent'anni. A seguito di questa storica acquisizione, Rolex ha lanciato il Rolex Certified Pre-Owner, un programma di vendita di orologi secondo polso marchiati Rolex completamente revisionati e certificati dalla casa madre.

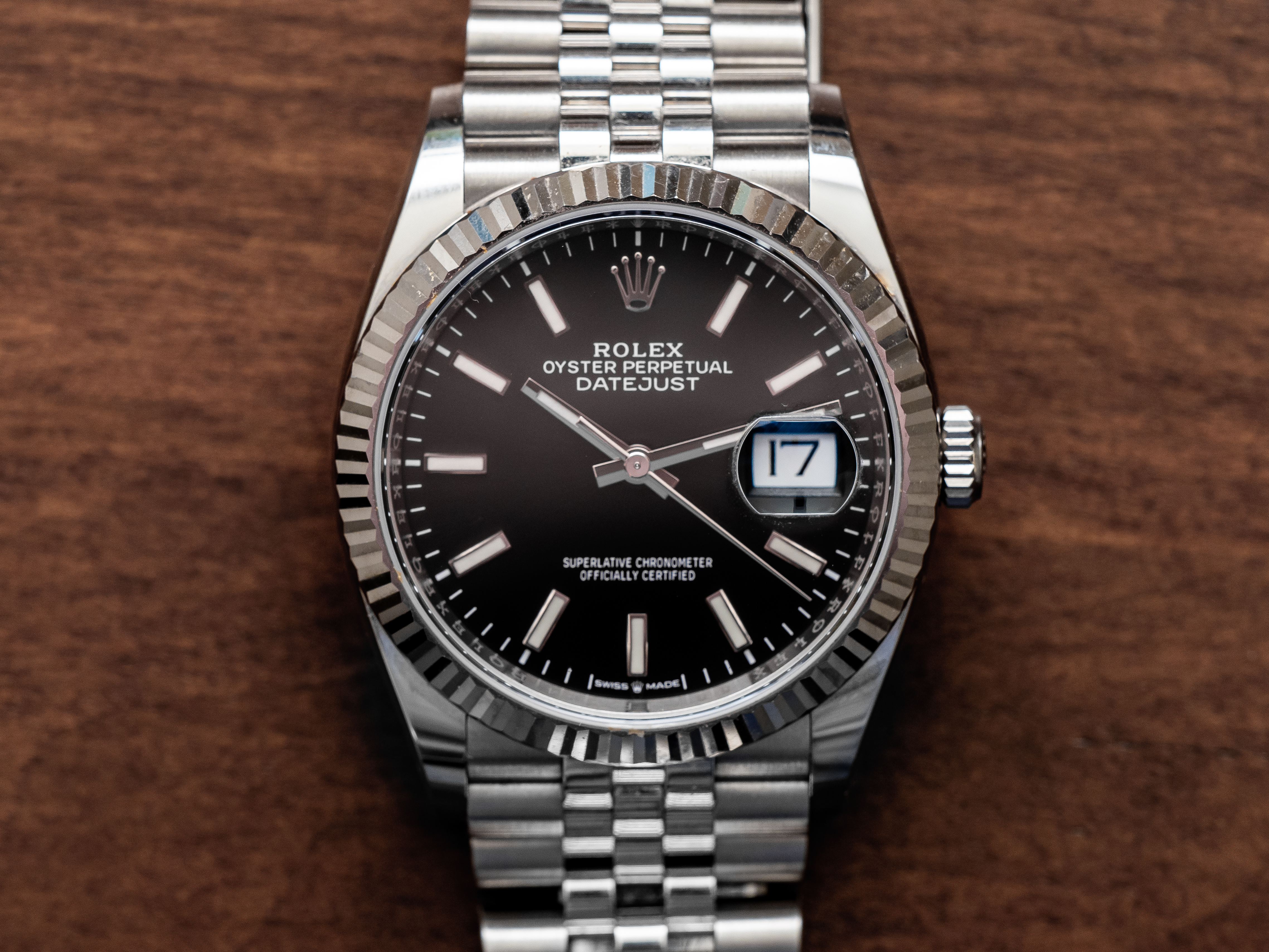
Rolex Datejust ref. 126234, 2024

Sullo Yacht-Master, inoltre, viene usato il titanio grado 5, seguendo quando fatto l'anno prima sul Deepsea Challenge.
Nel 2024 per la prima volta viene proposto un Rolex Deepsea tutto oro (ref. 136668LB).
Il medesimo anno viene sostituito il CEO di Rolex: Jean-Frédéric Dufour (ex CEO di Zenith e già impegnato in Blancpain, Ulysse Nardin e Chopard) prende il posto dell'italiano Gian Riccardo Marini.
A Waches & Wonders 2025 Rolex ha presentato un modello completamente nuovo: si tratta del Land-Dweller, un everyday watch con molte novità e numerosi richiami a modelli del passato: il bracciale integrato rimanda all'Oysterquartz ormai non più in produzione dal 2001, i numeri arabi al 6 e al 9 richiamano l'Explorer, la trama del quadrante a nido d'ape è un collegamento ad un disegno del quadrante del Datejust, mentre il bracciale è una rivisitazione del Jubilée (chiamato Flat Jubilée), ma con le maglie piatte per potersi raccordare meglio alla cassa.
Il Land-Dweller (proposto in due misure da 36 e da 40 mm) introduce anche un nuovo calibro: si tratta del Rolex 7135 di manifattura, caratterizzato dall'essere il primo movimento della Maison dotato di alta frequenza (5 Hz, ovvero 36.000 alternanze/orarie) e dotato di nuovo scappamento brevettato Dynapulse, in silicio e con nuova architettura, che Rolex definisce più efficiente e più resistente ai campi magnetici rispetto al tradizionale scappamento ad ancora svizzero. Il fondello dell'orologio è a vista, per la prima volta in assoluto su un modello in Rolesor bianco. Le varianti di materiale sono tre: Rolesor bianco (acciaio e oro bianco), Everose (oro rosa) e platino.
Altri modelli presentati al Watches & Wonders 2025 sono: un GMT-Master II con ghiera nera e verde, quadrante verde brillante e oro bianco per cassa e bracciale; un GMT-Master II interamente in oro Everose con quadrante in occhio di ferro (soprannominato "Tiger Iron"), una pietra naturale di nuova applicazione per Rolex che unisce occhio di tigre, diaspro rosso ed ematite. Sono stati inoltre lanciati tre nuovi quadranti per Oyster Perpetual con tonalità pastello (lilla per il 28, beige per il 36 e verde salvia per il 41); un nuovo Daytona in oro giallo con bracciale Oysterflex e quadrante color turchese; uno Sky-Dweller interamente in oro giallo e quadrante verde; un Datejust tutto in oro giallo con quadrante rosso degradé e diamanti; ed infine un 1908 anch'esso interamente in oro giallo, con un inedito bracciale a 7 file chiamato Settimo.

## Modelli e tipi

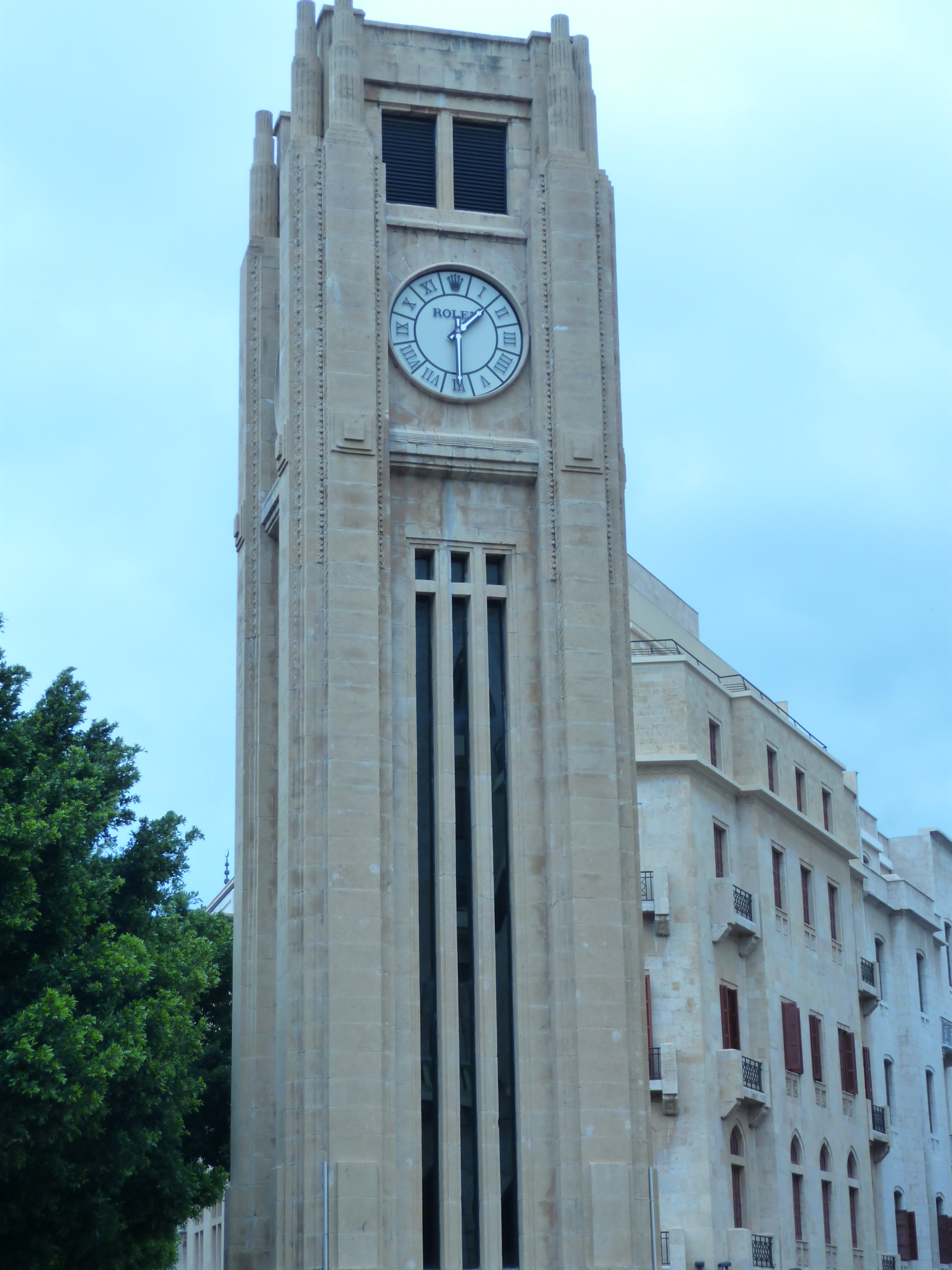
Non solo orologi da polso. Torre dell'orologio, con orologio Rolex, in Place de L'Etoile, Beirut.

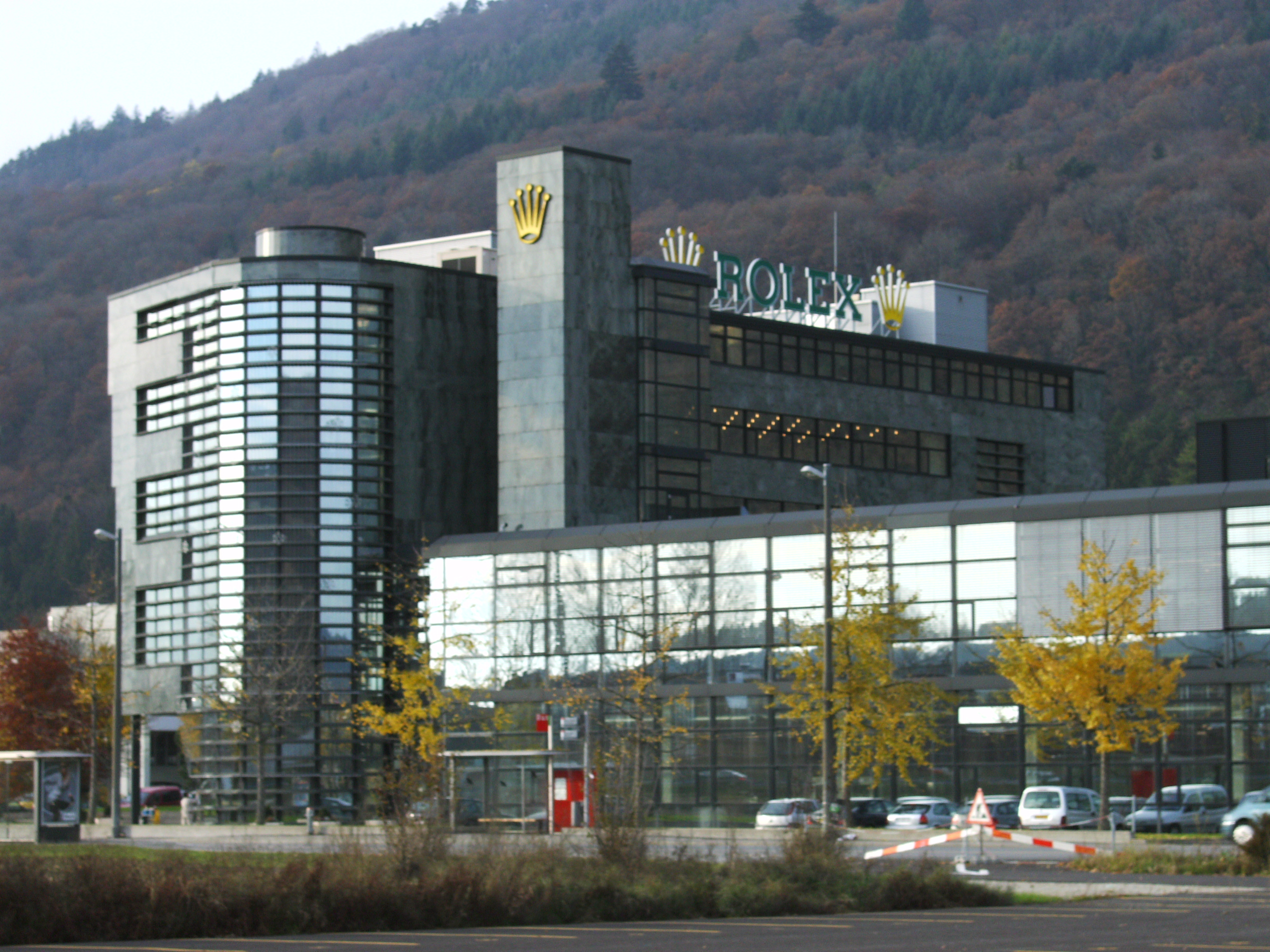
Stabilimento Rolex a Bienne.

Alcuni modelli e tipi di Rolex (in ordine alfabetico):
- 1908
- Air King
- Day-Date
- Datejust II
- Daytona
- Explorer I
- Explorer II
- GMT-Master II (lunetta in ceramica)
- Land-Dweller
- Oyster Perpetual
- Sea-Dweller
- Sky Dweller
- Submariner
- Yacht-Master I
- Yacht-Master II

Modelli fuori produzione (in ordine alfabetico):
- Cellini (dal 2023)
- GMT-Master I (dal 2000)
- Milgauss (dal 2023)
- Oysterquartz (dal 2001)
- Oyster Perpetual Tru-Beat (da fine anni '50)
- Oyster Veriflat (da inizio anni '60)
- Oyster Perpetual Zephyr (da metà anni '70)
- Pearlmaster (dal 2022)
- Prince (dal 2015)
- Turn-O-Graph (dal 2011)

Gli orologi in acciaio inossidabile sono diventati tra i modelli più ricercati. Tra i modelli professionali subacquei il Sea-Dweller Deepsea rappresenta la massima espressione in merito alle performance di immersione. Esso ha una valvola automatica per l'espulsione dell'elio sul fianco sinistro; finitura della carrure lucida sui fianchi e satinata in alto; lunetta girevole unidirezionale graduata da 0 a 60; vetro zaffiro piano con spessore maggiorato; corona a vite di tipo Triplock con alette laterali di protezione; fondello in titanio, serrato a vite.
L'orologio Rolex Sea-Dweller Deepsea ha movimento meccanico a carica automatica di manifattura Rolex, calibro 3135, 31 rubini, bilanciere a quattro bracci in Glucydur con sistema di regolazione inerziale Microstella, 28.800 alternanze/ora, sistema antichoc Kif; cronometro certificato COSC, finitura dei ponti a perlage, quadrante nero, indici applicati in oro bianco, con campitura interna Superluminova; lancette Mercedes in oro bianco, scheletrate e luminescenti; secondi continui al centro e datario a finestrella al 3.
L'impermeabilità di questo Rolex è garantita fino 3.900 metri (contro i 300 del Submariner e i 1.200 del Sea-Dweller 4000) e non ha la lente d'ingrandimento per la data che potrebbe limitare la lettura dell'ora e a rischio nei colpi frontali; il bracciale di tipo Oyster in acciaio satinato ha la chiusura Fliplock a doppia sicurezza personalizzata.
I primi bracciali per i Rolex Oyster erano chiamati Jubilee, Oyster e President, a cui è seguito il bracciale Pearlmaster utilizzato esclusivamente per l'omonima collezione ed oggi non più prodotto. Recentemente è stato proposta una variante del Jubilée chiamata Flat Jubilée per il modello Land-Dweller, ed il bracciale Settimo, caratterizzato da sette file di maglie per il modello 1908. Gli orologi "eleganti" fanno parte della linea Cellini. Al fine di mettere in commercio orologi meno costosi terza fascia di orologi, ma comunque di buona qualità, venne creata dal fondatore, Hans Wilsdorf, Tudor. Da anni Tudor produce modelli differenti dai Rolex senza più utilizzarne parti comuni.

## Rolex e James Bond
James Bond, il personaggio di Ian Fleming, ha indossato diversi Rolex, non soltanto nei film, ma anche nei libri: nel romanzo "Vivi e lascia morire" del 1954, infatti, lo scrittore specificò per la prima volta che l'agente segreto indossava un Rolex.
Nei film il cui protagonista era interpretato da Sean Connery, l'agente portava al polso un Rolex Submariner ref. 6538 (visibile in "Licenza di Uccidere" del 1962) senza datario, privo di spallette proteggi corona e con cinturino in tessuto militare.
Anche George Lazenby utilizzò un Submariner, stavolta la ref. 5513, nella pellicola "Al servizio segreto di Sua Maestà", risalente al 1969, oltre ad un Rolex ref. 6238 noto anche tra gli appassionati con il soprannome di "Pre-Daytona".
Pure Roger Moore, in "Vivi e lascia morire" del 1973 indossava un Submariner ref. 5513.
Nei film successivi con Pierce Brosnan e quelli con Daniel Craig, l'orologio divenne un Omega Seamaster, in seguito alla partnership del marchio Omega con i produttori dei film per la promozione dei propri orologi.
Timothy Dalton in "Vendetta Privata" (1989) utilizzò un Submariner. Fu l'ultima apparizione di un Rolex al polso di un Agente 007.

## Soprannomi dei modelli Rolex
Nei decenni, gli appassionati hanno attribuito molti soprannomi a diversi orologi (o parti di essi) per via delle loro caratteristiche intrinseche, o perché sono stati indossati da personaggi famosi che li hanno consegnati alla storia. Questi nomignoli spesso sono talmente legati ai segnatempo che vengono definiti così anche dai rivenditori e presso gli addetti ai lavori. Ecco alcuni esempi:
- GMT-Master "Pussy Galore"[123] (ref. 6542 con ghiera bicolore blu e rossa in bachelite, così chiamato perché visto al polso di Pussy Galore, alleata di Goldfinger e nemica di James Bond).
- GMT-Master "Pink Panther" o "Fuchsia" (ref. 1675 con colore della ghiera virato)[124]Rolex GMT-Master ref. 1675 "Pink Panther"

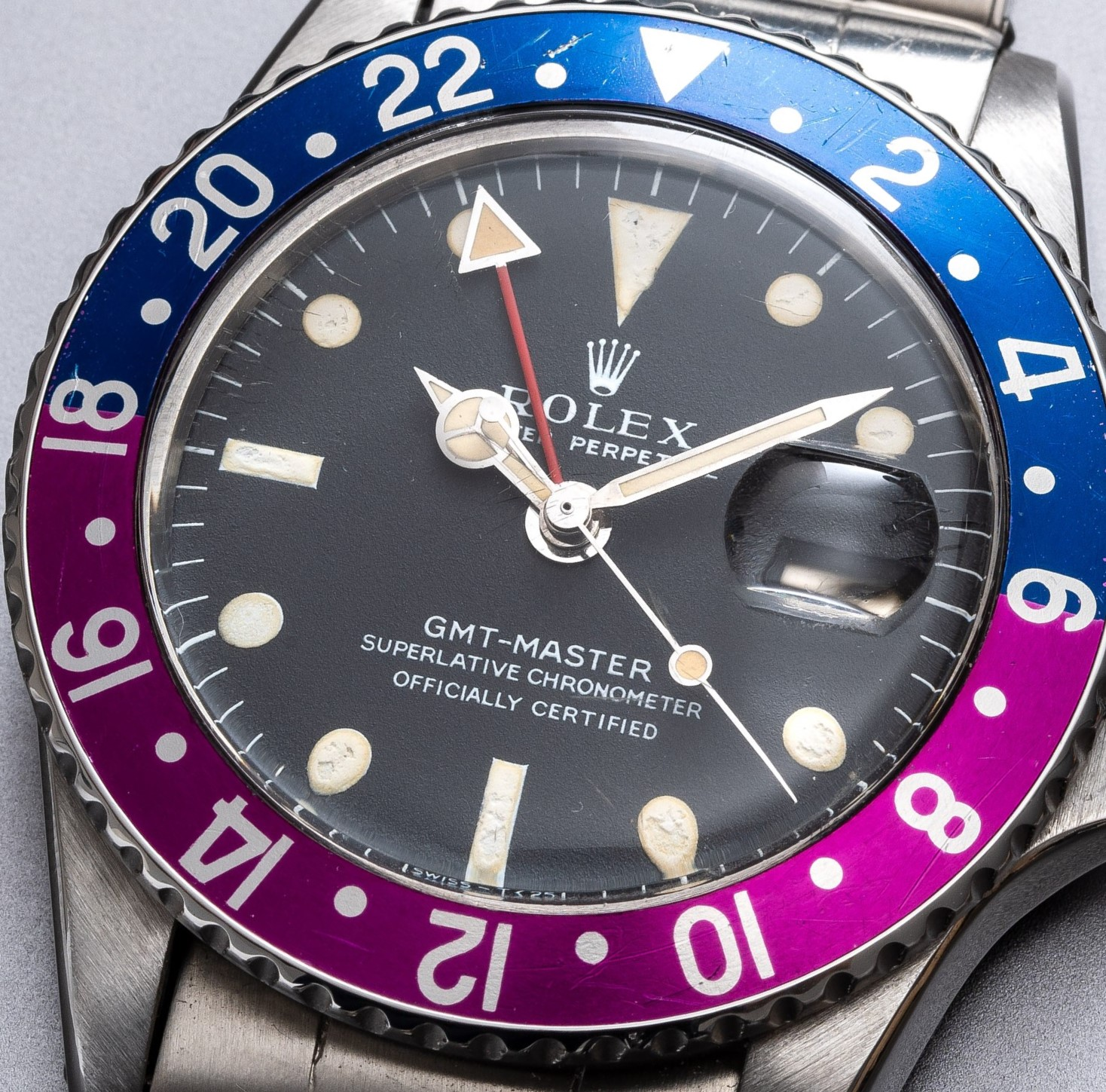
Rolex GMT-Master ref. 1675 "Pink Panther"

- GMT-Master "Blueberry" (ref. 1675, lunetta blu)
- GMT-Master "Root beer" (reff. 1675, 16713, 126711CHNR, 126715CHNR: lunetta gialla e marrone, poi nera e marrone)Rolex GMT-Master "Root Beer" ref. 16753

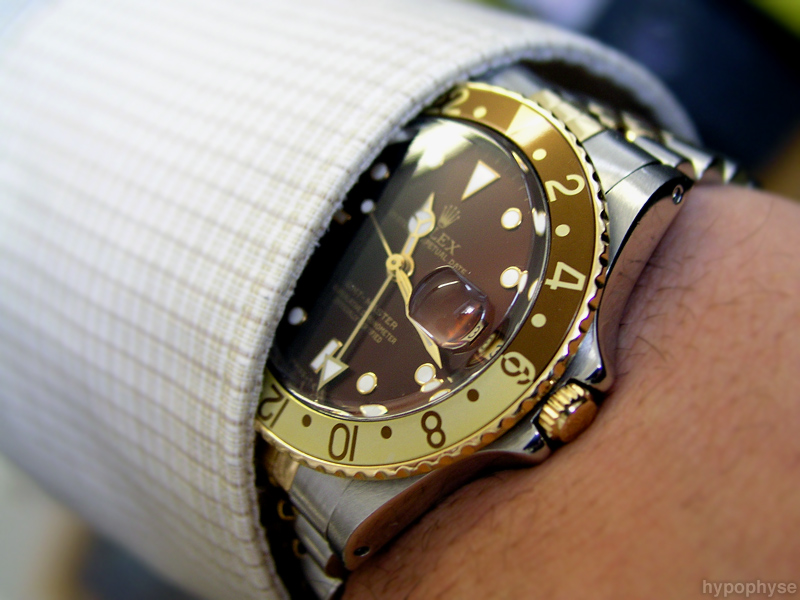
Rolex GMT-Master "Root Beer" ref. 16753

- GMT-Master "Concorde" (ref. 1675: cassa in oro giallo, quadrante e lunetta marrone, chiamato così perché apparso su un manifesto pubblicitario di Rolex in cui si parlava del Concorde[125])
- GMT-Master "Long E" (ref. 1675: così chiamato perché l'asta centrale della lettera E presenta una lunghezza maggiore rispetto a quella di altri modelli coevi[126][127]. È stato realizzato in pochi esemplari tra la fine degli anni Sessanta e i primi Settanta solo sui modelli in acciaio con ghiera "Pepsi")Quadrante "tropical" di Rolex GMT-Master ref. 1675 "Long E"

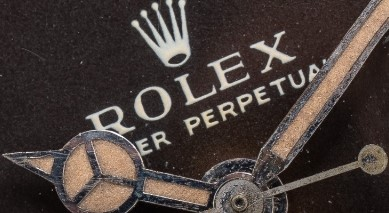
Quadrante "tropical" di Rolex GMT-Master ref. 1675 "Long E"

- GMT-Master "Coke" (ref. 16710 e 16760 lunetta in alluminio rossa e nera. La ref. 16760 è denominata anche "Fat lady" per lo spessore della cassa)Rolex GMT-Master II ref. 16710 "Coke"

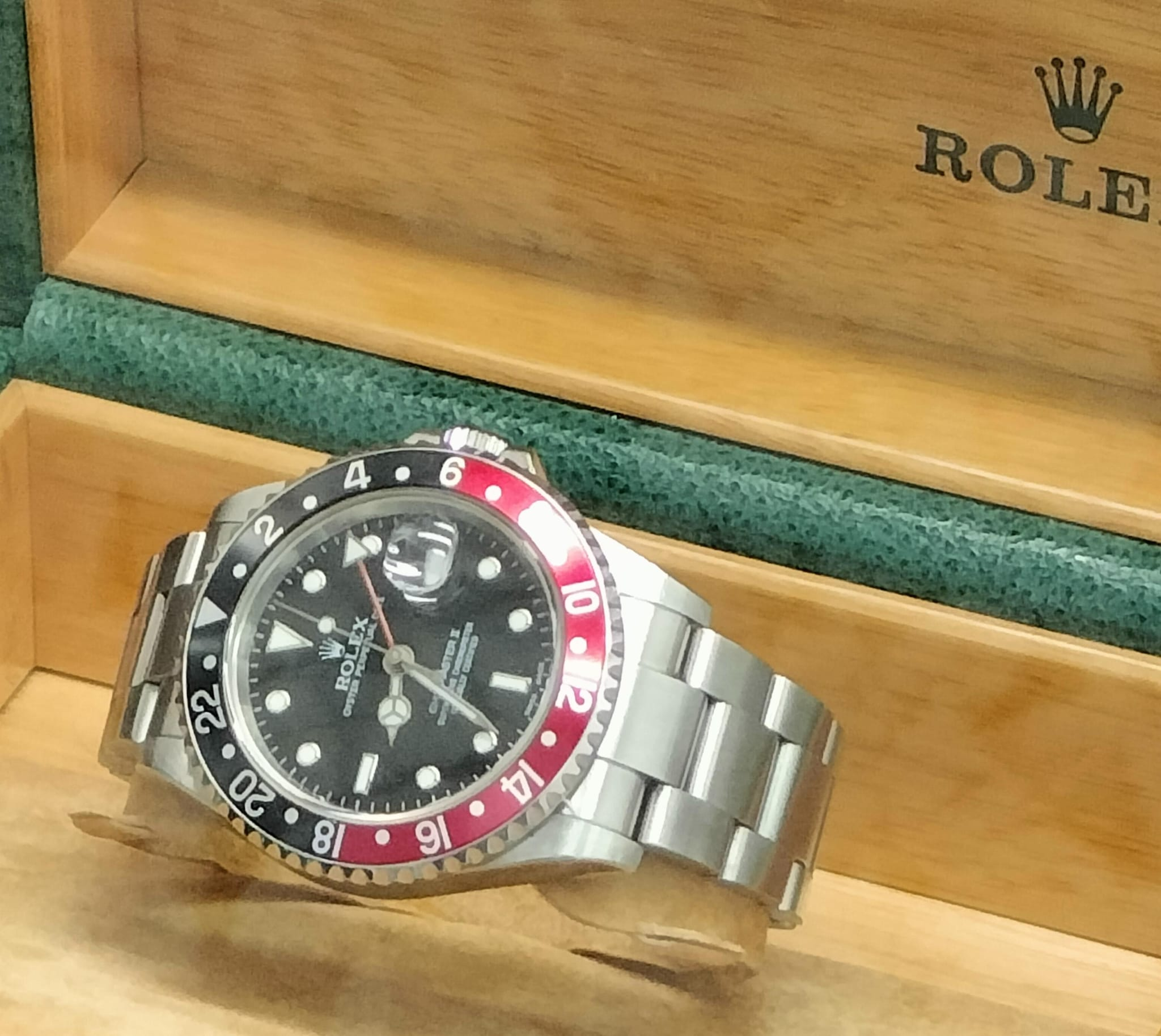
Rolex GMT-Master II ref. 16710 "Coke"

- GMT-Master "Pepsi" (lunetta rossa e blu)
- GMT-Master "Batman" (ref. 116710BLNR e 126710BLNR, lunetta ceramica blu e nera, bracciale Oyster)Rolex GMT-Master II "Batman" ref. 116710BLNR

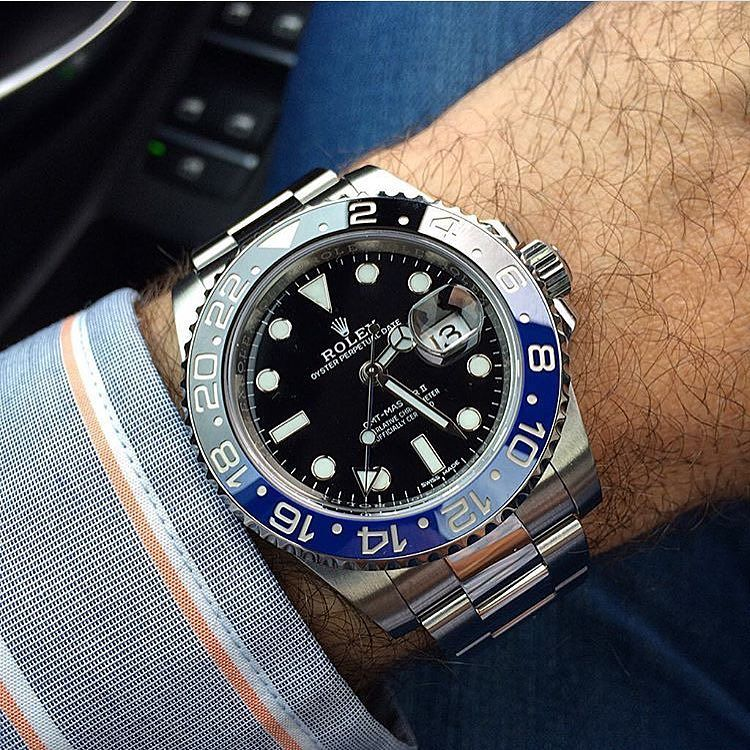
Rolex GMT-Master II "Batman" ref. 116710BLNR

- GMT-Master II "Batgirl" (ref. 126710BLNR, lunetta ceramica blu e nera, bracciale Jubilée)
- GMT-Master II "Fat Lady" (ref. 16760, per via della cassa spessa)
- GMT-Master II "Sprite" (ref. 126710GRNR, lunetta verde e nera, corona di carica a ore 9)
- GMT-Master II "Bruce Wayne" o "Phantom" (ref. 126710GRNR, lunetta grigia e nera)
- GMT-Master II "Ice" (ref. 116769TBR: variante assai rara interamente in oro bianco ricoperta di diamanti, per un totale di oltre 30 carati).
- GMT-Master II "Tiger Iron" (ref. 126715CHNR: il quadrante è in occhio di ferro, una pietra naturale che combina l'occhio di tigre, il diaspro rosso e l'ematite )[128]
- Datejust "Wimbledon" (quadrante color ardesia, numeri romani verdi), così chiamato per essere stato indossato da Roger Federer al Torneo Wimbledon 2017[129]Rolex Datejust con quadrante Wimbledon

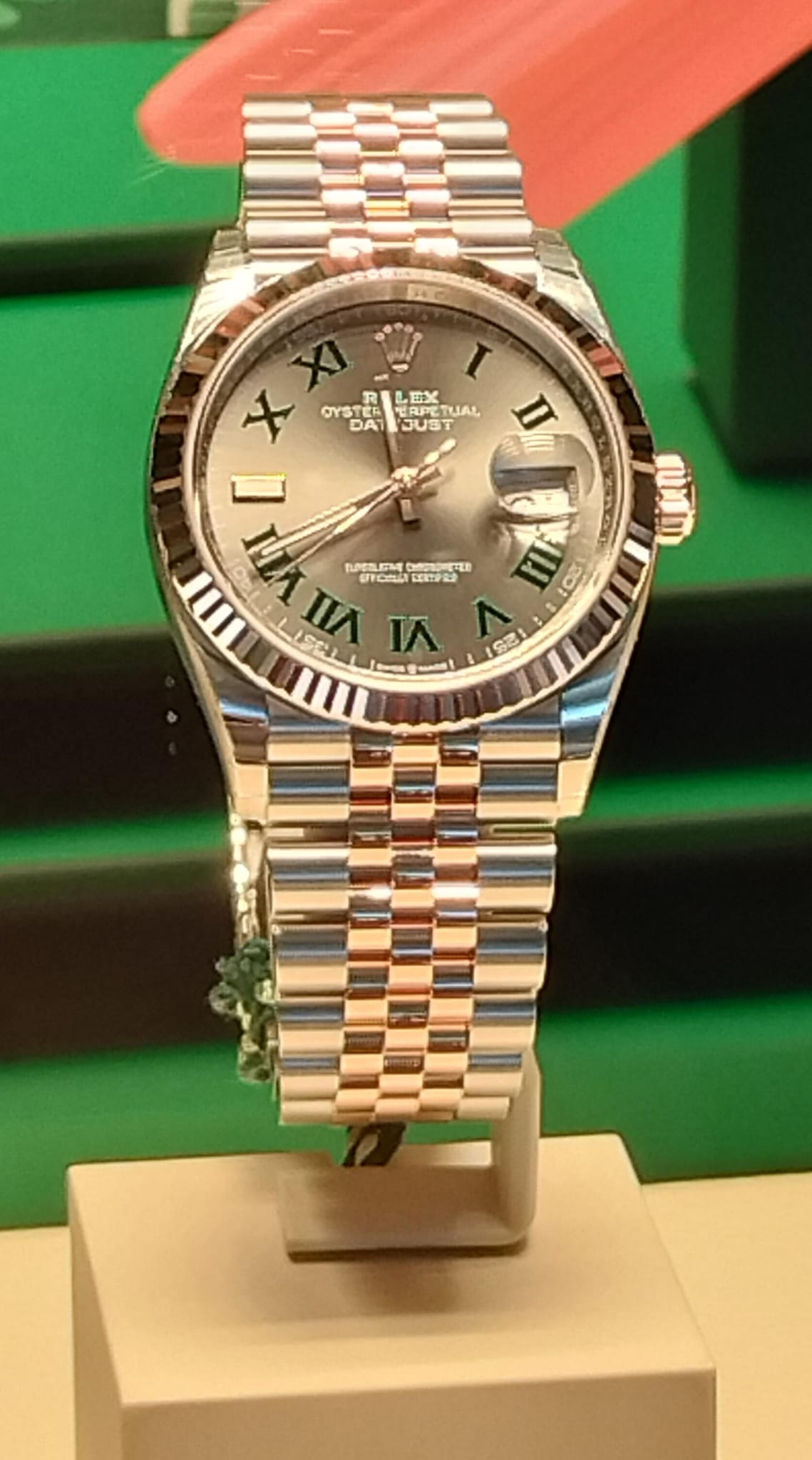
Rolex Datejust con quadrante Wimbledon

- Datejust "Millerighe" (ref. 1503) e Oyster Perpetual "Millerighe" (ref. 1005): contraddistinti dalla lunetta zigrinata con scanalature molto più sottili e ravvicinate.
- Day-Date "Puzzle" (con quadrante puzzle multicolore in smalto champlevé, con cassa 36 mm in oro giallo ref. 128238, oro bianco ref. 128239 o Everose ref. 128235. Inoltre la finestra a ore 12, anziché indicare i giorni della settimana, riporta le parole "Happy", "Eternity", "Gratitude", "Peace", "Faith", "Love" e "Hope")[130]
- Day-Date "60th Anniversary" (in oro Everose ref. 228235 o in oro bianco ref. 228239 con quadrante verde e indici romani applicati)
- Daytona "Paul Newman" (ref. 6239). Il termine Paul Newman viene però utilizzato anche per indicare il tipo di quadrante su referenze diverse.
- Daytona "Underline" (ref. 6239, caratterizzato da una piccola linea al di sotto della parola Cosmograph)
- Daytona "Millerighe" (ref. 6240, così chiamato per la presenza di pulsanti a vite con zigrinatura molto più stretta rispetto agli altri modelli)
- Daytona "Neanderthal" (ref. 6240): orologio "Frankenstein", realizzato con parti non coeve[131].
- Daytona "Paul Newman Musketeer" (ref. 6262: differente estetica dei subdials rispetto al classico 6262. Nel "Musketeer", infatti, i cerchi concentrici decorano i sottoquadranti solo per i due terzi, mentre la parte più esterna è liscia ed inclinata[132]. Si tratta sostanzialmente di una ref. 6262 con il quadrante simile a quello presente sulla ref. 6239).
- Daytona "Unicorn" (ref. 6265): un Daytona in oro bianco che però si è rivelato essere un "Frankenstein", cioè di un assemblaggio con parti non originali.
- Daytona "John Player Special" (oro giallo, quadrante reverse panda, rehaut champagne, lunetta nera, reff. 6241-6264, così chiamato perché richiama i colori dell'omonima azienda di tabacchi)
- Daytona "Big Red" (reff. 6263 e 6265, scritta "Daytona" in rosso di dimensioni maggiorate)Rolex Daytona "Big Red", ref. 6265

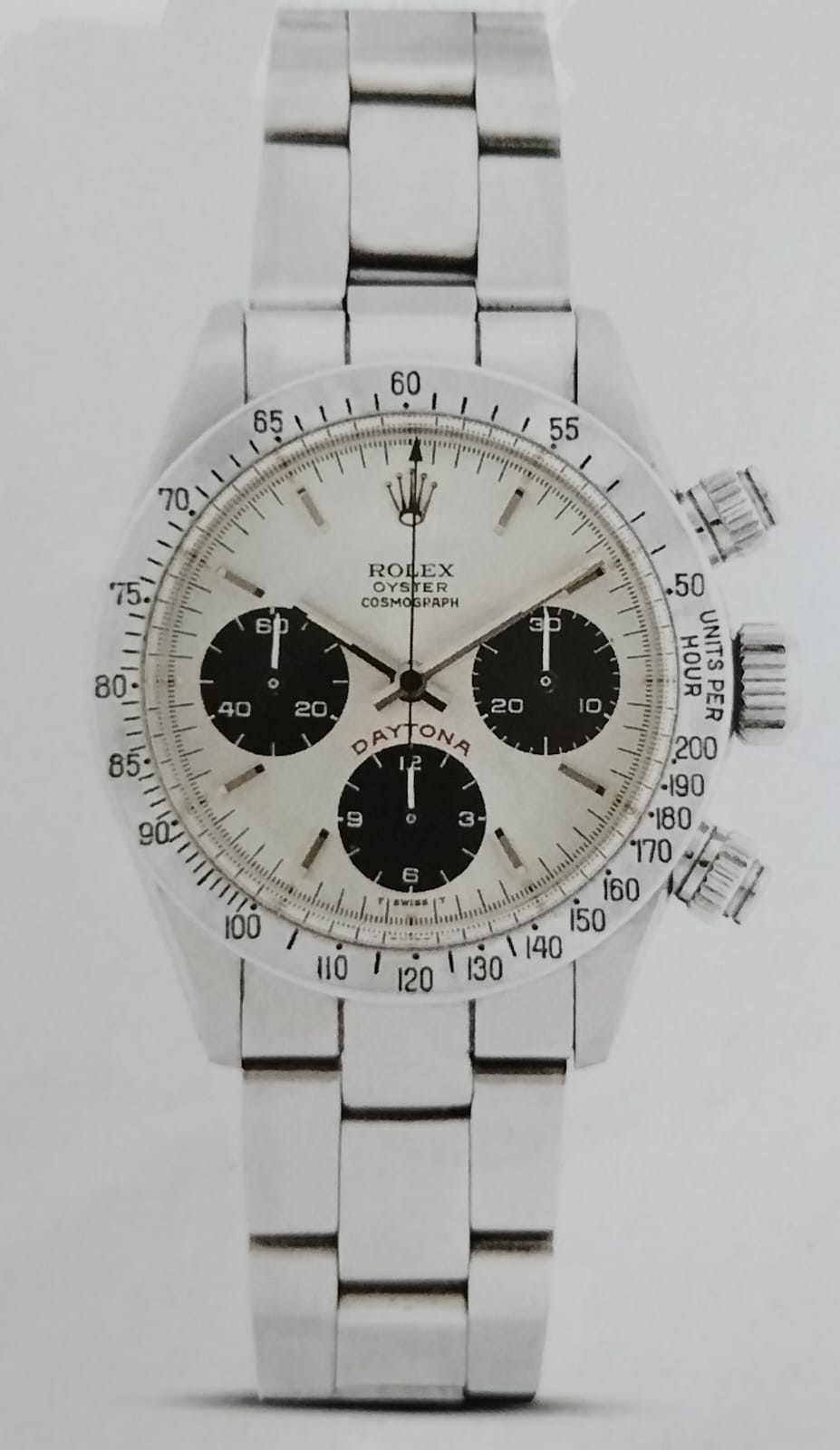
Rolex Daytona "Big Red", ref. 6265

- Daytona "Lemon dial"[133] (reff. 6263 e 6264: il quadrante è una variante del "Paul Newman dial" contraddistinto dalla predominanza del color giallo).
- Daytona "Desert Eagle" (ref. 6263, con logo degli Emirati Arabi Uniti)
- Daytona "Oyster sotto" (ref. 6263 in cui la scritta Oyster è posizionata al di sotto della scritta Cosmograph)
- Daytona "End Game" (ref. 6270)
- Daytona "Beach" (ref. 116519: cassa in oro bianco e quattro varianti di colore disponibili: verde, azzurro, giallo e rosa. Il cinturino in pelle e la scatola è dello stesso colore del quadrante)[134].
- Daytona "Patrizzi" (alcuni Daytona con ref. 16520 i cui sottoquadranti hanno avuto un cambiamento nella colorazione. Il nome deriva da Osvaldo Patrizzi, l'esperto e battitore d'asta che per primo si accorse del fenomeno)
- Daytona "John Mayer" (ref. 116508, in oro giallo e quadrante verde)
- Daytona "Eye of the tiger" (reff. 116588 e 116598: quadrante laccato nero e intarsiato da 243 diamanti)
- Daytona "Leopard" (ref. 116598SACO: quadrante stampa leopardata, indici diamante, ghiera in zaffiri color cognac, cassa in oro, cinturino in pelle con stampa leopardata)[135]
- Daytona "Pikachu" (ref. 116518LN e 126518LN: cassa oro giallo, quadrante champagne, cinturino Oysterflex. Ribattezzato "Pikachu" per l'abbinamento di colore giallo e nero tipico della mascotte dei Pokémon).
- Daytona "Platona" (ref. 116506: primo Rolex Daytona in platino)
- Daytona "Le Mans" (o "Nuovo Paul Newman") (ref. 126529LN in oro bianco, configurazione reverse panda, con il numero 100 sulla scala tachimetrica realizzato in rosso, per celebrare i cent'anni della 24 Ore di Le Mans).
- Explorer "Blackout" (ref. 14270 risalente al 1990-1991 circa in cui i numeri 3, 6 e 9 anziché essere riempiti di pasta luminescente sono riempiti di smalto nero)
- Explorer II "Freccione" o "Steve McQueen" (ref. 1655, chiamato "Steve McQueen" in quanto indossato da quest'ultimo nel film "La grande fuga")
- Explorer II "Pannone" (ref. 16550: alcuni esemplari con quadrante bianco, durante il passare del tempo, hanno virato il loro colore assumendo una tonalità crema, che ha attribuito il soprannome "Pannone")Rolex Explorer II ref. 16550 "Pannone", metà anni Ottanta

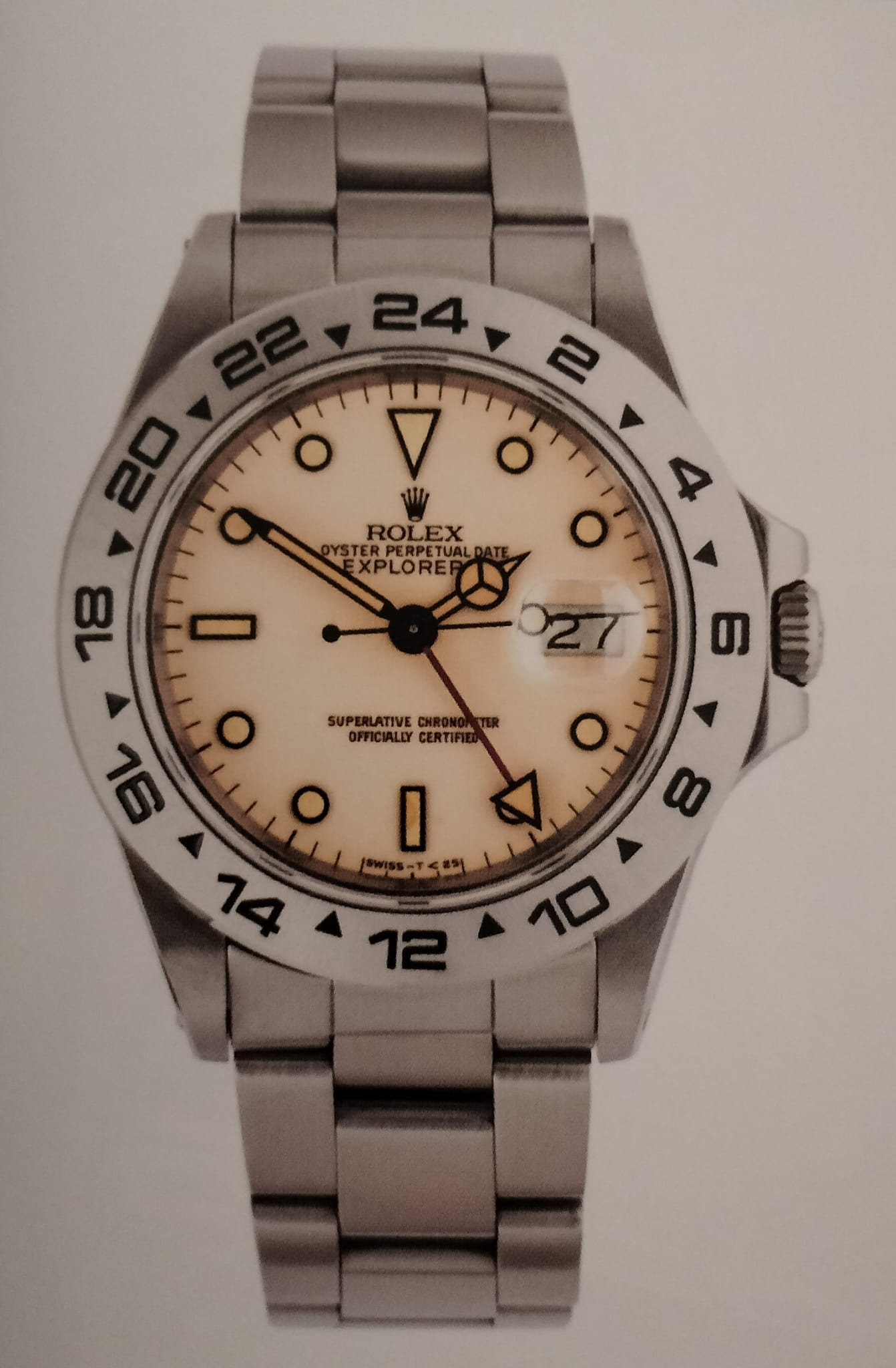
Rolex Explorer II ref. 16550 "Pannone", metà anni Ottanta

- Explorer II "Polar dial" (reff. 16550, 16570 e 216570, per via del quadrante color bianco ottico)
- Explorer II "Chicchi di mais" (ref. 16570, con indici virati al giallo)
- Oyster Perpetual "Celebration" (reff. 277200, 126000, 124300 con quadrante turchese con intarsi rosa, gialli, verdi e rossi)Rolex Oyster Perpetual con quadrante Celebration

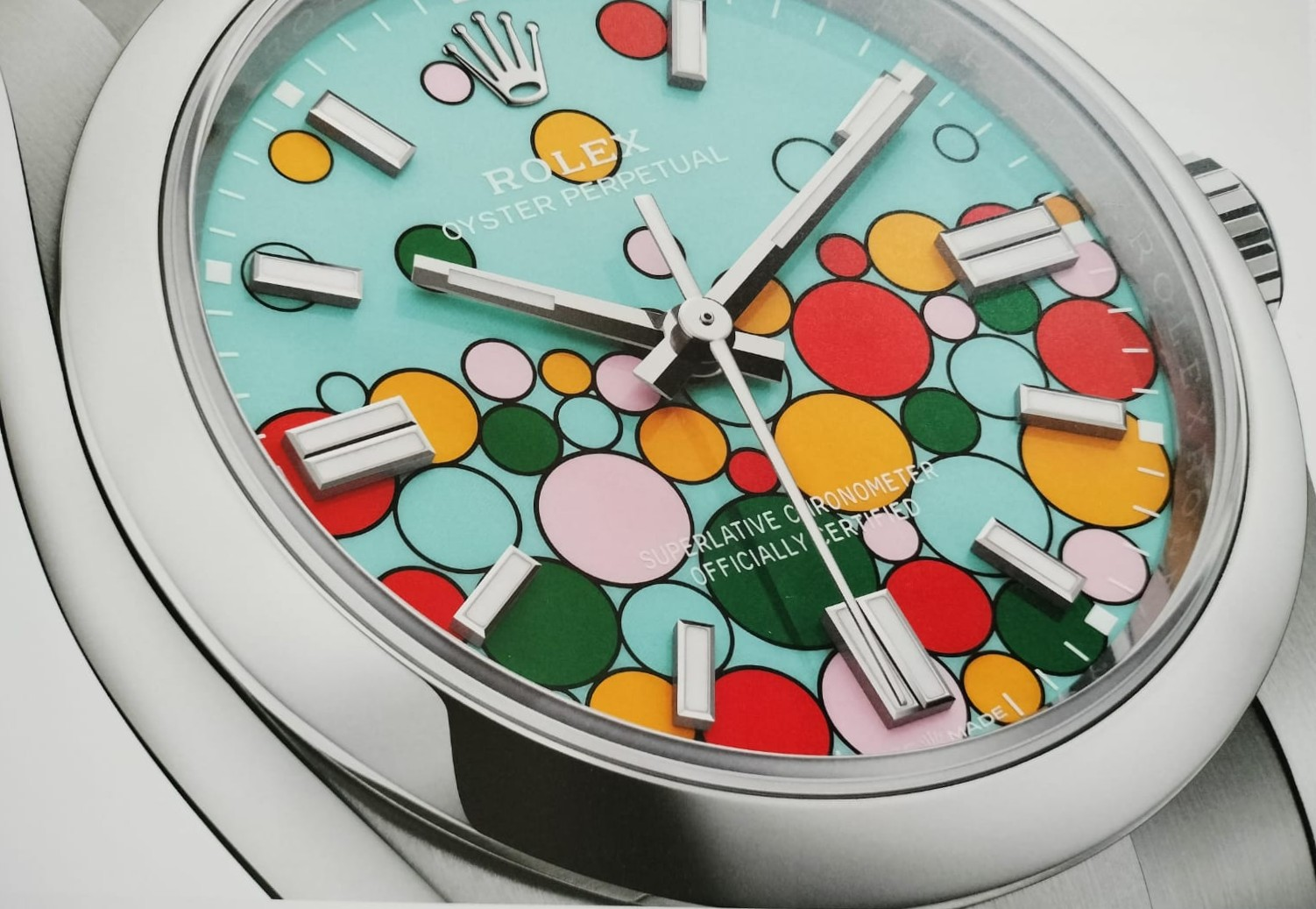
Rolex Oyster Perpetual con quadrante Celebration

- Submariner "Explorer dial" (ref. 6200, 5512, 5513): si tratta di un Submariner assai raro contraddistinto dalla presenza dei numeri arabi 3, 6 e 9 come sul quadrante del Rolex Explorer.
- Submariner "Big Crown" (in italiano "Coroncione": ref. 6200, 6538, 5510): per via della corona di carica "Brevet" di dimensioni maggiorate da 8 millimetri di diametro.
- Submariner "Bond" o "James Bond Submariner" (ref. 6538): è stata la prima referenza di Submariner al polso di James Bond, interpretato da Sean Connery nei film Licenza di uccidere, Dalla Russia con amore e Goldfinger.
- Submariner "Bart Simpson": la forma del logo Rolex (la corona a cinque punte) assomiglia ai capelli del personaggio della serie animata.Particolare del logo Rolex che attribuisce il soprannome "Bart Simpson" a questo Submariner ref. 5513

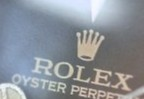
Particolare del logo Rolex che attribuisce il soprannome "Bart Simpson" a questo Submariner ref. 5513

- Submariner "Scritta rossa" (ref. 1680) (noto anche come "Red Sub"): la scritta Submariner è in rosso. Si tratta di una tipologia di quadrante realizzata approssimativamente tra la fine degli anni Sessanta e i primi anni Settanta[136].
- Submariner "White Sub" (ref. 1680): la dicitura Submariner diventa bianca come il resto delle scritte. Caratterizza i modelli degli ultimi anni di produzione di questa referenza (seconda metà degli anni Settanta).
- Submariner "Kermit" (ref. 16610LV, ghiera verde e quadrante nero, realizzato per il cinquantesimo anniversario del Submariner)
- Submariner "Fat Four" (o "Flat Four") (ref. 16610LV: differisce dal tradizionale "Kermit", oltre ad altri dettagli secondari, per via del font del numero 4 sulla ghiera, più spesso e dalla parte superiore piatta)
- Submariner "Kermit Bertolli" (ref. 16610LV, così soprannominato per un viraggio al verde chiaro della ghiera. Il verde chiaro tende al color verde oliva, da lì il soprannome "Bertolli")[137]
- Submariner "Hulk" (ref. 116610LV, ghiera verde e quadrante verde)
- Submariner "Smurf" (ref. 116619LB, oro bianco, ghiera azzurra e quadrante azzurro)
- Submariner "Starbucks" (ref. 126610LV, ghiera verde e quadrante nero). Chiamato anche "Cermit" per via della ghiera in ceramica verde e per la somiglianza con il "Kermit".
- Submariner "Cookie Monster" (ref. 126619LB, ghiera blu, quadrante nero, cassa e bracciale in oro bianco).
- Sea-Dweller "single red" (ref. 1665, prototipo: solo la scritta Sea-Dweller è rossa)
- Sea-Dweller "dobule red" o "DRSD" (Double Red Sea-Dweller) (ref. 1665, modelli di serie: è in rosso sia la scritta Sea-Dweller, sia la scritta Submariner 2000). La doppia scritta rossa sarà presente fino ai modelli del 1977 circa.
- Sea-Dweller "Polipetto" (ref. 16600, realizzato in soli 78 pezzi[138] per il cinquantesimo anniversario del nucleo sommozzatori della Polizia di Stato, il cui stemma è, appunto, un polpo).
- "Milsub" (Submariner ref. 5513, modificato appositamente per il Ministro della difesa britannico)
- "Padellone" (ref. 8171)
- "Bao Dai" (ref. 6062: così chiamato perché appositamente commissionato dall'ultimo imperatore vietnamita Bao Dai, e contraddistinto dall'avere un quadrante nero, con alternanza di indici e diamanti, e la complicazione del calendario completo)[139].
- "Monoblocco" (reff. 3525 e 4500, con cassa formata in due blocchi anziché in tre come in altri orologi coevi: la lunetta era unita alla parte centrale della cassa e separata, invece, dal fondello). Alcuni di questi orologi sono soprannominati anche "POW" (Prisoner Of War") in quanto venivano forniti agli Alleati prigionieri di guerra dell'Asse nella Seconda guerra mondiale. Un altro soprannome di questi orologi è "Barilotto".
- "Stelline" (ref. 6062, con indici a forma di stella)
- "Piccolino" (ref. 3055, per via del suo diametro di soli 30 mm: dimensione inconsueta, anche per l'epoca, per un cronografo)
- "Ovettone" o "Bubble back"
- "Texano" (ref. 5100: primo orologio al quarzo realizzato da Rolex, tutto oro con movimento BETA21).
- Cellini "Cestello" (reff. 5310, 5320, 5330, 6311, 6321)
- Cellini "Danaos" (reff. 4233, 4243, 6229)
- Cellini "Egyptian" (ref. 5078)
- Oyster Perpetual "Bombay" (reff. 1010, 1011, 5018, 6018, 6090, 6102, 6550, 6590, 6593): caratterizzato da forme e anse morbide e quali elicoidali (in francese "bombée")
- "Champs Elysées" (ref. 8724): caratterizzato da anse nascoste e cassa "disco volante".
- "Gabus" (ref. 8206): così chiamato in quanto le custodie di questa referenza sono state realizzate da Gabus Frères[140].
- "Datocompax" "Jean-Claude Killy" (reff. 4767, 4768, 5036, 6036, 6236[141]): chiamato così dallo sportivo che era solito indossarlo[142].
- "Roulette": nome con cui sono conosciuti quei primissimi modelli di Datejust che hanno i numeri del datario di due colori: rosso e nero.Data in rosso di un quadrante "roulette" risalente a metà anni Quaranta

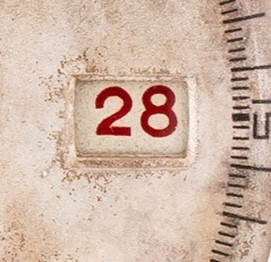
Data in rosso di un quadrante "roulette" risalente a metà anni Quaranta

- "Cornino": Rolex dotato di spallette proteggi corona a punta.Rolex GMT-Master ref. 1675 con quadrante sottolineato e spallette proteggi corona a punta. Anni Sessanta.

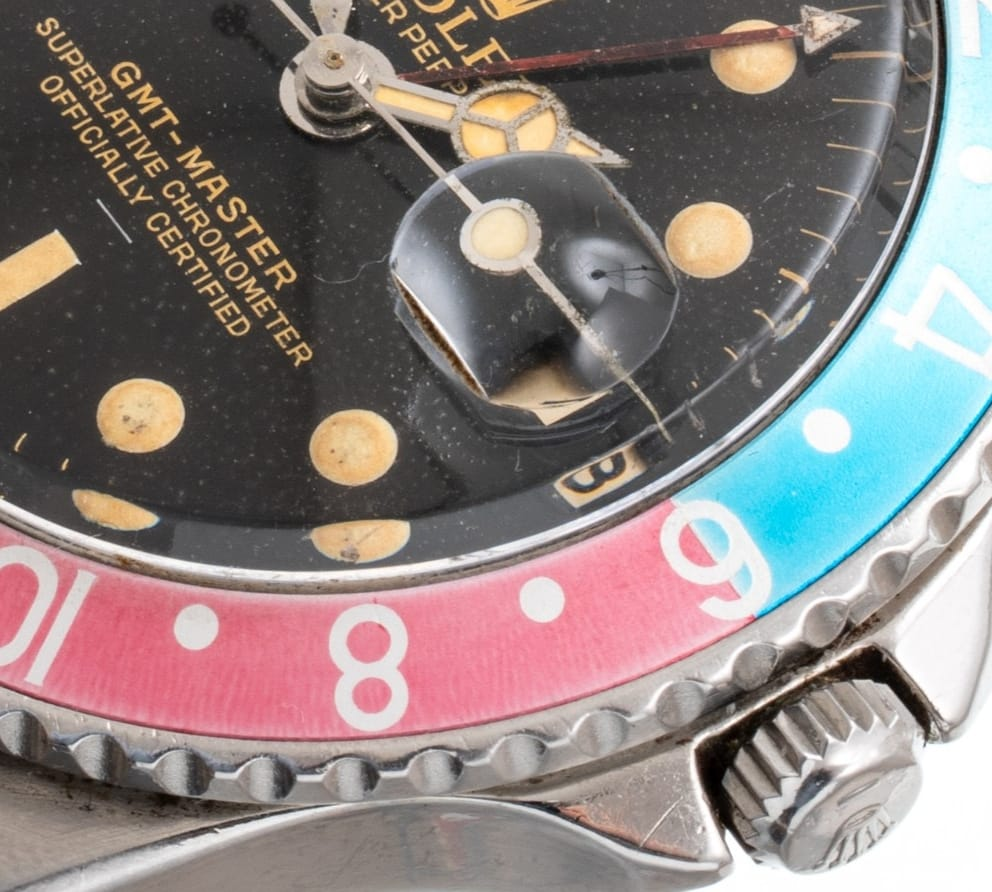
Rolex GMT-Master ref. 1675 con quadrante sottolineato e spallette proteggi corona a punta. Anni Sessanta.

- Indici "a pallettoni": stampati (rinvenibili su Submariner con referenza a 4 cifre).
- Indici "a bicchierino": in rilievo, contornati d'oro bianco e riempiti di pasta luminescente al trizio (indici più diffusi).
- Indici "nipple": in rilievo, a forma di tronco di cono (trovabili su Submariner, GMT-Master ed Explorer II con referenze a 5 cifre).
- Quadrante "Buckley" (o "John Buckley")[143]: con numeri romani stampati (trovabile su Datejust, Oysterquartz e, più raramente, su Day-Date).
- Quadrante "Serif": con le grazie alle lettere.
- Quadrante "No Serif" (o "Sans Serif"): senza le grazie alle lettere.
- Quadrante "honeycomb": quadrante con trama a nido d'ape.
- Quadrante "pie pan"[144](Datejust reff. 1601, 1603; Day-Date ref. 1803): quadrante con "scalino" in prossimità del rehaut che ricorda una teglia da forno capovolta (letteralmente "pie pan" è traducibile come "teglia per torte").
- Quadrante "Four liner": quadrante di Rolex Daytona ref. 16520 prodotti tra il 1988 e il 1993.
- Quadrante "Five liner": quadrante di Rolex Daytona ref. 16520 prodotti dopo il 1993, quando venne aggiunta la scritta "Officially Certified" e inserita in una riga quinta riga di testo che si aggiunge alle altre quattro presenti[145].
- Quadrante "Floating Cosmograph" (in italiano "Cosmograph staccato"): quadrante di Rolex Daytona ref. 16520 in cui la scritta Cosmograph è posta a distanza rispetto alle altre diciture.
- Quadrante "Inverted 6": quadrante di Rolex Daytona ref. 16520 in cui il numero 6 nel subdial del conta ore cronografiche è ruotata di 180° ed esteticamente sembra un 9.Quadrante "inverted 6" su Rolex Daytona ref. 16523 di fine anni Ottanta

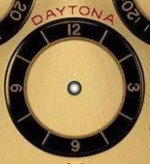
Quadrante "inverted 6" su Rolex Daytona ref. 16523 di fine anni Ottanta

- Quadrante "APH": quadrante di Rolex Daytona (reff. 116520 e 116523) con le lettere APH della parola Chronograph staccate dal resto della parolaRolex Daytona ref. 116520 quadrante APH

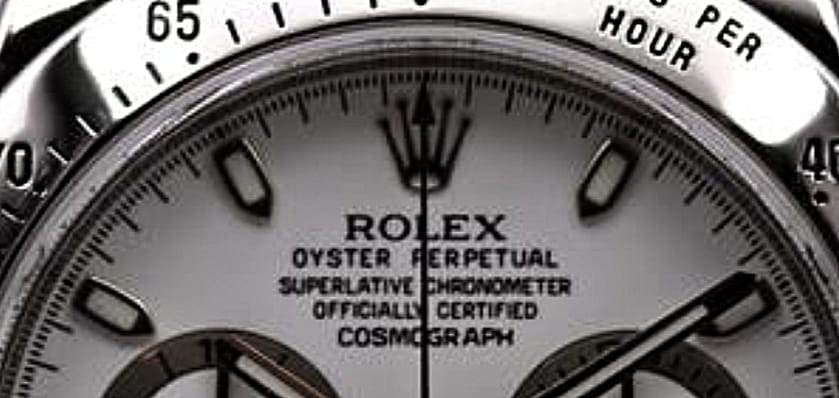
Rolex Daytona ref. 116520 quadrante APH

- Quadrante "Explorer": solitamente un Rolex Oyster Perpetual che riporta sul quadrante i numeri arabi al 3, 6 e 9 come il Rolex Explorer.Rolex Oyster Perpetual ref. 116000 con quadrante Explorer

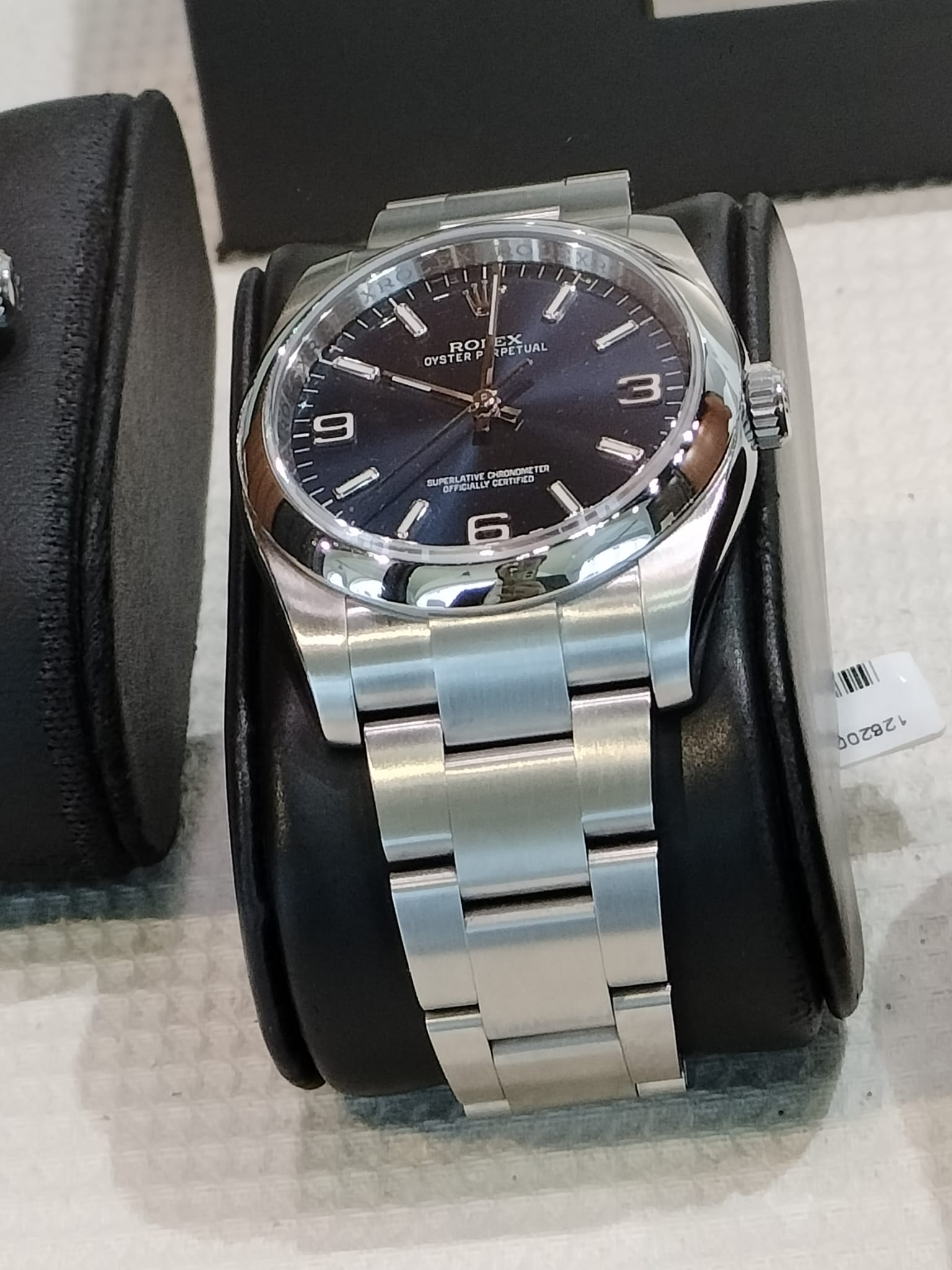
Rolex Oyster Perpetual ref. 116000 con quadrante Explorer

- "Sultan dial" (reff. 16803, 16808, 16613 e 16618, con quadrante champagne o argenté e indici in diamanti e zaffiri)Rolex Submariner ref. 16618 "Sultan Dial"

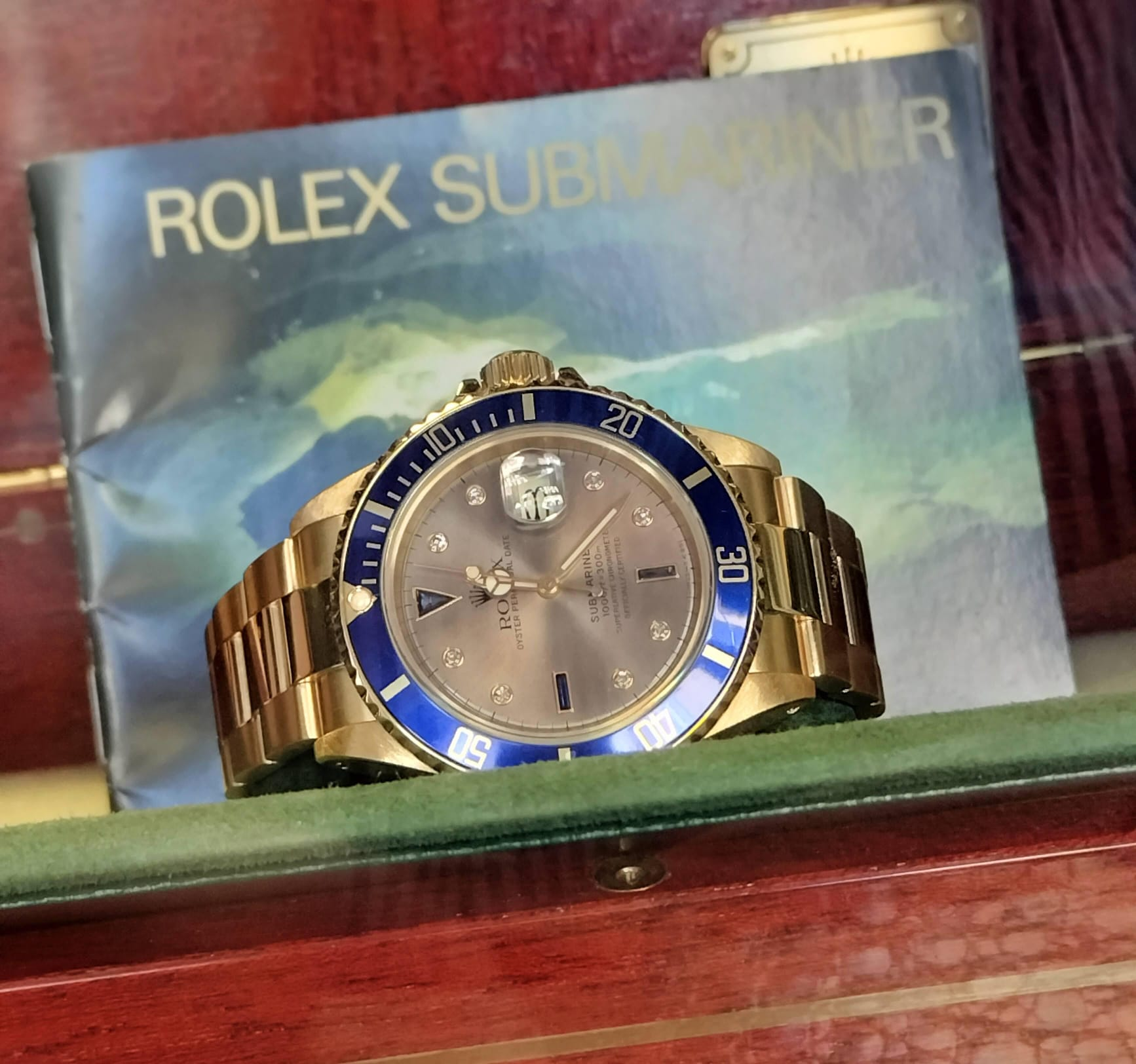
Rolex Submariner ref. 16618 "Sultan Dial"

- "Linen dial" ("quadrante effetto lino"): quadrante così soprannominato per avere una trama che ricorda quella del lino. Ritrovabile su Datejust e Day-Date tra anni Sessanta e Settanta.
- "Tapestry dial" ("quadrante tappezzeria"): quadrante ad effetto tappezzeria a righe verticali trovabile su alcuni Datejust anni Ottanta.Rolex Datejust ref. 16220 "tapestry dial"

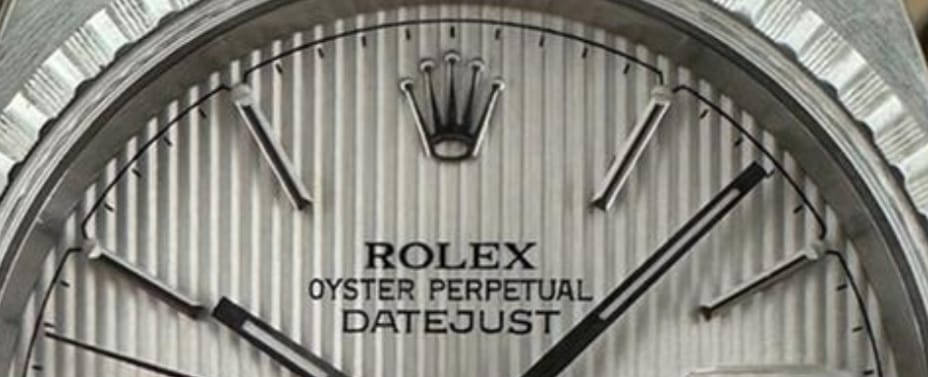
Rolex Datejust ref. 16220 "tapestry dial"

- "Gilt dial"[146] ("quadrante dorato"): quadrante con stampa color oro o con indici e lancette in oro o color oro.Rolex Explorer ref. 5500 con quadrante Gilt

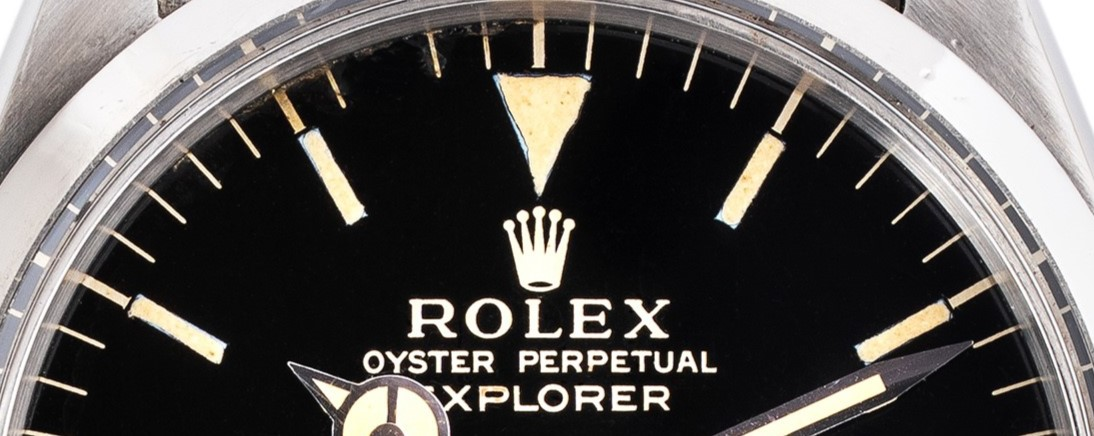
Rolex Explorer ref. 5500 con quadrante Gilt

- "Shantung dial": quadranti laccati con finitura verticale che ricorda lo shantung di seta e proposti su alcuni Day-Date degli anni Novanta.
- "Porcelain dial": quadranti laccati bianco lucido che replica l'effetto della porcellana. Tuttavia non sono realmente in porcellana. Si trovano su alcuni Daytona El Primero reff. 16520, 16523 e 16528; su alcuni Datejust ed Explorer II risalenti a fine anni Ottanta e primi anni Novanta.
- Jubilée dial: quadrante realizzato nel 1985 per il quarantesimo anniversario del Datejust, è contraddistinto dalle scritte Rolex ripetute sullo sfondo del quadrante e montato anche su altri modelli della collezione[147].
- Floral dial: quadrante floreale proposto da Rolex sui modelli Datejust da donna.
- Exclamation point dial (quadrante punto esclamativo): così chiamato per la presenza di un indice a pallino ad ore 6 al di sotto di un indice a bastoncino, il cui combinato disposto rappresenta figurativamente un punto esclamativo[148]Particolare di un "Exclamation point dial" su un Rolex GMT-Master ref. 1675. La ghiera sbiadita è detta anche "faded" o "ghost".

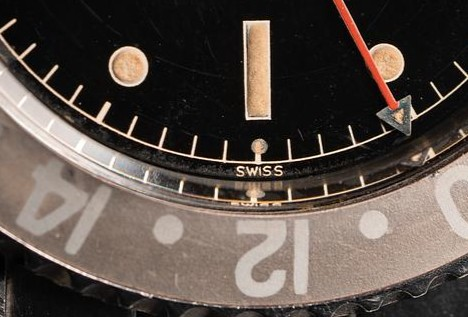
Particolare di un "Exclamation point dial" su un Rolex GMT-Master ref. 1675. La ghiera sbiadita è detta anche "faded" o "ghost".

- Serti dial: fa riferimento a un quadrante Rolex (solitamente GMT-Master o Submariner, come nel caso del "Sultan dial") dotato di pietre incastonate (il termine "serti" deriva dal francese "sertir", cioè incastonare)[149]
- Chevron dial: quadrante suddiviso in quattro settori ognuno dei quali decorato con righe diagonali convergenti verso il centro. È rinvenibile su Rolex di fine anni Cinquanta/primi Sessanta come l'Explorer ref. 5500 o il Precision ref. 6480
- Bracciale "Octopussy": si trova su Day-Date ref. 1804 e Oysterquartz Day-Date ref. 19168: si tratta di un bracciale President impreziosito da diamanti rotondi e, al centro, da altre pietre (diamanti o zaffiri) dal taglio rettangolare. I diamanti rotondi ricordano le ventose del tentacolo di un polpo, da cui il soprannome.
- Bracciale SEL (Solid End Links): identifica quei bracciali dotati di finali pieni e non realizzati in lamierino ripiegato[150]
- Rolex Morelli (o Morelli's finish): finitura incisa a mano da Rolex su lunetta (più raramente anche su cassa e bracciale) di Rolex in oro, che crea un aspetto rugoso sulla superficie trattata. Visibile su Datejust (reff. 1602, 1611) e Day-Date (reff. 1803, 1806, 1807, 1811, 18038). Trattamento presente su modelli dagli anni Sessanta fino ai primi anni Ottanta.
- Bark finish ("Corteccia"): finitura di bracciale o cassa su Rolex in oro.
- Footfrog ("zampa di rana"): nome attribuito a un quadrante Rolex per via della forma del logo che ricorda la zampa di una rana
- Broad Arrow: soprannome dato ai Rolex assegnati all'esercito britannicoRolex footfrog: la forma del logo contribuisce ad attribuire questo soprannomeRolex Datejust ref. 1611 con lavorazione Morelli sulla ghiera. Anni Settanta.

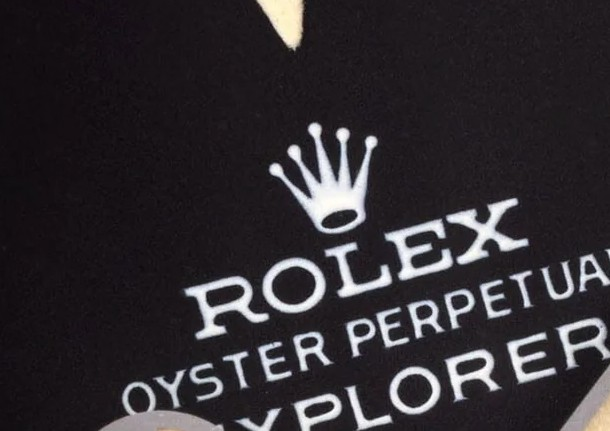
Rolex footfrog: la forma del logo contribuisce ad attribuire questo soprannome

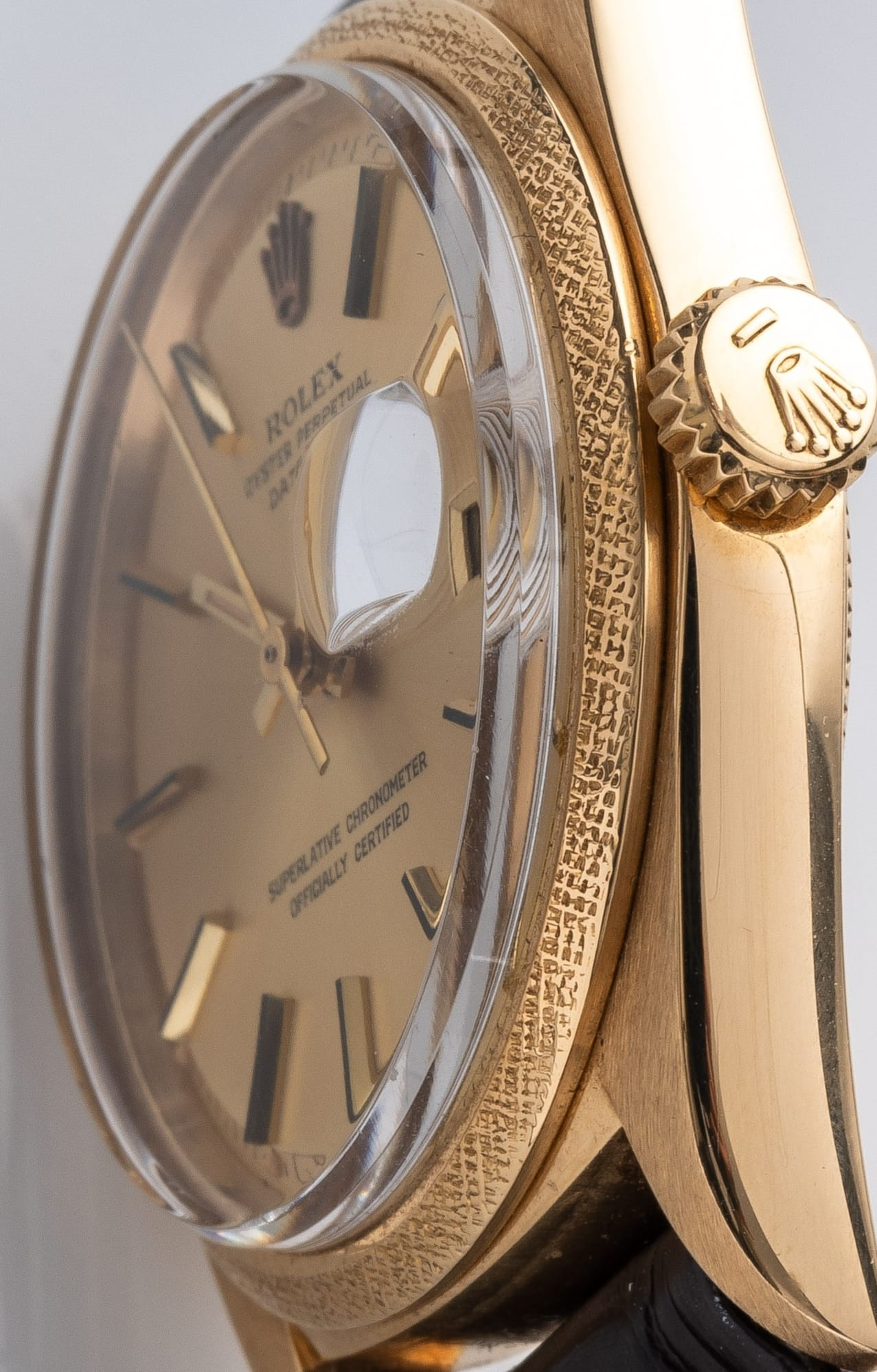
Rolex Datejust ref. 1611 con lavorazione Morelli sulla ghiera. Anni Settanta.

## Brevetti e marchi registrati Rolex
Ecco un elenco di alcuni brevetti e marchi che Rolex ha registrato nel corso dei decenni e che ad oggi contribuiscono a connotare i suoi orologi:
- Cassa Oyster: cassa brevettata impermeabile dotata di zigrinatura, introdotta nel 1926.
- Bracciale Oyster: bracciale a tre maglie nato verso la fine degli anni Trenta del Novecento e montato sui primi modelli Rolex dotati di casse Oyster.
- Corona Super Oyster: corona a scatto brevettata negli anni Cinquanta che, grazie ad un insieme di guarnizioni, avrebbe garantito impermeabilità senza dover ricorrere ad una corona a vite. Tuttavia non ottenne il successo sperato in quanto non era in grado di garantire la medesima impermeabilità della corona a vite, tant'è che fu sostituita con quest'ultima già dopo pochi anni.
- Oysterlock: fermaglio di sicurezza montato sugli orologi come Sea-Dweller, Submariner e Daytona.
- Rotore Perpetual: massa oscillante per orologi a carica automatica brevettata e presentata al grande pubblico nel 1931.
- Bracciale Jubilée: bracciale nato nel 1945 con il primo modello di Datejust. Ha assunto questo nome per celebrare i quarant'anni dalla nascita del marchio. Una variante di questo bracciale con maglie piatte è stata appositamente progettata per il Land-Dweller (chiamato Flat Jubilée).
- Oysterclasp: fermaglio del bracciale montato sul Datejust
- Lente Cyclope: lente magnificatrice nata nel 1953 su un modello Rolex Datejust.
- Bracciale President: bracciale in tre maglie con chiusura a scomparsa realizzato esclusivamente in materiale pregiato e montato sui Day-Date e su alcuni Datejust vintage realizzati in oro. È nato nel 1956. Un raro bracciale President è il Tridor, che inseriva nelle maglie centrali oro bianco, giallo e rosa (ravvisabile ad esempio sul Day-Date ref. 18239).
- Crownclasp: è il fermaglio chiudi bracciale President, il quale è coperto e nascosto dalla corona Rolex, garantendo continuità al bracciale.
- Twinlock: sistema di doppia impermeabilizzazione della corona di carica nato a metà anni Cinquanta. Viene montato su tutti i modelli Oyster con resistenza di 100 metri. È immediatamente ravvisabile dalla presenza di uno (modello in acciaio) o due punti (modello in oro e acciaio) o di una barretta orizzontale (modello in materiale pregiato) al di sotto del logo posto sulla corona di carica.
- Triplock: sistema di tripla impermeabilizzazione e di fissaggio della corona di carica alla cassa sviluppato a inizio anni Settanta per i modelli della casa con maggiori performance subacquee, come il Submariner e il Sea-Dweller, poi estesa anche ad altri modelli come il Daytona. Si tratta di un perfezionamento del sistema Twinlock. È riconoscibile per la presenza di tre puntini al di sotto dello stemma di casa Rolex sulla corona, a prescindere dal materiale di fabbricazione utilizzato[151].
- Oystersteel: acciaio 904L utilizzato da Rolex a partire dal 1985 e caratterizzato da una maggior luminosità e resistenza agli eventi atmosferici rispetto al tradizionale acciaio 316L.
- Bracciale Pearlmaster: nato nel 1992 per l'omonima collezione e discontinuato con la sua cessazione (nel 2022), proponeva cinque maglie smussate e spesso era decorato con pietre preziose.
- Rolesor: nome con cui vengono definiti i modelli in oro e acciaio (Rolesor giallo, bianco o Everose a seconda dell'abbinamento dell'acciaio con l'oro giallo, bianco o Everose).
- Rolesium: nome con cui vengono definiti i modelli di Yacht-Master in acciaio con ghiera in platino.
- Easylink: sistema di prolunga del bracciale che consente di estenderne la lunghezza di 5 millimetri. È un sistema concepito e brevettato da Rolex nel 1996.
- Fliplock: sistema di tre maglie pieghevoli che consente una prolunga del bracciale fino a 26 millimetri aggiuntivi.
- Cerachrom: corona in ceramica proprietaria ricoperta da un sottile strato d'oro o di platino PVD, nata nel 2005 inizialmente sul GMT-Master II e poi adottata anche su Submariner e Daytona.
- Parachrom[152]: spirale proprietaria amagnetica introdotta nel 2005.
- Paraflex: sistema proprietario antiurto a protezione del bilanciere presentato per la prima volta nel 2005.
- Everose: lega in oro rosa proprietaria, nata nel 2005 e formata dal 75% d'oro e dal 25% di rame.
- Sistema Ring Command: sistema nato nel 2007 con lo Yacht-Master II per il conteggio alla rovescia. Questo sistema è stato poi adottato nel 2012 anche sullo Sky-Dweller per comandare le funzioni del calendario Saros.
- Glideock: sistema di prolunga del bracciale, introdotto nel 2008 e montato sui modelli più sportivi e subacquei. Consente l'estensione progressiva del bracciale fino a 15 o 20 millimetri aggiuntivi.
- Chromalight: sistema di illuminazione delle lancette al buio nato nel 2008 ed esclusivo di casa Rolex, caratterizzata da una tonalità blu.
- Ringlock: sistema di sicurezza tristrato per immersioni brevettato nel 2008 e presente sul Sea-Dweller e sul Deepsea, ha la funzione di far resistere l'orologio all'elevatissima pressione che viene sperimentata nelle profondità oceaniche.
- Calendario Saros: sistema di visualizzazione del calendario annuale introdotto nel 2012 con lo Sky-Dweller in cui i gli indici, dodici, corrispondono ai singoli mesi di calendario ed il mese in corso viene visualizzato sull'indice corrispondente il quale viene marcato di rosso. Questo sistema comporta solo quattro componenti in più rispetto alla sola complicazione del datario.
- Syloxi[153]: spirale amagnetica in silicio presentata nel 2014 e alternativa alla Parachrom, montata su movimenti che alimentano alcuni Datejust e Pearlmaster di piccole dimensioni e sul calibro incassato nel Rolex 1908.
- Chronergy: scappamento risalente al 2015 che si basa su quello tradizionale ad ancora svizzera, ma con disegni rivisti e dimensioni di ruota e bracci dello scappamento differenti.
- Oysterflex: cinturino in gomma presentato nel 2015 e che vede l'aggiunta di due lamelle di metallo flessibile che conferiscono al cinturino rigidità senza renderlo troppo duro.
- Titanio RLX: lega in titanio grado 5.
- Dynapulse: scappamento in silicio a nuova architettura introdotto con il movimento Rolex 7135.
- Bracciale Settimo: bracciale a 7 file presentato per la prima volta sul 1908 in oro giallo nel 2025.

## Rolex personalizzati
Nel corso degli anni sono esistiti anche diversi orologi Rolex personalizzati da varie aziende o da Stati per premiare dipendenti particolarmente fedeli, abili venditori, o per essere indossati da ambasciatori o altri funzionari statali. La possibilità di personalizzare un Rolex è stata ammessa dalla stessa casa elvetica fino al 2004, data a partire dalla quale tutte le personalizzazioni di Rolex sono state effettuate esclusivamente after market e non dall'azienda stessa. All'interno di questa lista possiamo trovare diversi segnatempo, diventati a loro modo iconici anche grazie alla loro rarità:
- Rolex Eaton 1/4 Century Club: un Rolex Prince o un Oyster Perpetual[154] personalizzato dall'azienda canadese di grandi magazzini per i suoi dipendenti con 25 anni di attività. Al posto degli indici c'erano le lettere che componevano la scritta "1/4 Century Club".
- Rolex Air King "Domino's Pizza" (reff. 5500 e 14000): per premiare i dipendenti con maggiori vendite. È possibile trovare diverse referenze e il logo sul quadrante può essere in verticale o in diagonale. È anche conosciuto con il nome di "Domino's Rolex"[155].
- Rolex Air King "Winn-Dixie" (reff. 5500 e 14000): anche in questo caso è possibile trovare diversi loghi sul quadrante:[156] per 10 anni di servizio senza incidenti e per 10 anni di manutenzione sicura.
- Rolex Air King "Pool Intaidril" (ref. 5500)[157]
- Rolex Air King Precision "AC Milan" (ref. 14000): 75 pezzi numerati omaggiati dall'allora presidente del Milan Silvio Berlusconi per la vittoria della Champions League e dello Scudetto nella stagione 1993/1994. Sul quadrante è riportato lo stemma della squadra milanese. Stessa cosa successa anche nel 2008 con l'Explorer "AC Milan" (ref. 114270), realizzato per la vittoria, nel 2007, di Champions, Supercoppa Europea e Mondiale per Club.
- Rolex Oyster Perpetual "Coca-Cola" (ref. 1003): in oro, per i 25 anni di servizio
- Rolex Date "Alitalia" (ref. 15238): in oro, per i 30 anni di servizio (in questo caso la personalizzazione prevedeva solamente l'incisione del fondello e non anche quella del quadrante)
- Rolex Submariner "COMEX" (ref. 5513)[158]: modello assai ricercato dai collezionisti, testimonia la partnership tra la casa orologiera e l'azienda francese.
- Rolex Sea-Dweller "Italia EURO 2016" (ref. 116600): realizzati in 50 pezzi per i calciatori e lo staff della nazionale maschile italiana di calcio per le qualificazioni a EURO 2016. Il fondello è personalizzato con lo stemma della nazionale e la dicitura della competizione.
- Rolex Day-Date Oman (ref. 1803-18078): quadrante personalizzatoQuadrante Day Date con spade dell'Oman ref. 18078

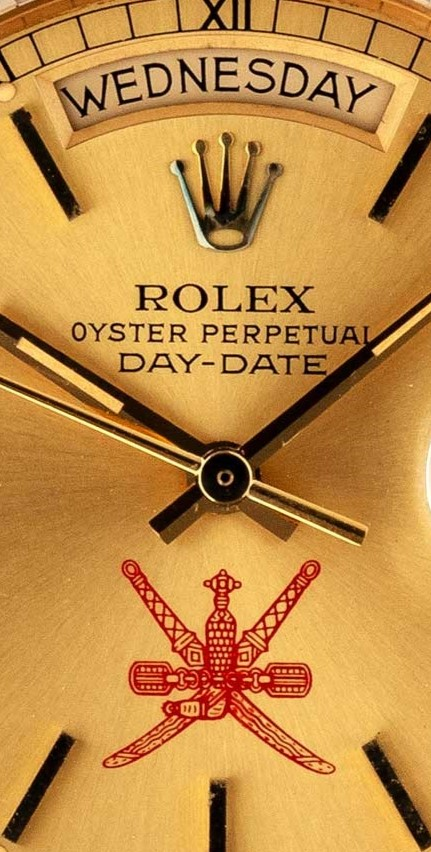
Quadrante Day Date con spade dell'Oman ref. 18078

- Rolex Submariner Oman (ref. 1655): quadrante personalizzato
- Rolex Submariner Polizia Reale Oman (ref. 16800): quadrante personalizzato
- Rolex Sea-Dweller Oman (ref. 1665): quadrante personalizzato
- Rolex GMT Master Oman (ref. 1675): quadrante personalizzato
- Rolex Sea-Dweller Deepsea Oman (ref. 116660): fondello personalizzato
- Rolex Datejust Arabia Saudita (reff. 1601, 1603, 16013, 16018, 16030, 16220, 16233, 16238): quadrante personalizzato
- Rolex Oysterdate Arabia Saudita (ref. 6694): quadrante personalizzato
- Rolex Oysterdate "Saudia Air Lines" (ref. 6694): quadrante personalizzato
- Rolex Air King "Saudi Army" (ref. 5500): quadrante personalizzato
- Rolex Cellini Arabia Saudita (reff. 3601, 3834 e 4112, quest'ultimo conosciuto anche col nome di "King Khalid"): quadrante personalizzato
- Rolex Air King UAE Armed Force (ref. 5500): quadrante personalizzato
- Rolex Datejust UAE (reff. 15010, 16030, 16238): quadrante personalizzato
- Rolex Oysterdate UAE (ref. 6694): quadrante personalizzato
- Rolex GMT Master UAE (ref. 1675): quadrante personalizzato
- Rolex Daytona UAE (ref. 6263): quadrante personalizzato, soprannominato "Desert Eagle"
- Rolex Daytona "winner": fatto ancora oggi per i vincitori della 24 Ore di Daytona e di Le Mans (unica eccezione delle personalizzazioni realizzate in casa Rolex).
- Rolex Daytona Oman (ref. 6263 e 116520): quadrante o fondello personalizzati. La ref. 6263 è anche nota come "Green Khanjar", per via del colore del simbolo omanita.
- Rolex Submariner UAE (reff. 1680 e 5512): quadrante personalizzato
- Rolex Datejust Dubai Police (reff. 15000, 16014, 16233): quadrante personalizzato
- Rolex Turn-O-Graph "Thunderbird": logo del battaglione Thunderbird della U.S. Air Force sul quadrante.

Oltre a questi orologi è possibile anche trovare segnatempo marchiati con il nome della gioielleria presso cui erano acquistati (come nel caso di Tiffany) o altri con un simbolo riconducibile al fatto che si trattassero di segnatempo destinati ai militari. Questi ultimi sono anche noti con il soprannome di "Milsub".
Oltre a tutti questi modelli sopracitati, molti dei quali sono stati modificati direttamente dalla casa madre, ci sono altri Rolex personalizzati da aziende appositamente specializzate in quest'ambito: è il caso del Rolex Tourbillon di Labelnoir (un Milgauss in ceramica nera, quadrante grigio e tourbillon), l'Heritage Submariner HS01 Project X Designs (una rivisitazione moderna del Submariner "coroncione" ref. 6538), il Tempus Machina ref. 216A (altra rivisitazione del Submariner ref. 6538), l'Artisans de Genéve La Montoya (un Daytona scheletrato dedicato al pilota di F1 Juan Pablo Montoya e realizzato in 50 pezzi), l'Artisans de Genéve Uncatchable GMT (dedicato a Frank Abegnale Jr., truffatore e falsario nonché autore del libro Prova a prendermi), o l'Artisans de Genéve Andrea Pirlo Project (un Submariner scheletrato realizzato per Andrea Pirlo). Allo stesso modo Franck Muller aveva montato su un Rolex Datejust un modulo di calendario perpetuo. Questi ultimi esempi di orologi personalizzati e molto elaborati, tuttavia, non sono mai autorizzati da Rolex, tant'è che in diverse occasioni Rolex ha intentato cause contro queste aziende esterne per concorrenza sleale e violazione del marchio.

## Rolex e altre marche
Rolex ha prodotto orologi anche con altre marche, tra cui Tiffany in U.S.A., Birch and Gaydon in Inghilterra, Solar Aqua in Nord America.

## Le sedi di Rolex
Rolex ha quattro sedi, ciascuna con differenti funzioni:
- Les Acacias: situata nell'omonimo quartiere della città di Ginevra, è la sede mondiale di Rolex che ospita la Direzione Generale e l'amministrazione. Qui vengono disegnati i modelli, ci sono i centri di ricerca e sviluppo. In questa sede, infine, gli orologi vengono assemblati e sottoposti al Superlative Control test.
- Plan-les-Ouates: situata nell'omonimo comune all'interno del cantone di Ginevra, in questa sede vengono realizzate le casse e i bracciali degli orologi.
- Bienne: la sede a Bienne (o Biel), nel cantone Berna, si occupa della realizzazione dei movimenti.
- Chêne-Bourg: la sede a Chêne-Bourg, comune nel cantone di Ginevra, si occupa di realizzare i quadranti.

## Rolex Superlative Chronometer
Tutti gli orologi Rolex sono sottoposti ad un test per poterli definire "Superlative Chronometer". Queste analisi vengono effettuate dalla Maison sugli orologi privi di bracciale nella sede di Les Acacias e comporta dei severi controlli di precisione cronometrica (gli orologi devono avere uno scarto giornaliero massimo di +/- 2 secondi) e di impermeabilità (a seconda del grado di impermeabilità dei vari modelli vengono adottate differenti tolleranze). Qualora gli orologi rispettino i limiti cronometrici e di impermeabilità ottengono il requisito di "Superlative Chronometer" (che viene riportato sul quadrante) e vengono accompagnati dall'apposito sigillo verde che ne certifica la qualità costruttiva.

## Corona di carica Rolex
La prima corona di carica a vite equipaggiata da Rolex risale al 1926, contestualmente alla realizzazione della prima cassa Oyster.
Lo sviluppo tecnico porta Rolex a realizzare differenti corone, come la "Brevet" da 8 mm di diametro, montato su alcuni vecchi Submariner (come alcuni modelli delle reff. 6200 e 6538). Negli anni Quaranta/Cinquanta circa nasce anche un'altra corona da 6 mm di diametro, che al di sotto del logo Rolex riporta una croce, simbolo dello "Swiss made". Negli anni Cinquanta è stata sviluppata la corona Twinlock, dotata di due guarnizioni. Negli anni Settanta, invece, è stata progettata la corona di carica Triplock, dotata di tre guarnizioni, adatta a equipaggiare i modelli subacquei della casa.

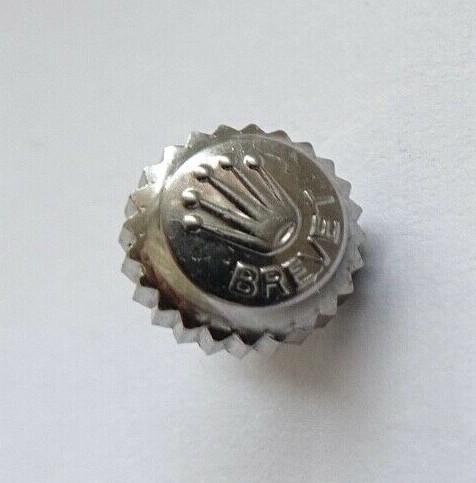
Corona di carica Rolex Brevet da 8 mm di diametro, anni Cinquanta circa

Nel corso degli anni, la corona di carica Rolex ha ottenuto simboli sotto il logo della Maison, che consentono ad una prima occhiata di riconoscere il materiale di cui l'orologio è composto e il tipo di corona adottata:
- Una barretta sotto il logo indica la corona Twinlock in un Rolex in acciaio o in acciaio ed oro giallo
- Due pallini sotto il logo indicano la corona Twinlock in un Rolex in oro bianco
- Un solo pallino sotto il logo indica la corona Twinlock in un Rolex in platino
- Tre pallini sotto il logo indicano la corona Triplock in un Rolex acciaio o acciaio ed oro giallo
- Tre pallini, di cui il centrale sovradimensionato, sotto il logo indicano la corona Triplock in un Rolex in oro bianco
- Tre pallini, di cui i due esterni sovradimensionati, sotto il logo indicano la corona Triplock in un Rolex in platino

## Copie dei Rolex e contrasto alla diffusione dei falsi
Come accade per altri prodotti importanti e di lusso, gli orologi Rolex vengono spesso contraffatti e venduti illegalmente per strada e in alcuni siti internet. Questi falsi sono costruiti prevalentemente nei paesi asiatici come l'India, Taiwan, il Sud-Est asiatico e la Cina continentale (l'Unione europea stima che il 54% dei falsi prodotti nel 2004 sia originario della Cina), e commercializzati ovunque con prezzi che variano dai 30 ai 3.000 euro (per modelli fabbricati in oro massiccio). Stando alle fonti il 75% delle copie riguarda i modelli Rolex. Questi orologi contraffatti sono stati soprannominati Fake Watches, Folex o Fauxlex (dal francese "faux", falso). Spesso i falsi Rolex vengono assemblati anche con pezzi originali (bracciali, ghiere, quadranti, addirittura anche movimenti) e in questi casi risulta molto difficile, a un occhio non esperto, distinguere le copie dall'originale.
Con l'intento di contrastare il fenomeno della diffusione dei falsi, Rolex ha depositato domanda di brevetto per la creazione di un sistema di riconoscimento NFT (chiamato Watch Certificate) al fine di tutelare l'originalità del proprio prodotto e di difendere il consumatore nell'acquisto dell'orologio. Si tratta di realizzare una scheda dotata di un chip leggibile tramite smartphone la quale contiene i dati relativi al segnatempo e al suo proprietario.

## Rolex in asta
In virtù del suo grande successo e della popolarità tra collezionisti e celebrità, non è infrequente trovare in asta alcuni Rolex che hanno raggiunto prezzi di aggiudicazione record. Questi sono alcuni esempi:
- Nel 2006, a Ginevra, si è tenuta la vendita di parte della collezione di orologi dell'esperto appassionato Guido Mondani, tra i quali (309 Rolex venduti, per oltre 11 milioni di franchi svizzeri ricavati) si segnala il Chronographe Rattrapante ref. 4113 (realizzato in soli 12 esemplari), battuto per quasi 740.000 franchi svizzeri, che all'epoca fece segnare un record per un Rolex da polso[170], e il cronografo monoblocco ref. 3525, aggiudicato per quasi 369.000 franchi svizzeri. Quest'asta è stata la prima che ha portato la casa coronata ad assumere rilievo in un'asta internazionale.
- Nel 2016 Phillips ha venduto un altro Rolex rattrapante ref. 4113 per quasi 2 milioni di euro
- Nell'ottobre 2017 la casa d'aste Phillips ha battuto il Rolex Daytona ref. 6239 appartenuto a Paul Newman regalatogli dalla moglie Joanne Woodward, al prezzo record di 17,5 milioni di dollari[171].
- Sempre nel 2017 è stato battuto all'asta un Rolex ref. 6062 "Bao Dai", per la cifra di 5.060.427$[172].
- Nel maggio 2018 Phillips, durante l'asta Daytona Ultimatum, ha battuto un esemplare di Daytona ref. 6265 soprannominato "Unicorn", con la peculiarità di essere l'unico modello di quella referenza. L'orologio, che apparteneva a John Goldberger[173] (pseudonimo con cui è meglio conosciuto l'appassionato ed esperto Auro Montanari) è stato venduto alla cifra di 5.937.500 CHF, ma si è trattato, come ha spiegato lo stesso Goldberger, di un frankenstein, cioè di un assemblaggio con parti non originali[174]. Nella stessa asta è stato battuto anche un altro franken: si tratta del Daytona "Neanderthal", una ref. 6240 con quadrante e altre componenti non coeve[131]. Fu battuto a oltre 3 milioni di franchi svizzeri.
- Nel maggio 2018, all'asta Geneva Watch Auction SEVEN di Phillips, uno "Stelline" ref. 6062 interamente in acciaio con quadrante raro con numeri 3 e 9 arabi è stato aggiudicato per 1.452.500 franchi svizzeri[175].
- All'asta Geneva Watch Auction EIGHT di Phillips (novembre 2018), è stato aggiudicato un Sea-Dweller "Single Red" ref. 1665 a 708.500 CHF e un Datocompax "Jean-Claude Killy" ref. 6236 a 702.500 CHF.
- Nel 2019 Phillips ha battuto per la prima volta, per 1,95 milioni di dollari[176], il GMT Master ref. 1675 di Marlon Brando, privato della ghiera ed inciso sul fondello dall'attore stesso, che l'ha indossato nel film Apocalypse Now. Nel 2024 il medesimo orologio è andato nuovamente all'asta, aggiudicato per 4,77 milioni di dollari[177].
- A maggio 2019, alla Geneva Watch Auction NINE di Phillips, un "Padellone" ref. 8171 è stato aggiudicato a 980.000 CHF, e un Submariner ref. 5508 del 1958 a 500.000 franchi svizzeri. Nella medesima asta è stato battuto anche un Daytona ref. 6241 in oro con quadrante "John Player Special" a 800.000 CHF[178].
- Nel novembre 2019, durante la Geneva Watch Auction X, Phillips ha battuto un Rolex "Padellone" ref. 8171 a 1.028.000 franchi svizzeri. Nella medesima asta, uno "Stelline" ref. 6062 è stato aggiudicato a 1.940.000 franchi.
- Nel 2020 Phillips, durante l'asta Racing Pulse, ha battuto un altro Rolex Daytona di proprietà di Paul Newman, ref. 6263, per circa 5.475.000$, e anch'esso regalatogli dalla moglie (con la frase incisa sul fondello "Drive slowly Joanne")[179]. Durante la medesima asta è stato battuto all'asta anche un "Milsub" (ref. 5517) creato per la Royal Army britannica, al prezzo di 567.000$[180]. Contestualmente fu aggiudicato anche un Day-Date ref. 1804 in platino e diamanti (che si stima essere un pezzo unico), con apposito quadrante realizzato con finitura guilloché radiale, e numeri e giorni della settimana in caratteri arabi. Il prezzo di realizzo è stato di 214.200$.[181] Sempre durante l'asta Racing Pulse è stato venduto per la cifra di 226.800$ un Submariner 6538 datato 1957 con corona sovradimensionata (ribattezzato anche "Big crown Submariner", o in italiano "Coroncione"): questa referenza è divenuta celebre per essere stata indossata da Sean Connery nei film di 007 Licenza di uccidere, Dalla Russia con amore e Goldfinger[182] (ragion per cui è ribattezzato anche "James Bond Submariner"). Anche un Sea-Dweller "DRSD" ref. 1665 con quadrante tropical virato verso i toni del marrone/rosso ha fatto segnare una aggiudicazione record, pari a 163.800$. Stesso discorso vale per un Submariner COMEX ref. 5514, battuto a 289.800$[183].
- Nel 2020 Phillips ha batutto a 1.040.000 franchi svizzeri un Daytona Paul Newman "John Player Special" interamente in oro, facendo realizzare il record di aggiudicazione per questa referenza.
- Nel 2020, a Hong Kong, Sotheby's ha battuto all'asta ad un valore di 3.270.000$ un Daytona ref. 16516 in platino personalizzato con quadrante in lapislazzuli e cinturino azzurro[184].
- Nel 2020 Phillips a New York ha battuto all'asta il Rolex Day-Date del campione di golf Jack Nicklaus al prezzo di 1.220.000$[185].
- Al Geneva Watch Auction XI (novembre 2020) Phillips ha battuto un ref. 8171 "Padellone" a 730.800 franchi svizzeri. Nella stessa asta sono stati anche aggiudicati un cronografo ref. 6234 in oro a 554.400 franchi, un cronografo ref. 4537 interamente in oro rosa (504.000 franchi) e un raro Submariner ref. 6200 con quadrante Explorer con quadrante tropical interamente virato color caramello[186] (a 478.800 franchi svizzeri).
- Nel 2020 a New York Sotheby's ha battuto un Submariner ref. 5513/5517 realizzato per le forze armate inglesi, aggiudicato al prezzo di 262.500$.
- Nell'aprile 2021, a Hong Kong, Sotheby's ha battuto un altro Rolex Daytona in platino personalizzato, anch'esso in platino, con quadrante turchese, ref. 16516, aggiudicato alla cifra di 3.140.000$.
- Nel 2021, a New York, Sotheby's ha battuto un Daytona Paul Newman "John Player Special" in oro giallo 14 carati (ref. 6241) a 625.000$ circa.
- Nel maggio 2021, durante la Geneva Watch Auction XIII, è stato battuto un Submariner ref. 5513 con quadrante Explorer a 340.200 franchi svizzeri, e un Oysterquartz Day-Date ref. 1831 (con interno fondello ref. 1850) interamente in platino e con lunetta in diamanti, a 289.800 franchi[187].
- Christie's a Ginevra nel novembre 2022 ha batutto per 3.414.000 franchi svizzeri un Daytona ref. 6263 con quadrante "lemon".
- In aprile 2023 è stato batutto uno Yacht-Master unico, realizzato appositamente per Patrick Heiniger (che fu presidente di Rolex), interamente in platino e con quadrante impreziosito dagli indici in diamanti e zaffiri. Questo esemplare, ref. 16620, fu aggiudicato per 2.570.000$.
- A giugno 2023 è stato battuto un Daytona ref. 6241 full gold "John Player Special" a 2.238.000 franchi svizzeri.
- Nel giugno 2023 alla New York Watch Auction EIGHT è stato aggiudicato un GMT-Master II ref. 116769TBR interamente ricoperto di diamanti che ricoprono cassa e bracciale in oro bianco, per un totale di 30 carati di pietre preziose. Questa versione, molto rara, chiamata "Ice", risale al 2007 ed è stata aggiudicata per 444.500$[188].
- Durante la Geneva Watch Auction XVII di Phillips del maggio 2023 sono stati battuti diversi Rolex interessanti: un Submariner ref. 16600 "Polipetto" realizzato in edizione limitata per il nucleo sommozzatori della Polizia di Stato italiana, aggiudicato a 209.550 franchi svizzeri. Un Datocompax "Jean-Claude Killy" ref. 6036 (con l'interno del fondello riportante la referenza 6034) in oro rosa aggiudicato a 571.500 franchi svizzeri. Un altro segnatempo coronato particolarmente prestigioso e assai raro è il Daytona "End Game" (ref. 6270), battuto a 3.754.000€. Un altro è stato il Rolex Milgauss "The Pinnacle" (ref. 6541) in condizioni maniacali, aggiudicato per 2.276.000€ dalla stessa Rolex.
- Nel 2023 Meeting Art ha battuto un Daytona ref. 6263 "Oyster sotto" al prezzo di 525.000€.
- Alla New York Watch Auction NINE è stato aggiudicato un Daytona "Paul Newman Lemon Dial" ref. 6264 per 965.200$.
- L'11 e 12 maggio 2024 Phillips ha portato in asta un'altra parte della collezione di Rolex (e non solo) di Guido Mondani[189]. Dei 40 orologi venduti ci sono stati alcuni pezzi importanti che hanno fatto registrare risultati interessanti: è il caso del Daytona ref. 6269 (primo Daytona con diamanti), battuto a oltre 950.000 franchi svizzeri[190], e del Daytona ref. 6265 interamente in oro giallo 18 carati e dotato di due quadranti, dalla cui vendita sono stati realizzati 241.000 franchi svizzeri[191]. Un altro Rolex significativo venduto in quest'asta è stato il Datocompax "Jean-Claude Killy" ref. 6036[192], interamente in oro rosa 18 carati, aggiudicato a 609.600 franchi svizzeri.
- A giugno 2024, alla New York Watch Auction X, Phillips ha battuto all'asta un Daytona ref. 6239 interamente in oro giallo "John Player Special" per 952.500$[193]. Durante la stessa asta è stato battuto anche un raro Daytona ref. 16568 interamente in oro giallo, con quadrante pavettato di diamanti, indici in smeraldo, e lunetta rivestita di diamanti taglio baguette, ad un prezzo di 228.600$.
- Nel maggio 2024 Phillips, in un'asta ginevrina, ha battuto un Daytona 6264 in oro giallo 14 carati con quadrante "John Player Special" a 1.362.000€ circa. Nella stessa asta è stato aggiudicato per 1.300.000€ circa anche un Rolex ref. 6102 raffigurante una caravella dipinta in smalto cloisonné e dotato di certificazione originale Bucherer.
- A luglio 2024 Antiquorum, a Monaco, ha battuto per 472.000€ un Daytona ref. 6263 datato 1971, dotato di ghiera e due bracciali originali aggiuntivi.
- Nell'ottobre 2024, all'asta The One di Spangaro, tenuta all'Albereta Relais & Chateau in provincia di Brescia, è stato aggiudicato un Rolex Daytona ref. 6241 con cassa in oro 14 carati e bracciale in oro effetto corteccia ("bark finish" in inglese) in oro 18 carati, a 206.350€.
- Nel novembre 2024, durante la Geneva Watch Auction XX, Phillips ha battuto un Daytona ref. 6264 Paul Newman Lemon dial per 2.480.000 franchi svizzeri. Alla stessa asta è stato aggiudicato un Daytona ref. 6262 quadrante Paul Newman "Musketeer" (con differenti sottoquadranti rispetto alle versioni "standard" della ref. 6262) a 304.800 franchi svizzeri. Sempre Phillips ha battuto, nella medesima asta, uno "Stelline" ref. 6062 (un'altra referenza assai rara e ricercata dai collezionisti) a 762.000 franchi svizzeri. Un altro Rolex degno di nota aggiudicato in quest'asta è il Day-Date "Rainbow" ref. 18188 in oro giallo, con quadrante pavettato di diamanti, ghiera con zaffiri colorati e maglia centrale del bracciale President rivestita di diamanti. Il prezzo di aggiudicazione è stato di 571.500 franchi svizzeri. Durante la medesima asta è stato aggiudicato anche un Day-Date ref. 1804 (con interno cassa ref. 1803) "Octopussy", cioè con bracciale President impreziosito da diamanti rotondi e, al centro, da zaffiri rettangolari.
- Sempre nel novembre 2024, all'asta Reloaded: The Rebirth of Mechanical Watchmaking, 1980-1999 di Phillips, è stato battuto un Daytona Rainbow ref. 16599SAAEC per 5.505.000 franchi svizzeri.
- Nel dicembre 2024, alla New York Watch Auction XI di Phillips, è stato battuto un Daytona "Le Mans" in oro bianco, ref. 126529LN, per 228.600$. Alla stessa asta è stato aggiudicato anche un "Pre-Daytona" ref. 6238 interamente in acciaio, con bracciale Jubilée e con quadrante nero, a 406.400$. Interessante è stata anche l'aggiudicazione di un raro Oysterquartz Day-Date ref. 19168 in oro giallo con bracciale "Octopussy" decorato con diamanti rotondi e rettangolari, oltre ad avere la lunetta ricoperta di diamanti con taglio baguette. È stato aggiudicato a 88.900$. Assai interessante anche l'aggiudicazione di un Oyster Perpetual ref. 6100 "La Caravelle" risalente circa al 1952, orologio interamente in oro giallo con bracciale Jubilée e quadrante decorato a smalto cloisonné raffigurante un'imbarcazione. L'aggiudicazione è avvenuta per 889.000$, prezzo doppio rispetto alla stima massima prevista[194]. Infine è stato aggiudicato anche un cronografo ref. 2508[195] risalente circa al 1936, il primo cronografo di casa Rolex di cui si ha notizia, in una configurazione in oro rosa con quadrante nero, a 76.200$.

## Ambasciatori
La popolarità dell'azienda ginevrina ha coinvolto polsi celebri, dal cinema alla moda, fino ad arrivare a grandi politici e capi di Stato immortalati con al polso un orologio Rolex. Tra questi, si possono ricordare politici (come diversi Presidenti USA quali Dwight Eisenhower, Lyndon B. Johnson, Gerald Ford, John Fitzgerald Kennedy, Ronald Reagan, Barack Obama, Joe Biden e Donald Trump, oltre ad altri politici come Winston Churchill, Che Guevara, Fidel Castro), attori (come Paul Newman, Steve McQueen, Nicolas Cage, Brad Pitt, Jennifer Aniston e Robert Redford), musicisti e cantanti (come B.B. King, Eric Clapton, Yngwie Malmsteen, Plácido Domingo e Michael Bublé), registi (come James Cameron e Martin Scorsese), nonché illustri sportivi (come Michael Jordan, Cristiano Ronaldo, Zlatan Ibrahimović, Roger Federer, Gabriñe Muguruza, Ana Ivanović, Dominic Thiem, Bjorn Borg, Rod Laver, Chris Evert, Justine Henin, Juan Martin del Potro, Jannik Sinner, Nico Rosberg, Mark Webber, Tom Kristensen, Jackie Stewart, Tiger Woods, Lindsey Vonn e Hermann Maier). Alcuni di questi sono stati scelti anche come testimonial per pubblicizzare i propri orologi. La prima testimonial fu la nuotatrice Mercedes Gleitze che per prima nel 1927 provò ad attraversare lo stretto della Manica a nuoto; mentre il primo testimonial maschile fu Malcolm Campbell il Re della Velocità, che tra il 1924 e il 1935 stabilì per 9 volte il record di velocità a bordo di un'automobile, e rifiutò di farsi pagare per pubblicizzare il marchio. Oggi Rolex sponsorizza alcuni degli eventi sportivi e culturali più importanti, come eventi motoristici, tennistici, velici e importanti competizioni di equitazione. Data la longevità di alcune di queste collaborazioni Rolex non è più vista solo come uno sponsor, ma anche come un partner vero e proprio.
Tra i più importanti ambasciatori Rolex possiamo ricordare:
- Reinhold Messner
- Edmund Hillary
- Jackie Stewart
- Paul Cayard
- Plácido Domingo
- Hermann Maier
- Roger Federer
- Ana Ivanović
- Andy Roddick
- Michael Bublé
- Eric Clapton
- David Doubilet
- Lorena Ochoa
- Tom Kristensen

## Rolex e l'impegno sociale
Rolex da tempo ha diversi impegni in ambito extra orologiero.
- Perpetual Arts: è un'iniziativa con cui Rolex incoraggia ed incentiva le arti (pittura, musica, cinema, architettura, danza...)
- Rolex Maestro e Allievo: un'iniziativa di mentoring artistico che ha preso il via nel 2002 con cui Rolex favorisce la trasmissione delle eccellenze artistiche di generazione in generazione, per garantirne continuità nel futuro, creare un ambiente competitivo e favorire scambi culturali.
- Perpetual Planet: iniziativa di Rolex a tutela e salvaguardia del pianeta, che si è sviluppata dalla propensione storica della Maison di accompagnare tanti esploratori in diverse imprese (la traversata a nuoto del Canale della Manica, la scalata dell'Everest, l'immersione con il Batiscafo Trieste...)